# Klagenfurt am Wörthersee
Klagenfurt am Wörthersee (amtlicher Name; bis 2008 und weiter kurz nur Klagenfurt, slowenisch Celovec ob Vrbskem jezeru) ist eine Großstadt im Süden Österreichs sowie die Landeshauptstadt des österreichischen Bundeslandes Kärnten. Mit 105.256 Einwohnern (Stand: 1. Jänner 2025) ist sie die größte Stadt Kärntens und die sechstgrößte Stadt der Republik Österreich. Das Stadtgebiet liegt im Zentrum des Klagenfurter Beckens und hat derzeit eine Fläche von 120 km².
Klagenfurt wurde 1192/1199 erstmals urkundlich erwähnt und war bis zur Schenkung der Stadt durch Maximilian I. an die Kärntner Landstände im Jahr 1518 von geringer Relevanz. Diese Schenkung und die darauf folgende protestantische Reformationsbewegung des 16. Jahrhunderts bedeuteten für die Stadt einen steilen Aufstieg: Klagenfurt wurde zur Hauptstadt Kärntens. Zu dieser Zeit wurden zahlreiche, noch heute bedeutende Bauwerke wie das Landhaus und der Dom errichtet.
Heute ist die Statutarstadt Klagenfurt Sitz bzw. Standort vieler Institutionen wie zum Beispiel der Kärntner Landesregierung, der Bezirkshauptmannschaft Klagenfurt-Land, der Diözese Gurk/Klagenfurt, diverser gesetzlicher Interessensvertretungen wie z. B. der Landwirtschaftskammer Kärnten, der Landespolizeidirektion Kärnten, des Bezirksgerichts Klagenfurt, des Landesgerichtes Klagenfurt, des Bundesfinanzgerichtes (Außenstelle Klagenfurt), des Landesverwaltungsgerichts Kärnten, des Arbeitsmarktservice Kärnten, der Alpen-Adria-Universität Klagenfurt, der Gustav-Mahler-Privatuniversität für Musik, der Viktor-Frankl-Hochschule (Pädagogische Hochschule Kärnten), einer Expositur der Privaten-Pädagogischen-Hochschule-Augustinum Graz, von zwei Standorten der Fachhochschule Kärnten, des internationalen Flughafens Klagenfurt Annabichl, des Landesstudios des ORF Kärnten und zahlreicher weiterer Unternehmen und Institutionen, insbesondere jene der Volksgruppe der Kärntner Slowenen. Durch seine attraktive Innenstadt mit vielen Plätzen und Altstadtgebäuden, Kulturangeboten und vor allem auch durch den Wörthersee ist Klagenfurt auch touristisch bedeutsam.

## Geographie

### Lage
Klagenfurt liegt auf dem Klagenfurter Feld im Zentrum des Klagenfurter Beckens und erstreckt sich über jeweils rund 15 km in nordsüdlicher und ostwestlicher Richtung. Die Stadt umfasst das gesamte Ostufer des Wörthersees, die Gebiete nördlich davon sind Teil des Feldkirchen-Moosburger Hügellandes und des Glantaler Berglandes. Teile des nördlichen Gemeindebezirks Wölfnitz zählen bereits zum Zollfeld, der Süden von Klagenfurt liegt am Fuß des Sattnitz-Höhenzugs.
Das Stadtzentrum liegt in etwa 450 m Seehöhe; der höchste Punkt innerhalb des Gemeindegebiets ist der Ulrichsberg mit 1022 m ü. A., der tiefste die Gurkerbrücke (420 m) an der Ostgrenze der Stadt.
Jeweils etwa ein Drittel des gut 120 km² großen Gemeindegebiets ist als landwirtschaftliche Fläche (33,4 %) bzw. Wald (32,9 %) ausgewiesen. 19,3 % der Fläche von Klagenfurt wird als Bauland genutzt, 2,2 % sind Gewässer und 1,3 % Gartenanlagen. Die übrigen 10,9 % fallen unter „sonstige Benützungsarten“, wozu unter anderem Verkehrswege, Abbauflächen und Ödland zählen.
Die Adria ist nur ca. 150 Kilometer von Klagenfurt entfernt. Die Stadt Triest ist über die Autobahn in ca. zwei Stunden erreichbar.

### Geologie
Das gesamte Klagenfurter Becken wurde in der Eiszeit durch den Draugletscher ausgefüllt. Nach dem Abschmelzen der Eismassen bildeten Schwemmkegel der Glan den aus eiszeitlichen Schottern bestehenden Untergrund des heutigen nördlichen Stadtgebiets und des Zollfeldes. Gleichzeitig entstand auch der Wörthersee, der noch vor rund 4000 Jahren bis in das heutige Stadtzentrum reichte, wo sich durch allmähliche Verlandung ein großes Moorgebiet bildete.
Die Hügel im Norden der Stadt bestehen vorwiegend aus altkristallinen Glimmerschiefern und paläozoischen Phylliten, Grünschiefern und Kalken, der Sattnitz-Höhenzug südlich von Klagenfurt aus Konglomeraten.

### Gewässer

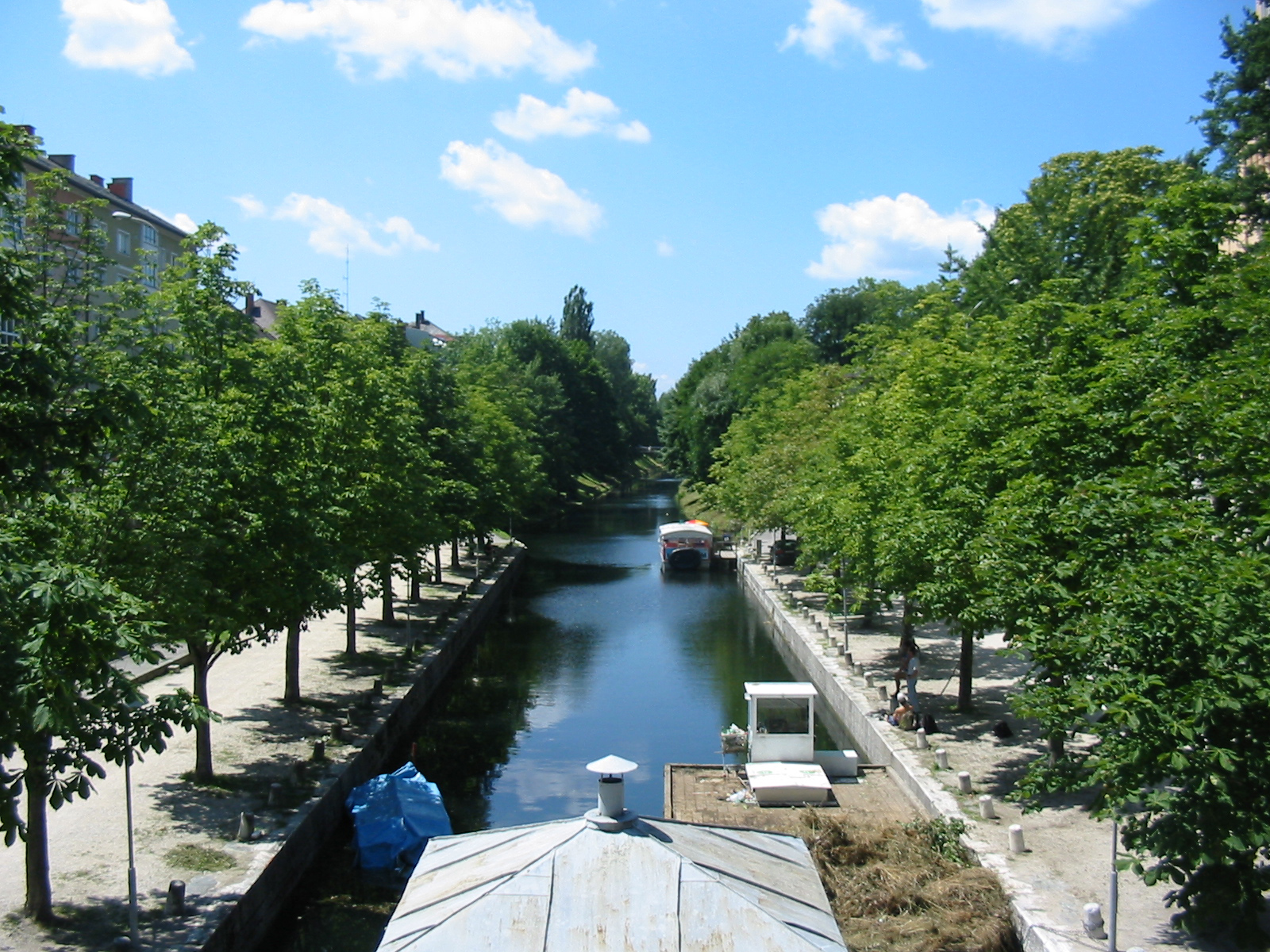
Vom Lendhafen aus verläuft der Lendkanal bis zum Wörthersee

Im Norden des Stadtgebiets durchfließt die Glan Klagenfurt in west-östlicher Richtung, im Osten streift die Gurk den Stadtbezirk Hörtendorf, kurz bevor sie in Ebenthal die Glan aufnimmt.
In der Innenstadt gibt es zwei im 16. Jahrhundert künstlich angelegte Kanäle: den Lendkanal, der heute noch das Zentrum mit dem Wörthersee verbindet, sowie den Feuerbach, der mittlerweile fast vollständig im unterirdischen Kanalisationssystem der Stadt aufgegangen ist. Durch die südlichen Bezirke fließend, entwässert die 8,8 km lange Glanfurt (im Volksmund „Sattnitz“) den Wörthersee in die Glan. Weitere, kleinere Fließgewässer sind der Kerbach, die Raba sowie Struga-, Wölfnitz- und Viktringer Bach.
Das gesamte Ostufer des Wörthersees gehört zum Stadtgebiet Klagenfurts, das den Namen des Sees seit dem Jahr 2007 im eigenen Namen führt. Außerdem gibt es in Klagenfurt eine Vielzahl von Teichen. Die Hallegger Teiche, die in einem Naturschutzgebiet unterhalb des Schlosses Hallegg liegen, zählen darunter zu den größten.

### Stadtgliederung

Gliederung Klagenfurts

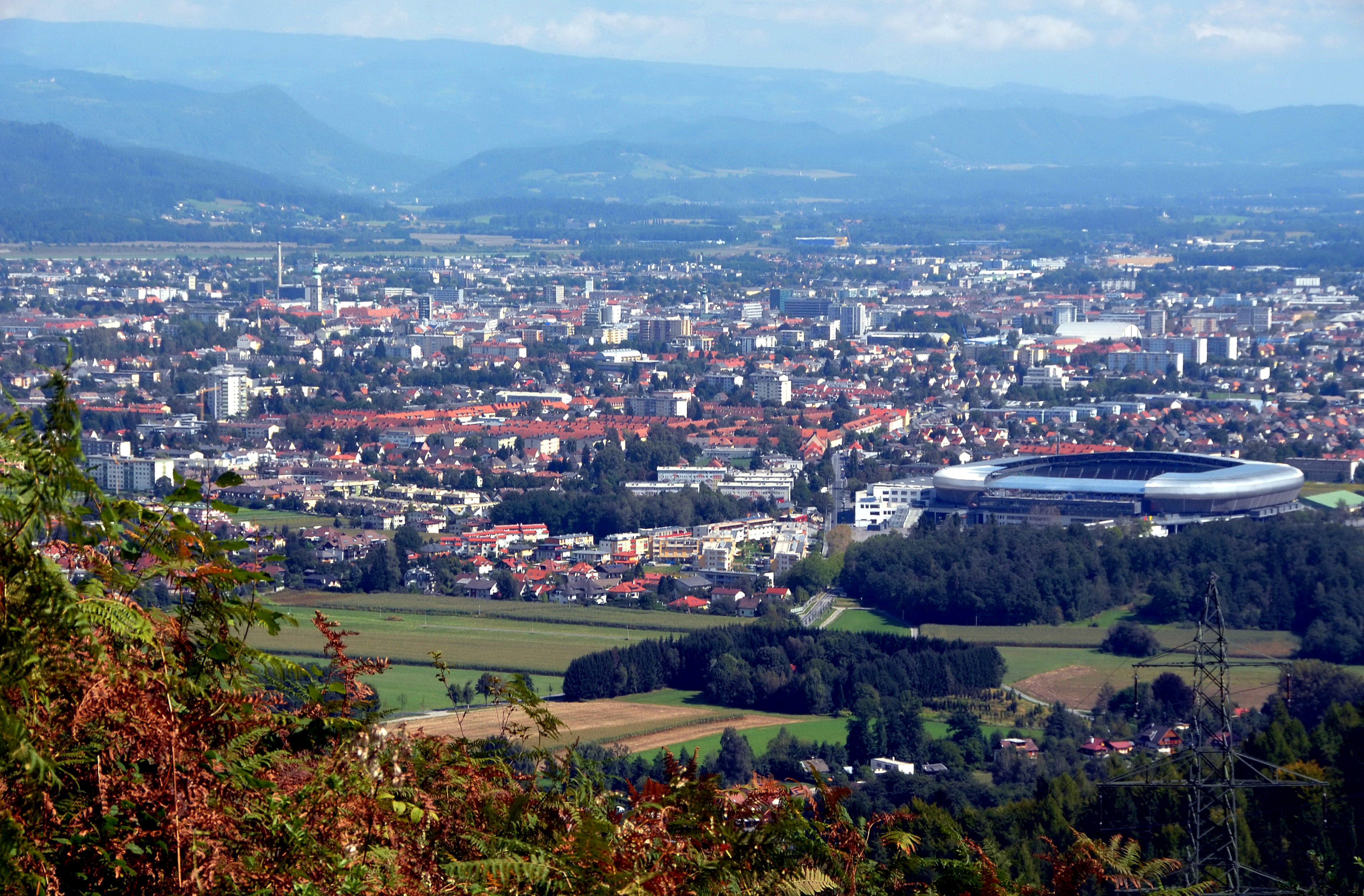
Blick über Klagenfurt in Richtung Nordosten (vom Schrottbauer aus)

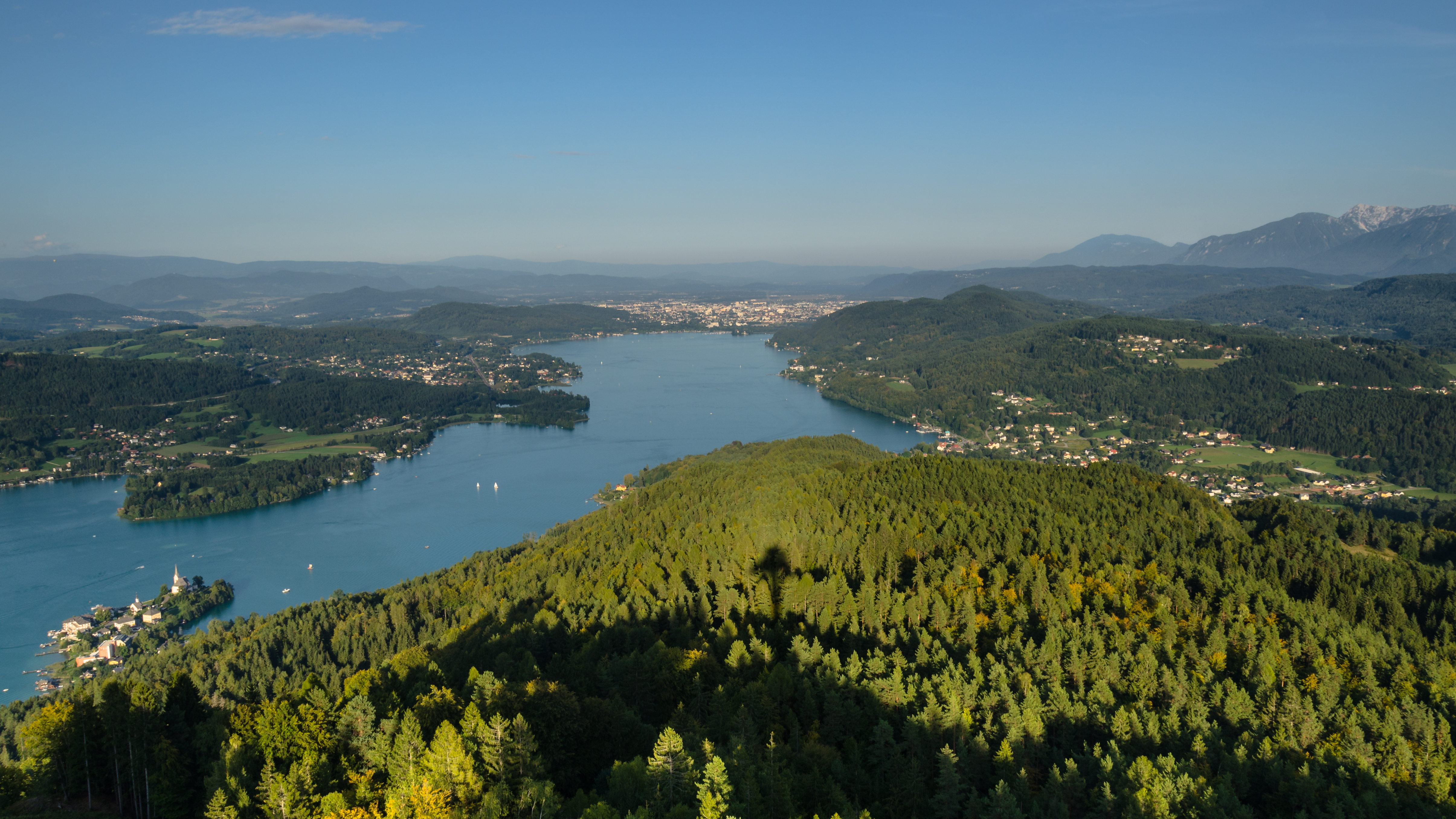
Blick vom Pyramidenkogel Richtung Klagenfurt

Klagenfurt ist in 15 Gemeindebezirke bzw. Ortschaften unterteilt.
Bis zum Jahr 1848 umfasste das Stadtgebiet lediglich die heutige Innere Stadt. Durch die Schaffung von sogenannten politischen Gemeinden im Jahr 1850 in Österreich kamen zunächst die unmittelbar angrenzenden vier Vorstädte (St. Veiter, Völkermarkter, Viktringer und Villacher Vorstadt) zur Stadtgemeinde Klagenfurt. Abgesehen von einer kleineren Stadterweiterung im Jahr 1893 erreichte Klagenfurt erst im 20. Jahrhundert durch Eingemeindungen von bis dahin selbständigen Gemeinden in den Jahren 1938 (Bezirke IX bis XII) und 1973 (Bezirke XIII bis XV) seine aktuelle Größe.
Die vier Bezirke der Inneren Stadt bilden grob ein Quadrat aus Quadraten, die links oben (im Nordwesteck) beginnend im Uhrzeigersinn durchnummeriert sind. Die nächsten vier Bezirke (5–8) umschließen das Quadrat etwa kreisförmig, die Nummerierung startet oben, im Norden und geht rechtsherum.
Gleiches gilt für die flächenmäßig größeren Bezirke 9 bis 12, die wiederum einen Gürtel aus Sektoren in den Haupthimmelsrichtungen bilden. Die drei jüngsten Bezirke sind wie alle Zonen rechtsherum nummeriert, stehen allerdings diskret flügelartig ab, sind also nicht untereinander verbunden; die Zählung beginnt nun im Süd(südwest)en mit 13, läuft über 14 im Nordwesten zum relativ kleinen 15. Bezirk im Osten.
| I    | Innere Stadt           | 490    |
| II   | Innere Stadt           | 731    |
| III  | Innere Stadt           | 949    |
| IV   | Innere Stadt           | 728    |
| V    | St. Veiter Vorstadt    | 4.312  |
| VI   | Völkermarkter Vorstadt | 4.841  |
| VII  | Viktringer Vorstadt    | 3.437  |
| VIII | Villacher Vorstadt     | 8.445  |
| IX   | Annabichl              | 11.693 |
| X    | St. Peter              | 21.255 |
| XI   | St. Ruprecht           | 7.424  |
| XII  | St. Martin             | 22.234 |
| XIII | Viktring               | 10.294 |
| XIV  | Wölfnitz               | 5.822  |
| XV   | Hörtendorf             | 2.601  |

Die Stadt besteht aus insgesamt 25 Katastralgemeinden, in Klammern die nicht-amtlichen slowenischen Bezeichnungen sowie die Flächen in Hektar (Stand 31. Dezember 2023):
1. Blasendorf (Blažnja vas, 241,47 ha)
2. Ehrenthal (548,85 ha)
3. Goritschitzen (Goričica, 571,16 ha)
4. Großbuch (446,44 ha)
5. Großponfeld (664,94 ha)
6. Gurlitsch I* (632,51 ha)
7. Hallegg (Helek, 425,55 ha)
8. Hörtendorf (Trdnja vas, 946,74 ha)
9. Klagenfurt (629,7 ha)
10. Kleinbuch (220,94 ha)
11. Lendorf (Dhovše, 579,55 ha)
12. Marolla (977,94 ha)
13. Nagra (201,44 ha)
14. Neudorf (Nova vas, 658,9 ha)
15. St. Martin bei Klagenfurt (349,01 ha)
16. St. Peter am Karlsberg (353,84 ha)
17. St. Peter bei Ebenthal (359 ha)
18. St. Peter bei Tentschach (246,63 ha)
19. St. Ruprecht bei Klagenfurt (653,3 ha)
20. Stein (Zakamen, 266,88 ha)
21. Tentschach (Šteniče, 222,57 ha)
22. Viktring (Vetrinj, 369,22 ha)
23. Waidmannsdorf (Otoče, 422,74 ha)
24. Waltendorf (Vapoča vas, 442,93 ha)
25. Welzenegg (579,24 ha)

*(Gurlitsch II ist eine Katastralgemeinde in der angrenzenden Gemeinde Krumpendorf.)

### Klima
In Klagenfurt herrscht gemäßigt kontinentales Klima mit relativ großen Temperaturschwankungen zwischen den Jahreszeiten. Durch die im Klagenfurter Becken vorherrschende Inversionswetterlage ist eine überdurchschnittlich häufige und oft lang anhaltende Dunst- und Nebelbildung typisch.
Im Früh- und Mittelherbst handelt es sich hierbei überwiegend um Bodennebel, während im Spätherbst und Winter häufig Hochnebel auftreten. Kennzeichnend ist auch eine allgemeine Windarmut. Die im Vergleich zum österreichischen Durchschnitt kalten Winter werden manchmal vom Föhn durch die südlich liegenden Karawanken abgemildert.
Die langjährige mittlere Jahrestemperatur (ermittelt in den Jahren 1961 bis 1990) beträgt 7,7 °C. Der Temperaturmittelwert im Jahr 2007 betrug in Klagenfurt 9,7 °C.
|                        | Jan  | Feb  | Mär  | Apr  | Mai  | Jun   | Jul   | Aug  | Sep  | Okt  | Nov  | Dez  |   |       |
| Mittl. Temperatur (°C) | −4,0 | −1,4 | 3,6  | 8,3  | 13,7 | 16,9  | 18,8  | 18,2 | 13,8 | 8,2  | 1,7  | −2,7 | ⌀ | 8     |
| Mittl. Tagesmax. (°C)  | 0,3  | 4,4  | 10,3 | 14,9 | 20,2 | 23,4  | 25,5  | 25,1 | 20,6 | 14,2 | 5,8  | 0,8  | ⌀ | 13,8  |
| Mittl. Tagesmin. (°C)  | −7,2 | −5,4 | −1,3 | 2,8  | 7,8  | 11,1  | 12,9  | 12,7 | 9,0  | 4,3  | −1,0 | −5,2 | ⌀ | 3,4   |
|                        |      |      |      |      |      |       |       |      |      |      |      |      |   |       |
| Niederschlag (mm)      | 30,9 | 35,2 | 50,2 | 64,5 | 78,5 | 113,5 | 117,6 | 98,6 | 89,7 | 82,9 | 78,9 | 48,9 | Σ | 889,4 |
|                        |      |      |      |      |      |       |       |      |      |      |      |      |   |       |
| Sonnenstunden (h/d)    | 2,5  | 4,4  | 5,1  | 5,8  | 6,9  | 7,3   | 7,8   | 7,5  | 6,0  | 4,1  | 2,2  | 1,8  | ⌀ | 5,1   |
|                        |      |      |      |      |      |       |       |      |      |      |      |      |   |       |
| Regentage (d)          | 5,1  | 4,9  | 6,2  | 8,0  | 9,6  | 11,5  | 10,2  | 9,4  | 7,2  | 7,3  | 7,1  | 5,4  | Σ | 91,9  |

| −7,2 |

| −5,4 |

| −1,3 |

| 2,8 |

| 7,8 |

| 11,1 |

| 12,9 |

| 12,7 |

| 9,0 |

| 4,3 |

| −1,0 |

| −5,2 |

| −7,2 |

| −5,4 |

| −1,3 |

| 2,8 |

| 7,8 |

| 11,1 |

| 12,9 |

| 12,7 |

| 9,0 |

| 4,3 |

| −1,0 |

| −5,2 |

| N i e d e r s c h l a g | 30,9 | 35,2 | 50,2 | 64,5 | 78,5 | 113,5 | 117,6 | 98,6 | 89,7 | 82,9 | 78,9 | 48,9 |
|                         | Jan  | Feb  | Mär  | Apr  | Mai  | Jun   | Jul   | Aug  | Sep  | Okt  | Nov  | Dez  |

Die Klimatabelle für den Zeitraum von dem Jahr 2000 bis in das 2013. Sie zeigt Temperaturveränderung nach oben, die Jahresdurchschnittstemperatur ist im Vergleich zur Messperiode vom Jahr 1971 bis zum Jahr 1990 um 1,9 °C auf 9,9 °C gestiegen. Auch gab es seit dem Jahr 2000 elf Jahre mit mehr als 2000 Sonnenstunden. Im Durchschnitt ist die Sonnenscheindauer auf 5,8 Stunden pro Tag gestiegen.

## Geschichte

### Namensherkunft und Gründungssage
Etymologisch hat der Name Klagenfurt einen romanischen Ursprung und ist über Vermittlung des Slowenischen ins Deutsche gelangt. Heinz-Dieter Pohl hat die Bildung des slowenischen Namens Celovec für Klagenfurt, urkundlich erstmals im Jahr 1615 als V Zelovzi belegt, sprachwissenschaftlich rekonstruiert. Ausgangspunkt dafür war ein romanisches l’aquiliu mit der Bedeutung „Platz am Wasser“ – gemeint war aber nicht der Wörthersee, sondern der Fluss Glan.
Die romanische Ausgangsform wurde zunächst zu la quiliu umgeformt und ohne Artikel ins Slawische übernommen. Den Lautgesetzen entsprechend ist daraus cvilj- geworden. Dieses ist mit der bei Flur- und Ortsnamen häufigen Endung -ovec erweitert worden, wodurch Cviljovec entstand. Das ähnlich klingende slowenische Wort cvilja bedeutete so viel wie ‚Wehklage‘.
Im Slowenischen wurde der Name Cviljovec volksetymologisch zum „Ort der Klagen“ umgedeutet, was sich im Deutschen in der Lehnübersetzung Klagenfurt niederschlägt.
Nicht zutreffend sind demnach andere Herleitungen, etwa jene von Eberhard Kranzmayer vertretene von einer Klagefrau cvilja (= Klage), einer der sagenhaften slawischen Furt- und Wasserfrauen, die an Bächen und Quellen ihre Wäsche waschen und Todesfälle beklagen, oder von der Glan, wonach ein Glanfurt der Ursprung des Namens wäre. Dabei wird übersehen, dass es einen Fluss namens Glanfurt tatsächlich gibt, der jedoch bis ins 16. Jahrhundert Lanquart hieß und heute auch Sattnitz (slowenisch: früher: Lank(a)rt, heute: Sotnica, oder gelehrt: Jezernica = Seebach) genannt wird. Er ist der Abfluss des Wörthersees.
Eine noch ältere Herleitung, die aus der Zeit des Humanismus stammt, nennt den lateinischen Namen der römischen Stadt Claudiforum oder Forum Claudii als ursprüngliche Bezeichnung und beruft sich auf römische Quellen. Daraus soll sich der Name Klagenfurt entwickelt haben.
Tatsächlich existierte eine römische Stadt, Virunum, eine Gründung des Kaiser Claudius, nördlich des heutigen Stadtgebiets. Heute ist klar, dass es sich bei Forum Claudii um eine alternative Bezeichnung Virunums handelte und sich keine römische Stadt auf dem Gebiet des heutigen Klagenfurts befand.

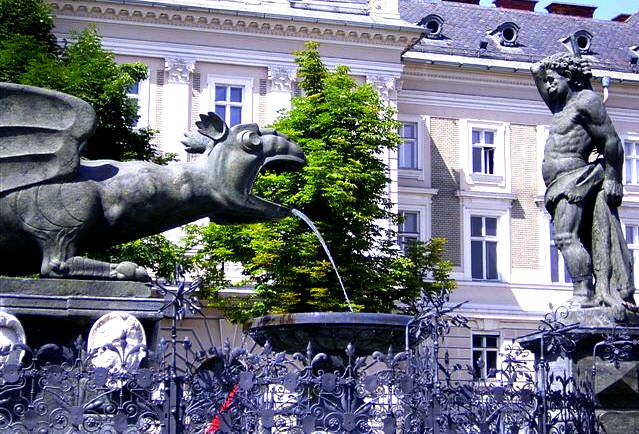
Lindwurmbrunnen: Darstellung der Gründungssage

Die Gründungssage von Klagenfurt berichtet von einem Drachen, der in einem Sumpf haust und sich von Menschen aus den umliegenden Ortschaften ernährte, die sich ihm näherten. Das Ungeheuer konnte erst durch eine List getötet werden: Man errichtete einen Turm, an dessen Spitze man einen Ochsen als Köder ankettete, wobei die Kette auch mit einem großen Haken versehen war. Als der Drache aus seinem Sumpf kam, um den Ochsen zu fressen, verfing er sich an der Kette und konnte daraufhin erschlagen werden. Diese Sage findet im Stadtwappen von Klagenfurt ihren heraldischen und im Lindwurmbrunnen ihren künstlerischen Niederschlag.

### Frühe Ansiedlungen im heutigen Stadtgebiet
Erste Rodungs- und Siedlungsspuren im heutigen Stadtgebiet sind für die Zeit zwischen den Jahren 4000 und 2000 v. Chr. durch Funde in Lendorf, Waidmannsdorf und Viktring belegt. Spuren von Ansiedlungen finden sich aus der Bronzezeit (Einbaum-Funde im Moor am Fuß der Sattnitz) sowie der Urnenfelderkultur und der Hallstattzeit (Wölfnitz und Waidmannsdorf).
Als Siedlungsräume kamen für lange Zeit nur Gebiete in Betracht, die die moorige Landschaft, in der sich die heutige Innenstadt befindet, überragten. Dafür boten sich vor allem die Hügel im Norden des heutigen Stadtgebiets an.

### Antike und frühes Mittelalter
Für die Antike sind keine bedeutenden Ansiedlungen im Gebiet des heutigen Klagenfurt belegt. Das Herrschaftszentrum für diese Region sowohl zur Zeit des keltischen Noricums als auch für die Zeit der römischen Besatzung, die ab 45 v. Chr. bis ins 6. Jahrhundert (Virunum) belegt ist, befand sich auf dem nördlich des heutigen Klagenfurts gelegenen Zollfeld. Dennoch entstanden auch hier vereinzelt römische Ansiedlungen, so wurden zum Beispiel auf dem Spitalsberg Reste einer Villa sowie Gräber aus der Römerzeit gefunden.
Anders als bei vielen Ortschaften Kärntens, bei denen sich Belege über die Einwanderung von Slawen in das Gebiet des heutigen Kärnten, die ab dem Ende der Völkerwanderung stattfand, sich auch anhand von Ortsnamen nachweisen lassen, sind bezogen auf Klagenfurt kaum Belege diesbezüglich vorhanden. Dennoch wird angenommen, dass das heutige Stadtgebiet mit der um das Jahr 828 errichteten karolingisch-fränkischen Pfalz Karnburg (Civitas Carantana) in Verbindung stand.
Im Zuge der Christianisierung Kärntens waren die Kirchengründungen von Maria Saal im Zollfeld durch das Bistum Salzburg sowie von Maria Wörth bedeutend, jedoch sind für das am Ostufer des Wörthersees für diese Zeit keine Gründungen nachweisbar.
Nachdem Kärnten im Jahr 976 zu einem Herzogtum innerhalb des Heiligen Römischen Reichs erhoben worden war, kam es im 11. Jahrhundert zu zahlreichen Klostergründungen. Doch erst in der ersten Hälfte des 12. Jahrhunderts wurde Klagenfurt bedeutend: Die Spanheimer, die schon seit Mitte des 11. Jahrhunderts in Kärnten begütert waren und zwischen den Jahren 1122 und 1279 die Kärntner Herzoge stellten, hatten nach und nach Teile des heutigen Stadtgebiets erworben. Graf Bernhard gründete im Jahr 1142 das Zisterzienserstift Viktring und veranlasste die Besiedlung in dessen Umgebung.

### Stadtgründung

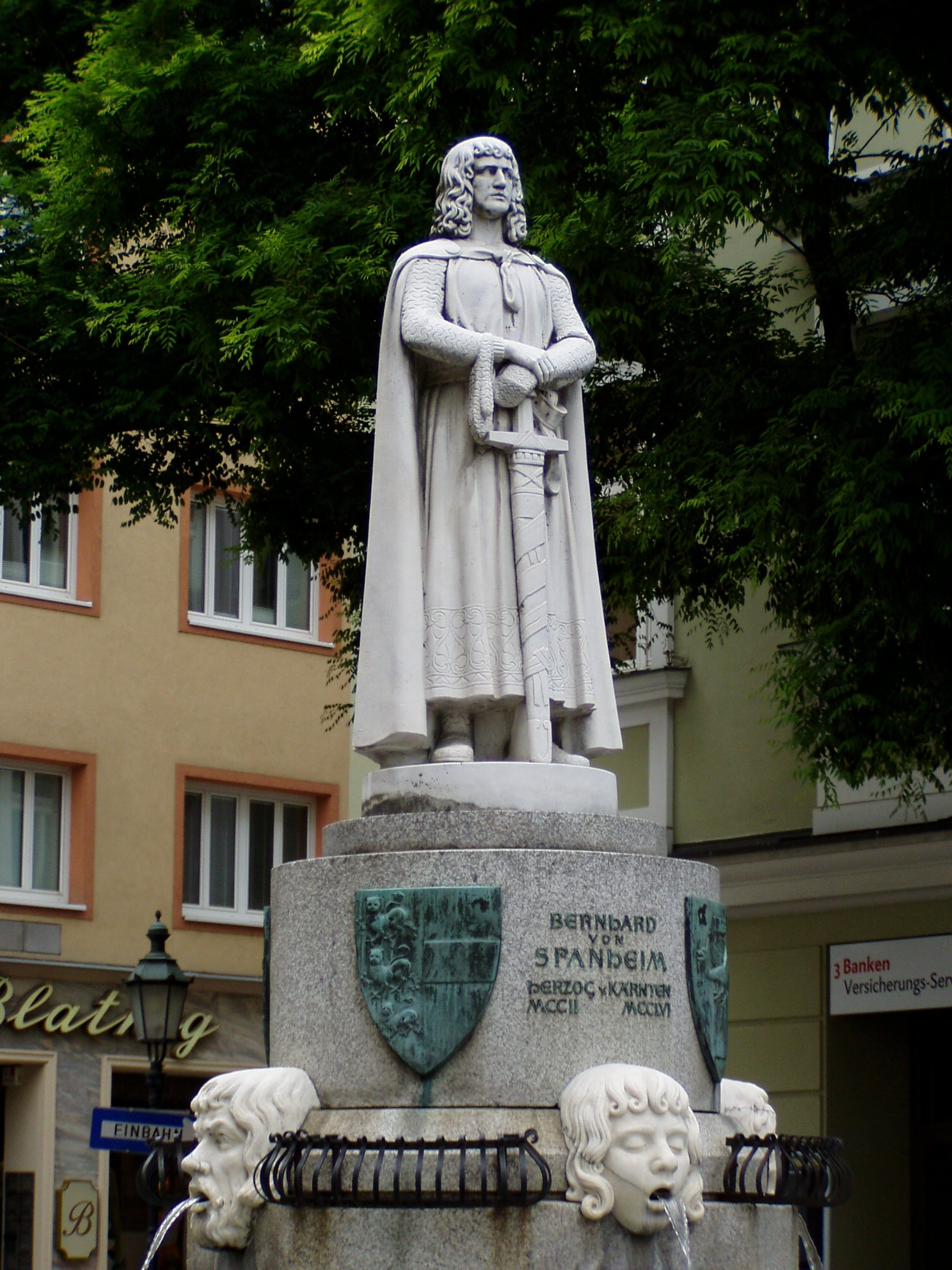
Denkmal des Stadtgründers Bernhard von Spanheim

Die Kärntner Herzöge Hermann († 1181) und Bernhard von Spanheim († 1256) gelten als die Gründer von Klagenfurt. Hermann wird als Begründer des am Südrand des Zollfeldes im Gebiet des heutigen Spitalsbergs angelegten Marktes Klagenfurt angesehen. Diese Siedlung wird zwischen Juni 1192 und März 1199 erstmals urkundlich erwähnt, als dem Kloster St. Paul die Mautfreiheit „in foro Chlagenuurt“ gewährt wurde.
Der neu gegründete Ort lag aber im Überschwemmungsgebiet der Glan und wurde immer wieder überflutet. Dies nahm Bernhard von Spanheim zum Anlass, im Jahr 1246 die Siedlung auf überschwemmungssicherem Gebiet neu zu gründen. Klagenfurt entstand im Gebiet um den heutigen Alten Platz neu und erhielt im Jahr 1252 das Stadtrecht.
Zum Schutz der Stadt wurde eine Burg (im Jahr 1268 erstmals urkundlich erwähnt) und eine sechs Meter hohe Stadtmauer errichtet, vor der ein vier Meter tiefer und zehn Meter breiter Graben ausgehoben wurde. Die Burg stand vermutlich an der Stelle des heutigen Landhauses, sie wurde von Ministerialen, die als Burghüter („castellanus de Chlagenfurt“) bezeichnet wurden, verwaltet. Der erste urkundlich genannte Priester in Klagenfurt (Dominus Friedericus, 1255) war noch Vikar von Maria Saal.
Die erste Klagenfurter Kirche war wahrscheinlich die heutige Pfarrkirche Klagenfurt-St. Egid, die im 14. Jahrhundert das Patrozinium des hl. Egidius annahm (urk. 1347); außerhalb der Stadtmauern entstand die Heiligengeistkirche mit Friedhof und Spital (urk. 1355 bzw. 1381).
Klagenfurt hatte im Vergleich zu anderen Städten in Kärnten nur eine geringe Einwohnerzahl und blieb noch bis ins 16. Jahrhundert im Schatten der Hauptstadt St. Veit und des Handelszentrums Villach.

### Schenkung Klagenfurts an die Landstände

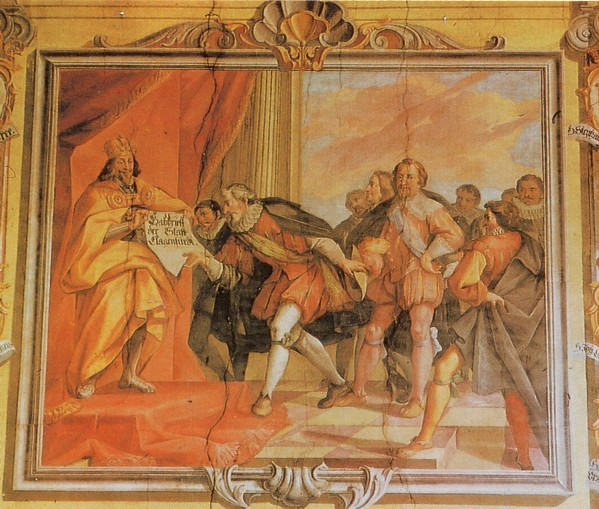
Maximilian I. schenkt den Landständen die Stadt Klagenfurt. Fresko von Josef Ferdinand Fromiller, 1740

Anfang des 16. Jahrhunderts spielte Kärnten innerhalb der Innerösterreichischen Länder nur eine Nebenrolle, denn über weite Strecken war nicht einmal das Amt des Landeshauptmannes besetzt. Der römisch-deutsche König und spätere Kaiser Maximilian I. war nach Aussterben der Görzer im Jahr 1500 an deren umfangreiches Erbe gekommen.
Den Kärntner Landständen verhalf die Abwesenheit eines Landesherren einerseits zu einer stärkeren politischen Position, andererseits hatten sie zu dieser Zeit mit Bauernaufständen zu kämpfen, die im Jahr 1515 erneut im Land aufflammten und während deren sich die Landeshauptstadt St. Veit als wenig verlässlich erwies.
Im Jahr 1514 war Klagenfurt durch einen Brand fast völlig zerstört worden. Die Landstände ersuchten den Kaiser, der nun auch Landesfürst geworden war, ihnen die Stadt zu überlassen, um sie zu einem Bollwerk gegen Feinde von innen und außen auszubauen. Maximilian kam diesem Wunsch nach, im „Gabbrief“ vom 24. April 1518 schenkte er den Ständen die Stadt samt Burg und Bürgerschaft bei gleichzeitiger Aufhebung aller bürgerlichen Privilegien.
Die Landstände bauten die Stadt wieder auf und beauftragten Domenico dell’Allio mit der Planung einer Stadtbefestigung. Die Finanzierung dieses Unterfangens wurde durch die Verpachtung der landesfürstlichen Münzstätte im Jahr 1529 seitens Ferdinand I. und deren Verlegung von St. Veit nach Klagenfurt bald darauf erheblich gefördert.
Bereits zuvor war im Jahr 1527 mit dem Lendkanal eine künstliche Wasserstraße vom Wörthersee bis zur Stadt geschaffen worden, die dem Gütertransport, der Flutung des Wassergrabens und als Löschwasserreservoir diente.
Ein zweiter, sehr viel kleinerer Kanal, der sogenannte Feuerbach, brachte Glanwasser in die Stadt, das dort in zwei offenen Gerinnen zur Verfügung stand und auch dem Abtransport von Abfällen diente. Die vorherige „Galgentratte“ wurde als „Neuer Platz“ zum neuen Stadtmittelpunkt. Die Straßen um ihn wurden schachbrettartig angelegt. Wichtige Repräsentationsbauten wie das Landhaus (ab 1574) und der als protestantische Kirche erbaute heutige Dom (ab 1581) wurden errichtet.
Im Jahr 1587 baten Richter und Rat aufgrund der stets zunehmenden Aufgaben der Stadtverwaltung die Landstände um die Bestellung eines Bürgermeisters. In der Folge wurde Christoph Windisch (* ?–† 1597) zum ersten Bürgermeister der ständischen Stadt Klagenfurt bestellt. Bis zum Ende des 16. Jahrhunderts war Klagenfurt zur modernsten und stärksten Festungsstadt der Region angewachsen.

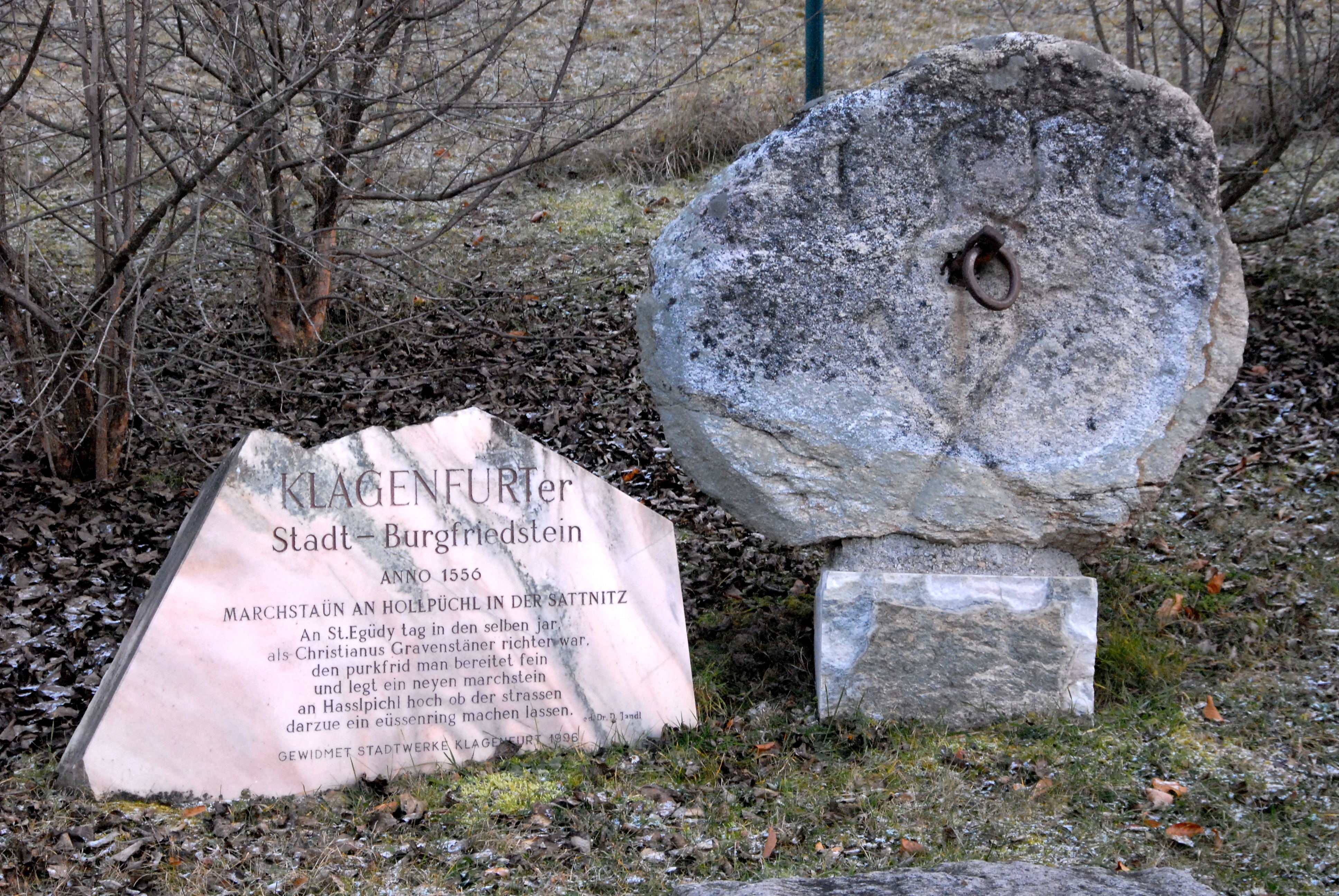
Burgfriedstein beim Sattnitzbauern an der Quellenstraße

Zum Einflussbereich der Stadt zählten außerhalb der Stadtbefestigung ausgedehnte Fluren des Hinterlandes und kleinere Ortschaften. Sie bildeten den Klagenfurter Burgfried, der vom Stadtrichter verwaltet wurde. Er reichte von St. Primus im Norden bis zur Sumpflandschaft der Glanfurt im Süden und von der Glan im Osten bis zur Ortschaft Waidmannsdorf im Westen der Stadt. In diesem Bereich entstand kein einziges Schloss; die Adelssitze dieser Art lagen alle außerhalb der Burgfriedgrenzen.

### Reformation und Gegenreformation
Im Verlauf der zweiten Hälfte des 16. Jahrhunderts hatten sich große Teile des Volkes sowie nahezu alle Kärntner Landstände der lutherischen Reformationsbewegung angeschlossen. In Klagenfurt kann bereits ab den 1570er Jahren von einer durchgehend protestantischen Bevölkerung gesprochen werden.
Sowohl in St. Egid als auch in der Heiliggeistkirche wurde die neue Lehre verkündet, und auch die neuerrichtete Dreifaltigkeitskirche, der spätere katholische Dom, wurde nach seiner Fertigstellung als evangelische Kirche genutzt. Standen die katholischen Habsburger als Landesherren dieser Entwicklung zunächst nahezu machtlos gegenüber, setzten sie ab etwa dem Jahr 1580 zunächst zaghaft, nach dem Regierungsantritt Erzherzog Ferdinands im Jahr 1595 gemeinsam mit der katholischen Kirche dann mit aller Gewalt die Gegenreformation durch. Die Bürger wurden vor die Wahl gestellt, zum Katholizismus zurückzukehren oder das Land zu verlassen, Bücher wurden verbrannt und die evangelischen Kirchen vorübergehend geschlossen.

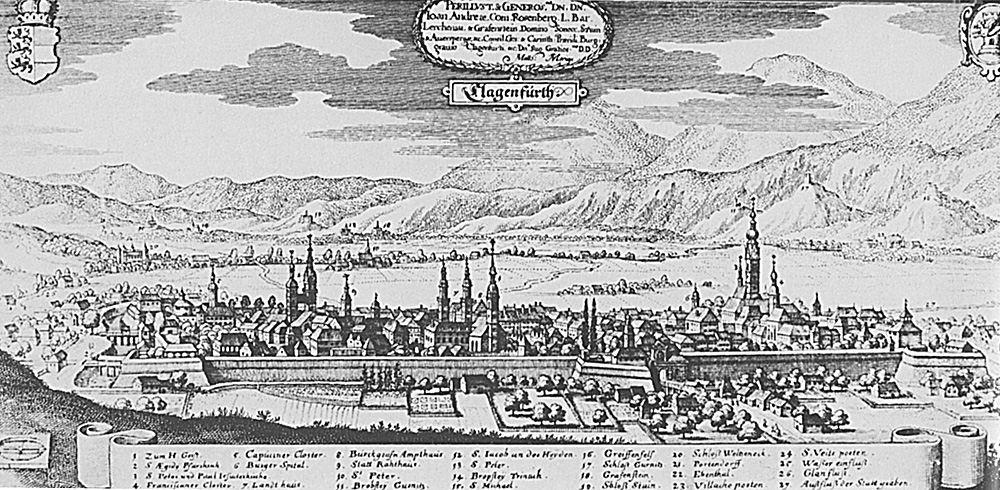
Stadtansicht von Westen, 1649

Die Dreifaltigkeitskirche, die im November Jahr 1600 geschlossen wurde, wurde den Jesuiten übereignet und von diesen im April 1604 wiedereröffnet und den Heiligen Petrus und Paulus geweiht. Vor allem die Jesuiten, aber auch andere im Zug der Gegenreformation angesiedelte Orden prägten nun sowohl die geistige und kulturelle Weiterentwicklung als auch mit zahlreichen neuen Kirchen- und Klosterbauten (Marienkirche mit Franziskanerkloster 1617, Kapuzinerkirche und -kloster 1646, Neugestaltung von St. Egid und St. Peter und Paul usw.) das Gesicht der Stadt.
Nach der Aufhebung des Jesuitenordens im Jahr 1773 wurde Klagenfurt 1787/93 Sitz des Gurker Domkapitels.

### Ende der Ständeherrschaft, Franzosenkriege und Märzrevolution
Die Landstände hatten bereits mit der Verwaltungsreform Maria Theresias an Macht verloren. Seit dem Jahr 1748 unterstand die Stadtverwaltung nicht mehr den ständischen Verordneten und dem Burggrafen. An ihre Stelle waren staatliche Behörden getreten. Das Land Kärnten wurde in drei Kreise eingeteilt und die „Burg“ war nunmehr Sitz eines Kreisamtes. Im Jahr 1782 verlor Klagenfurt seine Stellung als Landeshauptstadt, nachdem Joseph II. ganz Kärnten administrativ dem Gubernium Graz unterstellt hatte.

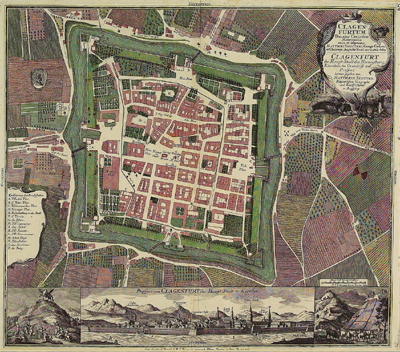
Die quadratische, planmäßige Anlage des alten Stadtkerns, hier auf einer Karte von ca. 1735 noch mit den 1809 geschleiften Stadtmauern und Stadttoren, ist auch auf heutigen Plänen noch gut zu erkennen.

Im Zuge der Napoleonischen Kriege war Klagenfurt im Jahr 1797 sowie in den Jahren 1805 und 1809/1810 von französischen Truppen besetzt. Vor ihrem Abzug sprengten die württembergischen Sappeure Napoleons die Stadtmauern. Als einziges der Stadttore blieb das Völkermarkter Tor erhalten, das jedoch im Jahr 1867 dem Straßenausbau weichen musste. An Stelle der gesprengten Stadttore wurden massive Dammbrücken errichtet. Heute ist nur noch ein kleiner Rest des Befestigungswalls und des Stadtgrabens erhalten. Die Lage der Stadtmauern ist jedoch am heutigen „Ring“ um die Innenstadt noch gut zu erkennen.
Auch wenn es im Land während der Kriege nur vereinzelt zu Kriegshandlungen gekommen war, bedeuteten diese Zeit und die Jahre darauf einen wirtschaftlichen Niedergang. Aus städtebaulicher Sicht eröffnete die Schleifung der Befestigung jedoch auch neue Perspektiven. Ein Stadtplan aus dem Jahr 1827 zeigt bereits das Zusammenwachsen der Innenstadt mit ihren vier Vorstädten, der St. Veiter, der Völkermarkter, der Villacher und der Viktringer Vorstadt. Neben der Viertelbildung war Klagenfurt auch hinsichtlich seiner sozialen Struktur, seiner Kultur und aufgrund der Beziehung zum Umland in der vorindustriellen Zeit eine vitale Stadt.
Auf der politischen Bühne war Klagenfurt und das nun zweigeteilte Kärnten während der Ära Metternich wenig bedeutend. Das sollte sich erst nach dem Revolutionsjahr 1848 wieder ändern, da Kärnten wieder ein selbstständiges Kronland mit Sitz eines Landtags und einer Landesregierung in Klagenfurt wurde. Nachdem Klagenfurt im Jahr 1850 eine Stadt mit eigenem Statut geworden war, kam es nach mehr als 300 Jahren zur zweiten Stadterweiterung im Rahmen der allgemeinen Umstrukturierung des Staates und des Landes und der damit verbundenen Schaffung der Ortsgemeinden als kleinste Selbstverwaltungskörper.
Die erhoffte Vereinigung Klagenfurts mit zahlreichen umliegenden Ortschaften blieb allerdings zunächst aus, die Nachbarn sahen darin keinen Vorteil und zogen den Status als selbständige Landgemeinde vor. Die neue Stadtgemeinde umfasste schließlich außer der inneren Stadt lediglich ihre vier Vorstädte mit Einschluss der „Landortschaft Spitalmühle“.
Nicht einmal der ganze Burgfriede war zu Klagenfurt gekommen: Selbst der Kreuzberglbereich des „Wölfnitzbergs“ blieb in der Katastralgemeinde St. Martin und wurde ein Teil der neuen Ortsgemeinde St. Martin bei Klagenfurt. Der erste Klagenfurter Gemeinderat entschied sich im Jahr 1850 für den 51-jährigen Advokaten Andreas Koller, dem eben erst das Ritterkreuz des Franz-Joseph-Ordens verliehen worden war, als Stadtoberhaupt.

### Technisches Zeitalter
Im Jahr 1863 wurde Klagenfurt an das Eisenbahnnetz der Südbahn angeschlossen, durch die daraus erwachsenden wirtschaftlichen Impulse stieg Klagenfurt zum Zentrum Kärntens auf. Die veraltete, schadhafte Wasserleitung, gespeist vom Feuerbach und den Sattnitzquellen, wurde von der Stadt übernommen und verbessert.
Im Jahr 1864 wurde von Ferdinand Jergitsch die erste Freiwillige Feuerwehr Kärntens gegründet, eine Musterorganisation für zahlreiche Städte in der k. u. k. Monarchie. Die Stadtgräben wurden zum Teil zugeschüttet und überbaut, die landwirtschaftlich nutzbare Fläche durch Entwässerung erweitert und die Stadt unter Einbeziehung der ehemaligen Vorstädte und von Umgebungsgemeinden zunächst nach Osten, später nach Westen in Richtung Wörthersee vergrößert.
Im Zuge der regen Bautätigkeit entstanden die evangelische Johanneskirche (1863–1866), das Kärntner Landesmuseum (1884), die großen Schulgebäude (Hasner-, Benediktiner- und Westschule, Realschule, Gewerbeschule, Ackerbauschule „Kucherhof“), das Landeskrankenhaus (1895) und das neue „Jubiläumsstadttheater“ (1910).
Dokumentiert wurde der wirtschaftliche Aufstieg auch durch die erste Kärntner Landesausstellung im Jahr 1885, auf der 1329 ausstellende Firmen rund 100.000 Besuchern ihre Leistungen präsentierten. Damit wurde der Grundstein für die heutige Klagenfurter Messe gelegt.
Die Stadtverwaltung lehnte hingegen noch im Jahr 1896 die Elektrifizierung der Stadt sowie die Einrichtung einer Bahndirektion in Klagenfurt ab. Erst nach langen Verhandlungen wurde die Basis für ein Stromnetz gelegt. Im Jahr 1903 erhielten die Straßen der Stadt eine elektrische Beleuchtung anstelle des Gasglühlichts, das bisher die Straßen beleuchtete. Die im Jahr 1891 eingerichtete Pferdebahn wurde ab dem Jahr 1911 durch die elektrische Klagenfurter Straßenbahn ersetzt. Jedoch hatte die Bahndirektion sich mittlerweile in der Stadt Villach niedergelassen, wodurch der westliche Nachbar Klagenfurts zu einer sogenannten Eisenbahnstadt wurde.

### Der Erste Weltkrieg und seine Folgen für Klagenfurt
Der Erste Weltkrieg unterbrach den Aufstieg der Stadt. Nach dem Kriegseintritt Italiens im Jahr 1915 lag Klagenfurt zwar nicht unmittelbar an der Front des Gebirgskrieges und blieb folglich vom unmittelbaren Kriegsgeschehen verschont. Jedoch wurde sie anschließend durch zurückkehrende Soldaten „überflutet“. Insgesamt starben 2214 Klagenfurter als Soldaten während des Krieges. Außerdem beanspruchte der nach Kriegsende entstandene SHS-Staat unter Berufung auf die slowenische Bevölkerung Teile Südkärntens sowie der Untersteiermark.
Seine Truppen überschritten die Demarkationslinie und besetzten am 6. Juni 1919 auch Klagenfurt. Die Kärntner Landesregierung war aus Sicherheitsgründen kurz zuvor vorübergehend nach Spittal an der Drau und später nach St. Veit an der Glan verlegt worden.
Bereits Ende Juli 1919 mussten die Truppen wieder abziehen, nachdem auf der Pariser Friedenskonferenz eine Volksabstimmung über den Verbleib der umstrittenen Gebiete verfügt worden war. Das Plebiszit vom 10. Oktober 1920 ergab schließlich eine deutliche Mehrheit für Kärnten und die Republik Österreich.
Die wirtschaftlichen Folgen des Krieges – Inflation und hohe Arbeitslosigkeit – bremsten zunächst die Weiterentwicklung der Stadt, die zeitweise selbst die Löhne ihrer Bediensteten nicht mehr auszahlen konnte.

### Zeit des Nationalsozialismus und Zweiter Weltkrieg
Mit dem „Anschluss“ Österreichs an das Deutsche Reich wurde Klagenfurt am 12. März 1938 Hauptstadt des Gaues Kärnten (ab 1. März 1939 Reichsgau). Ab 1. Oktober 1938 wurden auch Osttirol und ab 17. April 1941 das im Jahr 1918 an Jugoslawien gefallene Mießtal sowie Teile Oberkrains von Klagenfurt aus verwaltet. Unter dem nationalsozialistischen Bürgermeister Friedrich von Franz wurden alle bisher veröffentlichten Zeitungen eingestellt und durch den Kärntner Grenzruf ersetzt. Der Neue Platz wurde in Adolf-Hitler-Platz umbenannt. Außerdem erhielten zahlreiche weitere Plätze und Straßen der Stadt die Namen von NS-Größen.
Die relativ junge, kleine jüdische Gemeinde in Klagenfurt (1934: 269 Glaubensjuden) wurde in dieser Zeit fast vollkommen ausgelöscht. In der sogenannten Reichspogromnacht vom 9. November 1938 verwüsteten einige Bürger Klagenfurts das jüdische Bethaus in der Platzgasse (das später in einem Bombenangriff gänzlich zerstört wurde), demolierten jüdische Wohnungen und schändeten den Jüdischen Friedhof in St. Ruprecht.
Außerdem wurden die Bankkonten der in Kärnten befindlichen Juden gesperrt, das Geld soll jedoch in Zusammenarbeit mit der Kultusgemeinde für die Deckung der Reisekosten der auswandernden Juden verwendet worden sein. Von allen aus Kärnten ausgewiesenen oder „freiwillig“ ausgewanderten Juden fanden 45 sicher, wahrscheinlich aber noch mehr den Tod. Die in Klagenfurt verbliebenen Juden wurden später zumeist verhaftet und in NS-Konzentrationslager deportiert. Am 9. Januar 1939 meldete der Leiter der Vermögensverkehrsstelle, dass Kärnten der erste Gau der Ostmark sei, in dem „die Entjudung vollständig durchgeführt“ war. Nur wenige jüdische Einwohner konnten sich nach dem Jahr 1939 noch retten. Im Jahr 1951 lebten in Klagenfurt nur mehr neun Bürger jüdischen Glaubens. Seit 2012 erinnern die Stolpersteine des Künstlers Gunter Demnig an die Opfer des NS-Regimes.
Am 15. Oktober 1938 wurden die bis dahin eigenständige Gemeinde Sankt Ruprecht und die Orte Sankt Peter, Annabichl und Sankt Martin sowie Teile der Gemeinden Krumpendorf, Lendorf, Hörtendorf, Viktring und Maria Wörth eingemeindet. Damit wuchs das Stadtgebiet von 618 Hektar auf 5613 Hektar (etwa das Neunfache), und die Einwohnerzahl stieg von 30.000 auf über 50.000.
Im Stadtteil Lendorf errichteten Häftlinge des KZ Mauthausen eine Kaserne und eine „Junkerschule“ für die Waffen-SS. Das KZ-Nebenlager Klagenfurt-Lendorf befand sich im Hof der heutigen Khevenhüller-Kaserne.
Nachdem es bereits im September 1943 einen Angriff der 9. US-Luftflotte auf den Flughafen Klagenfurt gegeben hatte, fielen am Sonntag, dem 16. Jänner 1944, um 11:41 Uhr, die ersten Bomben auf das Stadtgebiet. Hauptangriffsziele waren das Gebiet in der Nähe des Hauptbahnhofs und die Tabakfabrik in der Kempfstraße, wohin ein Teil der deutschen Flugzeugproduktion von Wiener Neustadt verlegt worden war. In drei Angriffswellen warfen 90 Bomber um die 1200 Sprengbomben über der Stadt ab. 234 Tote, 73 Schwerverletzte und rund 1800 Obdachlose waren zu beklagen.
Auf diesen Angriff folgten bis 26. April 1945 noch 48 weitere, davon 12 Großangriffe, bei denen insgesamt 2000 Tonnen an Bomben abgeworfen wurden. Bei Kriegsende waren 3413 Häuser mit 9672 Wohnungen zerstört. 60 Prozent der Klagenfurter Wohnungen wurden zerstört und insgesamt 510 Menschen getötet. 1665 Klagenfurter starben als Soldaten während des Krieges.

### Nachkriegszeit und Gegenwart
Am 8. Mai 1945 erreichten britische Truppen nur wenige Stunden vor den Einheiten der jugoslawischen Streitkräfte sowie den jugoslawischen Partisanen die Stadt. Die kommunistische Führung Jugoslawiens unter Marschall Tito beanspruchte mit Unterstützung der Sowjetunion Klagenfurt und weite Teile Kärntens für sich, jedoch stießen sie auf den Widerstand seitens der Briten.
Die Briten konnten allerdings nicht verhindern, dass auch Bewohner des Bezirks Klagenfurt von jugoslawischen Partisanen verschleppt wurden.
Klagenfurt gehörte bis zum Ende der Besatzungszeit in Österreich im Jahr 1955 zur britischen Zone. Der English War Cemetery in der Lilienthalstraße erinnert bis heute daran.
Im Jahr 1947 wurde in Klagenfurt das erste Fernheizkraftwerk Österreichs errichtet. Im Jahr 1955 entstand das erste Hochhaus des Landes und im Jahr 1961 wurde die Wiener Gasse gemeinsam mit der Kramergasse zur ersten ausgewiesenen Fußgängerzone Österreichs, die nach kurzer Zeit bereits um den Alten Platz erweitert wurde. Der im Jahr 1862 gegründete Botanische Garten wurde im Jahr 1958 von der Mießtalerstraße zum ehemaligen Steinbruch am Kreuzbergl verlegt. Für kontroverse Diskussionen sorgte in den 1960er Jahren die Schaffung des Domplatzes durch Abriss der im Krieg beschädigten Jesuitenkaserne.

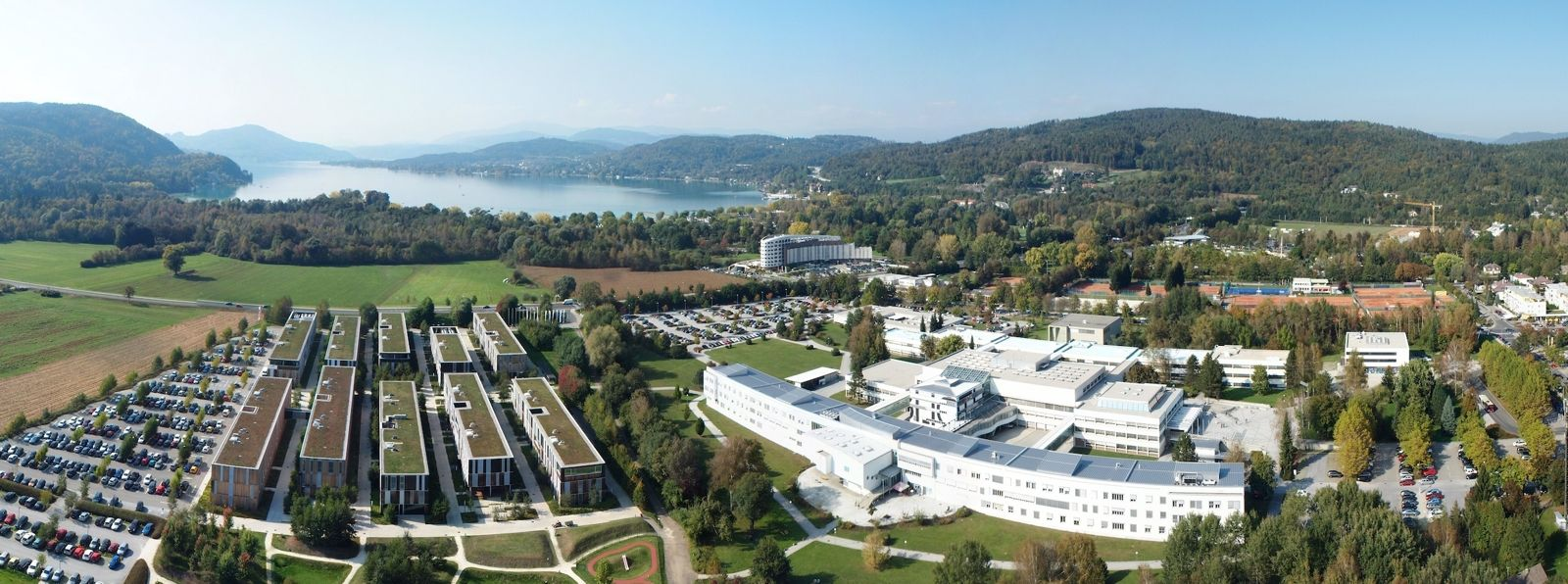
Alpen-Adria-Universität Klagenfurt und der angrenzende Lakeside Science & Technology Park

Ein Schwerpunkt der Stadtpolitik in der Nachkriegszeit war der Wiederaufbau und der Ausbau des Schul- und Hochschulwesens. Mit der Einrichtung des Bundesgymnasiums für Slowenen in Klagenfurt wurde im Jahr 1957 eine Verpflichtung Österreichs im Staatsvertrag von 1955 erfüllt.
Daneben wurden weitere Bildungszentren mit dem Ziel, mehrere Ausbildungsschwerpunkte für Schüler in Klagenfurt anzubieten, errichtet, darunter das Musikgymnasium in Viktring und das Bundesschulzentrum Mössingerstraße, das die HTL Mössingerstraße und das BG und BRG Mössingerstraße beherbergt. Im Jahr 1970 wurde die Hochschule für Bildungswissenschaften gegründet, die anschließend in der heutigen Universität Klagenfurt aufging.
Durch die im Zuge der Gemeindereform im Jahr 1973 erfolgte Eingemeindung vierer großflächiger Nachbargemeinden (Viktring, Hörtendorf, Wölfnitz und St. Peter am Bichl mit dem Ulrichsberg) sowie einiger Gebiete von Nachbargemeinden (Ebenthal, Maria Wörth, Poggersdorf, Liebenfels) wurde das Gemeindegebiet nach dem Jahr 1938 nochmals erheblich, um gut das Doppelte, erweitert und erreichte seinen heutigen Umfang von 12.030 ha.

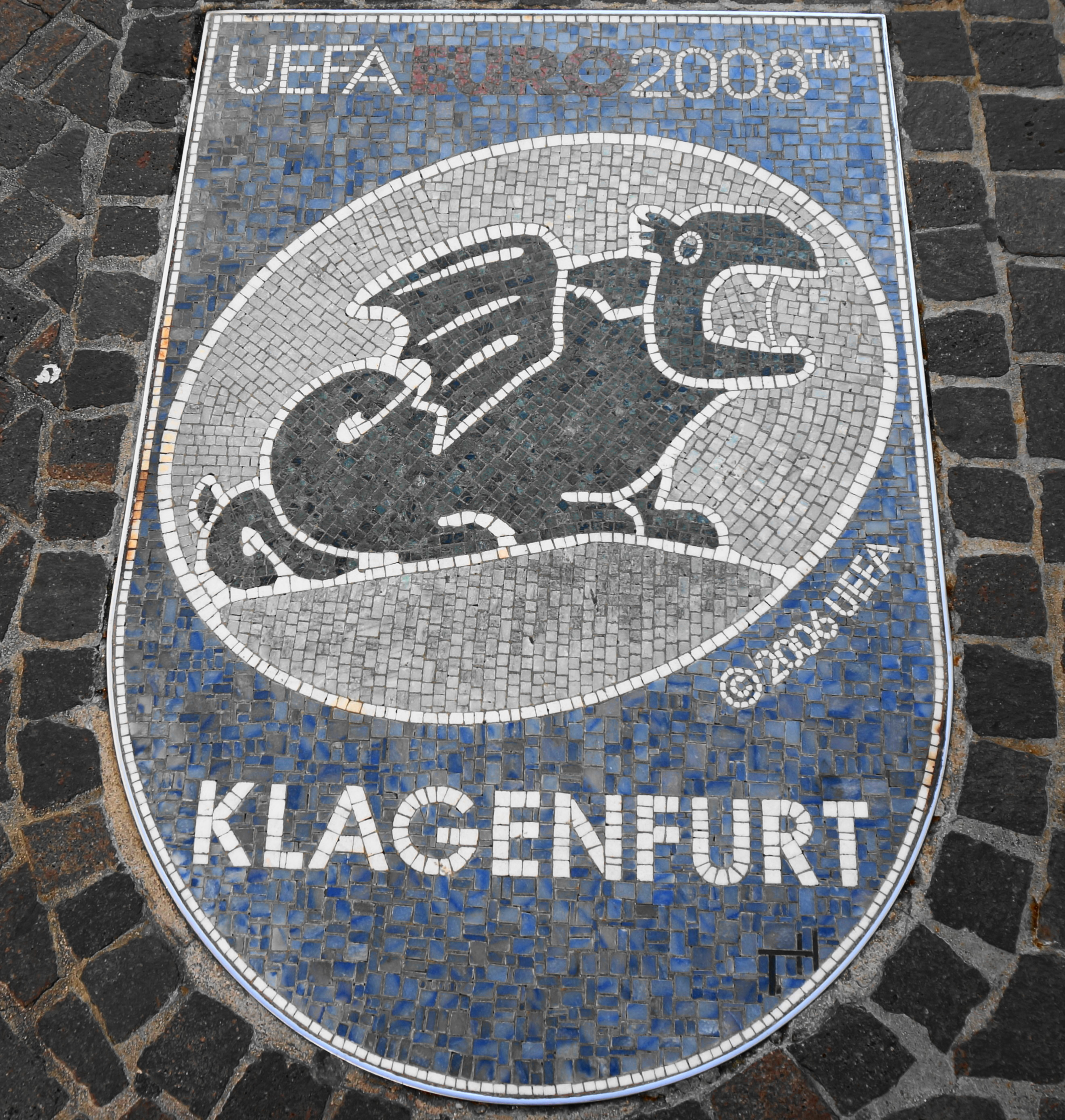
Mosaikwappen zur UEFA Euro 2008

Am 3. Juli 2007 beschloss der Gemeinderat die Umbenennung der Stadt Klagenfurt in „Klagenfurt am Wörthersee“. Die Umbenennung wurde durch den Kärntner Landtag genehmigt. Durch diese PR-Maßnahme erhoffte man sich eine Steigerung des „Marktwertes“ der Stadt. Jedoch gaben kritische Stimmen diesbezüglich zu bedenken, dass die Stadt Klagenfurt erst seit dem Beginn des 20. Jahrhunderts durch Grundstückskäufe überhaupt am Wörthersee liege und daher kulturhistorisch nur wenig mit dem Wörthersee gemeinsam habe.
Für die Fußball-Europameisterschaft 2008 wurde das Wörthersee Stadion zwischen den Jahren 2006 und 2008 neu erbaut, im Stadion fanden drei Vorrundenspiele statt.
Im Jahr 2015 wurde Klagenfurt am Wörthersee der Ehrentitel „Reformationsstadt Europas“ durch die Gemeinschaft Evangelischer Kirchen in Europa verliehen.

## Bevölkerung
Mit dem Stichtag 1. Jänner 2025 hatte die Stadt Klagenfurt am Wörthersee 105.256 Einwohner.
Am 22. Februar 2016 verzeichnete die Stadt erstmals 100.000 Einwohner.
Das Ansinnen der Stadt Klagenfurt, die unmittelbaren Nachbargemeinden Ebenthal in Kärnten und Krumpendorf am Wörthersee einzugemeinden, scheiterte in der Vergangenheit am Widerstand der dort ansässigen Bevölkerung. Durch die von der Stadt Klagenfurt angeregte Eingemeindung zumindest einer der beiden Nachbargemeinden wäre nämlich die Einwohnerzahl der Stadt Klagenfurt am Wörthersee bereits wesentlich früher über 100.000 Einwohner gestiegen.

### Bevölkerungsentwicklung
| Klagenfurt am Wörthersee: Einwohnerzahlen von 1869 bis 2022 | Klagenfurt am Wörthersee: Einwohnerzahlen von 1869 bis 2022 | Klagenfurt am Wörthersee: Einwohnerzahlen von 1869 bis 2022 | Klagenfurt am Wörthersee: Einwohnerzahlen von 1869 bis 2022 | Klagenfurt am Wörthersee: Einwohnerzahlen von 1869 bis 2022 |
| ----------------------------------------------------------- | ----------------------------------------------------------- | ----------------------------------------------------------- | ----------------------------------------------------------- | ----------------------------------------------------------- |
| Jahr                                                        |                                                             |                                                             |                                                             | Einwohner                                                   |
| 1869                                                        | 1869                                                        |                                                             | 23.302                                                      | 23.302                                                      |
| 1880                                                        | 1880                                                        |                                                             | 27.137                                                      | 27.137                                                      |
| 1890                                                        | 1890                                                        |                                                             | 29.511                                                      | 29.511                                                      |
| 1900                                                        | 1900                                                        |                                                             | 36.057                                                      | 36.057                                                      |
| 1910                                                        | 1910                                                        |                                                             | 45.161                                                      | 45.161                                                      |
| 1923                                                        | 1923                                                        |                                                             | 43.536                                                      | 43.536                                                      |
| 1934                                                        | 1934                                                        |                                                             | 53.000                                                      | 53.000                                                      |
| 1939                                                        | 1939                                                        |                                                             | 61.286                                                      | 61.286                                                      |
| 1951                                                        | 1951                                                        |                                                             | 68.187                                                      | 68.187                                                      |
| 1961                                                        | 1961                                                        |                                                             | 75.684                                                      | 75.684                                                      |
| 1971                                                        | 1971                                                        |                                                             | 82.840                                                      | 82.840                                                      |
| 1981                                                        | 1981                                                        |                                                             | 87.321                                                      | 87.321                                                      |
| 1991                                                        | 1991                                                        |                                                             | 89.415                                                      | 89.415                                                      |
| 2001                                                        | 2001                                                        |                                                             | 90.141                                                      | 90.141                                                      |
| 2011                                                        | 2011                                                        |                                                             | 94.483                                                      | 94.483                                                      |
| 2021                                                        | 2021                                                        |                                                             | 101.765                                                     | 101.765                                                     |
| 2022                                                        | 2022                                                        |                                                             | 102.618                                                     | 102.618                                                     |
| Quelle(n): Statistik Austria                                |                                                             |                                                             |                                                             |                                                             |

Klagenfurt hatte um das Jahr 1400 rund 3000 Bewohner. Nach dem Ausbau der Stadt im 16. und 17. Jahrhundert waren es um das Jahr 1750 bereits 7500 und um das Jahr 1820 wurde die 10.000-Einwohner-Marke überschritten.
Durch die Bildung politischer Gemeinden im Jahr 1850 kamen die heutigen Vorstädte zu Klagenfurt. Folglich hatte die Stadt bei der Volkszählung im Jahr 1869 bereits über 15.000 Einwohner.
Im 20. Jahrhundert sorgten die Eingemeindungen der Gemeinden Annabichl, St. Peter, St. Ruprecht und St. Martin sowie der Gemeinden Hörtendorf, Viktring, Wölfnitz und St. Peter/Bichl für eine erhebliche Vergrößerung des Stadtgebietes und der Bevölkerungszahl Klagenfurts.
| Jahr | Anzahl  | Bemerkungen |
| ---- | ------- | --- |
| 1780 | 9.686   | [ 38 ] |
| 1830 | 12.490  | |
| 1846 | 10.352  | |
| 1857 | 13.712  | |
| 1869 | 15.285  | |
| 1880 | 18.747  | 17.119 Deutschsprachige (91,3 %), 629 Slowenen (3,4 %) – (18.322 Katholiken, 310 Protestanten, 94 Juden, 21 Andere)                   |
| 1890 | 19.756  | 18.134 Deutschsprachige (91,8 %), 723 Slowenen (3,7 %) (inkl. Garnison) – (19.132 Katholiken, 488 Protestanten, 115 Juden, 21 Andere) |
| 1900 | 24.284  | inkl. Garnison, 1.671 Slowenen (6,9 %)                                                                                                |
| 1910 | 28.911  | 25.591 Deutschsprachige (88,5 %), 1.758 Slowenen (6,1 %), 130 Andere, 1.432 Ausländer                                                 |
| 1923 | 27.423  | |
| 1934 | 48.973  | |
| 1939 | 53.516  | 43.917 katholische, 4.334 evangelische, 321 sonstige Christen, 9 Juden                                                                |
| 1951 | 62.782  | |
| 1961 | 69.218  | |
| 1971 | 82.512  | 987 Slowenen (1,2 %) |
| 1981 | 87.321  | 919 Slowenen (1,1 %) |
| 1991 | 89.415  | |
| 2001 | 90.141  | 80.610 Deutschsprachige (89,4 %), 2.958 Kroaten (3,3 %), 1.722 Slowenen (1,9 %), 966 Serben (1,1 %)                                   |
| 2011 | 94.383  | |
| 2018 | 100.316 | |

### Bevölkerungsstruktur
Der Anteil ausländischer Staatsangehöriger an der Bevölkerung Klagenfurts lag im Jahr 2010 bei rund 10 %, etwa ein Drittel davon (32,8 %) waren Bürger der Europäischen Union.
13.795 Einwohner Klagenfurts wurden nicht in Österreich geboren. Das entspricht einem Anteil von 14,8 %. Der Großteil der im Ausland Geborenen stammt aus den Ländern des ehemaligen Jugoslawien (5.799 Personen oder 6,2 % der Gesamtbevölkerung), die zweitgrößte Gruppe sind Deutsche (2.267 Personen oder 2,4 %).
Laut den Zahlen der Statistik Austria hatten per Stichtag 1. Jänner 2014 von den rund 97.000 Klagenfurtern 12.013 eine nicht-österreichische Staatsbürgerschaft (das entspricht 12,4 % der Klagenfurter Bevölkerung). 16.056 wurden im Ausland geboren (das entspricht einem Anteil von 16,6 % der Bevölkerung Klagenfurts).
Aufgrund der Tatsache, dass die Kategorisierung der Staatsangehörigen nach dem Geburtsland erfolgte, sind in diesen Zahlen Menschen mit Migrationshintergrund der zweiten Generation (in Österreich geborene Kinder ausländischer Eltern) nicht enthalten.
Bei der Volkszählung im Jahr 2001 gaben 89,4 % der Bevölkerung Deutsch als Umgangssprache an. Zweitgrößte Sprachgruppe war Kroatisch (3,3 %), gefolgt von Slowenisch (1,9 %).

### Religionsbekenntnisse
Gut zwei Drittel der Bevölkerung Klagenfurts (2001: 68,8 %)
bekennen sich zum römisch-katholischen Glauben. Das Stadtgebiet von Klagenfurt ist 18 katholischen Pfarren zugeordnet, davon sind 16 im Dekanat Klagenfurt-Stadt zusammengeschlossen, jeweils eine im Dekanat Klagenfurt-Land bzw. Tainach:
- Dekanat Klagenfurt-Stadt:

| - Pfarre Ebental „Mariahilf“ (zum Großteil im Bezirk Klagenfurt-Land) - Pfarre Klagenfurt-Annabichl - Dompfarre Klagenfurt-St.Peter und Paul - Pfarre Klagenfurt-Don Bosco - Stadtpfarre Klagenfurt-St. Egid - Pfarre Klagenfurt-St. Hemma - Pfarre Klagenfurt-St. Jakob an der Straße - Pfarre Klagenfurt-St. Josef-Siebenhügel - Pfarre Klagenfurt-St. Martin | - Pfarre Klagenfurt-St. Modestus - Pfarre Klagenfurt-St. Peter - Pfarre Klagenfurt-St. Ruprecht - Pfarre Klagenfurt-St. Theresia - Pfarre Klagenfurt-Welzenegg Herz Jesu - Pfarre St. Georgen am Sandhof - Pfarre Viktring-Stein - Pfarre Wölfnitz - Pastoralzentrum für Slowenen Kyrill und Method / Župnija sv. Cirila in Metoda |

- Dekanat Klagenfurt-Land: Pfarre St. Martin am Ponfeld
- Dekanat Tainach: Pfarre St. Thomas am Zeiselberg (zum Großteil im Bezirk Klagenfurt-Land, umfasst jedoch auch den Klagenfurter Bezirk Hörtendorf mit der Filialkirche St. Margarethen)

Zu den Evangelischen Kirchen A.B. und H.B. bekennen sich 7,5 % der Einwohner. Die beiden evangelischen Pfarrgemeinden Klagenfurts (Johanneskirche und Christuskirche) gehören zur Superintendentur Kärnten und Osttirol mit Sitz in Villach. Außerdem bekennen sich 3,0 % der Bevölkerung zum Islam, 1,5 % zur Orthodoxen Kirche sowie jeweils 0,6 % zu den Zeugen Jehovas und zur Altkatholischen Kirche (St. Markuskirche).
Weitere in Klagenfurt ansässige Glaubensgemeinschaften sind die Freie Baptistengemeinde, die Pfingstgemeinde, die Evangelikale Gemeinde, die Freie Evangelikale Gemeinde, die Serbisch-Orthodoxe Kirchengemeinde, die Siebenten-Tags-Adventisten, die Neuapostolische Kirche und die Kirche Jesu Christi der Heiligen der Letzten Tage.

Gedenktafel an der Stelle des ehemaligen jüdischen Bethauses. Hebräischer Text:
„Zum ewigen Gedenken“
„Der Ort, auf dem du stehst, ist heiliger Boden“
Hier stand als kleines Heiligtum die Synagoge, die durch die verbrecherischen Nazis böswillig in der furchtbaren Kristallnacht zerstört wurde
im Jahr 1938
Gedenken wir auch der jüdischen Einwohner unserer Stadt, die im Zweiten Weltkrieg ermordet wurden – Gott wird sein Blut rächen.

Von der ehemaligen jüdischen Gemeinde (1934: 269 Mitglieder, 1951: 9, 1968: 15) zeugen heute nur noch der kleine israelitische Friedhof in St. Ruprecht sowie eine Gedenktafel in der Platzgasse 3, an deren Stelle sich das ehemalige Bethaus befand, welches bei den Novemberpogromen 1938 verwüstet und später durch Bomben zerstört wurde. Die wenigen heute noch in Klagenfurt lebenden Bürger jüdischen Glaubens gehören administrativ zur Kultusgemeinde Graz.
16,1 % der Klagenfurter sind ohne religiöses Bekenntnis.

## Kultur und Sehenswürdigkeiten

### Theater

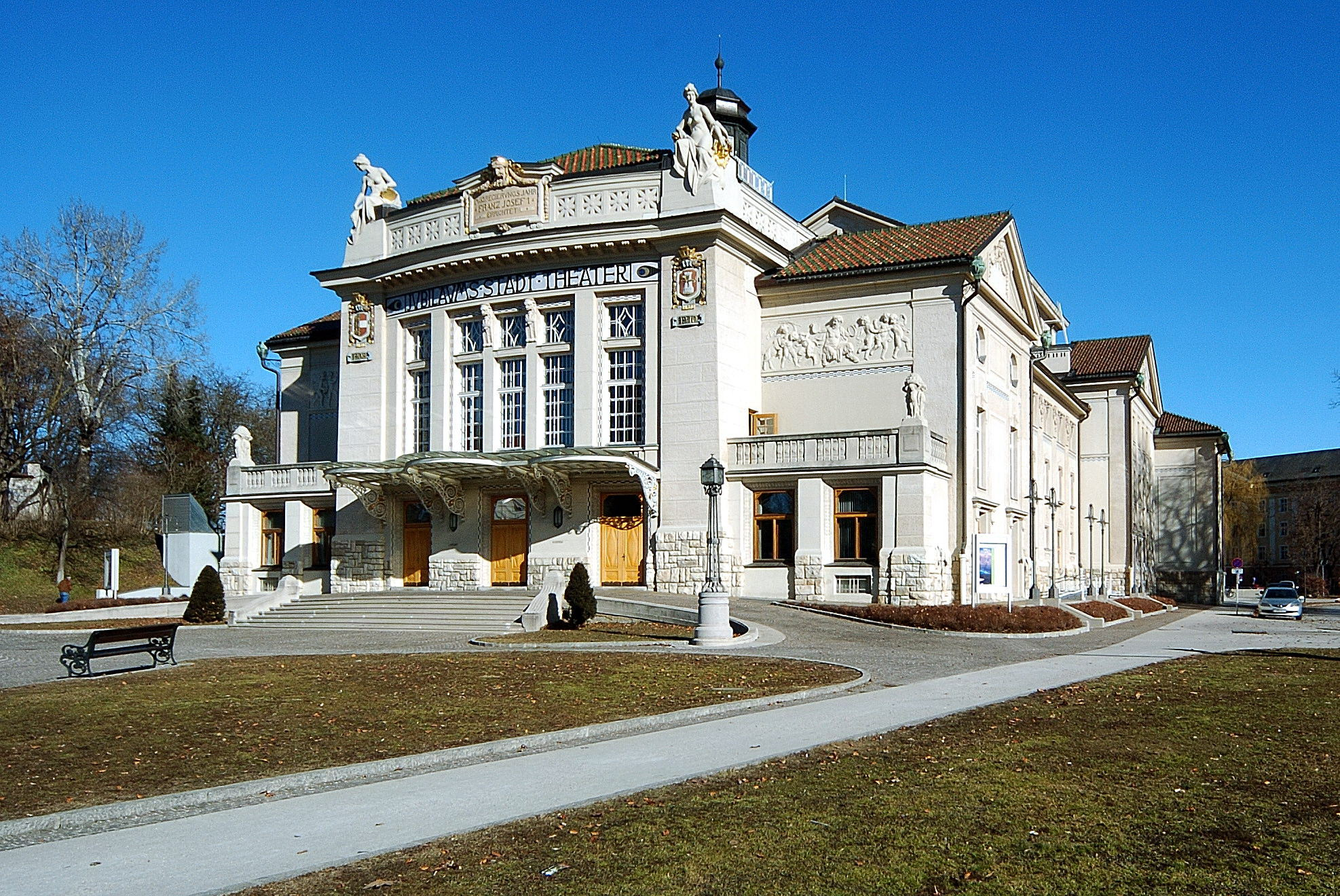
Stadttheater Klagenfurt

Das Gebäude des Stadttheaters Klagenfurt wurde im Jahr 1908, zum 60. Regierungsjubiläum von Franz Joseph I., von den Architekten Fellner und Helmer grundrissgleich mit jenen in Gießen und Gablonz erbaut und im Jahr 1910 feierlich eröffnet. Vor allem unter den Direktoren Herbert Wochinz (1968–1992) und Dietmar Pflegerl (1992–2007) hat das Stadttheater an überregionaler Bedeutung gewonnen. Beide Direktoren förderten während ihrer Amtszeit nicht nur die Aufführung klassischer Werke, sondern sorgten auch dafür, dass am Stadttheater Klagenfurt zahlreiche Ur- und Erstaufführungen stattfanden.
Das klagenfurter ensemble ist seit  dem Jahr 1979 mit mehreren Produktionen im Jahr aktiv, darunter vor allem Ur- und Erstaufführungen österreichischer Autoren. Es hat seine Bühne im theaterHALLE11 am Messegelände.
Die Kammerlichtspiele – ein ehemaliges Kino in der Innenstadt – bieten ganzjährig ein reichhaltiges Kabarett- und Konzertprogramm. Das Theater KuKuKK zeigt dort seine Produktionen in den Bereichen Schauspiel und Theater für junges Publikum.
Das Jugendstiltheater Klagenfurt ist mit einem Fassungsvermögen von zehn Zusehern die kleinste Theaterbühne Österreichs und wird von VADA (Verein zur Anregung des dramatischen Appetits) mit Theaterstücken und Ausstellungen programmiert.
Slowenischsprachiges Theaterprogramm bietet das iKULT im Volkshaus/Ljudski dom, wo auch das Ensemble Teater Rampa ansässig ist. Im Kulturzentrum VENTIL am Kardinalplatz werden Theaterstücke von teatro zumbayllu (auf Deutsch und Spanisch) und VADA gezeigt. Professionelle Theaterensembles ohne eigene Bühne sind das Theater WalTzwerk (Schauspiel und Theater für junges Publikum) und das Teater Štrik (Figurentheater).
In den 2000er und 2010er Jahren sorgte Klagenfurt mit der Wörtherseebühne, einer Freilichtbühne direkt am Ostufer des Wörthersees, für ein gewisses Aufsehen in den Medien. Jedoch handelte es sich dabei nicht nur ausschließlich um Berichte über Aufführungen auf der Seebühne, sondern oft wurde auch von Diskussionen der Politik sowie über wirtschaftliche Fragen hinsichtlich des Betriebs der Seebühne berichtet. Im Jahr 2015 wurde die Seebühne schließlich abgerissen.

### Museen

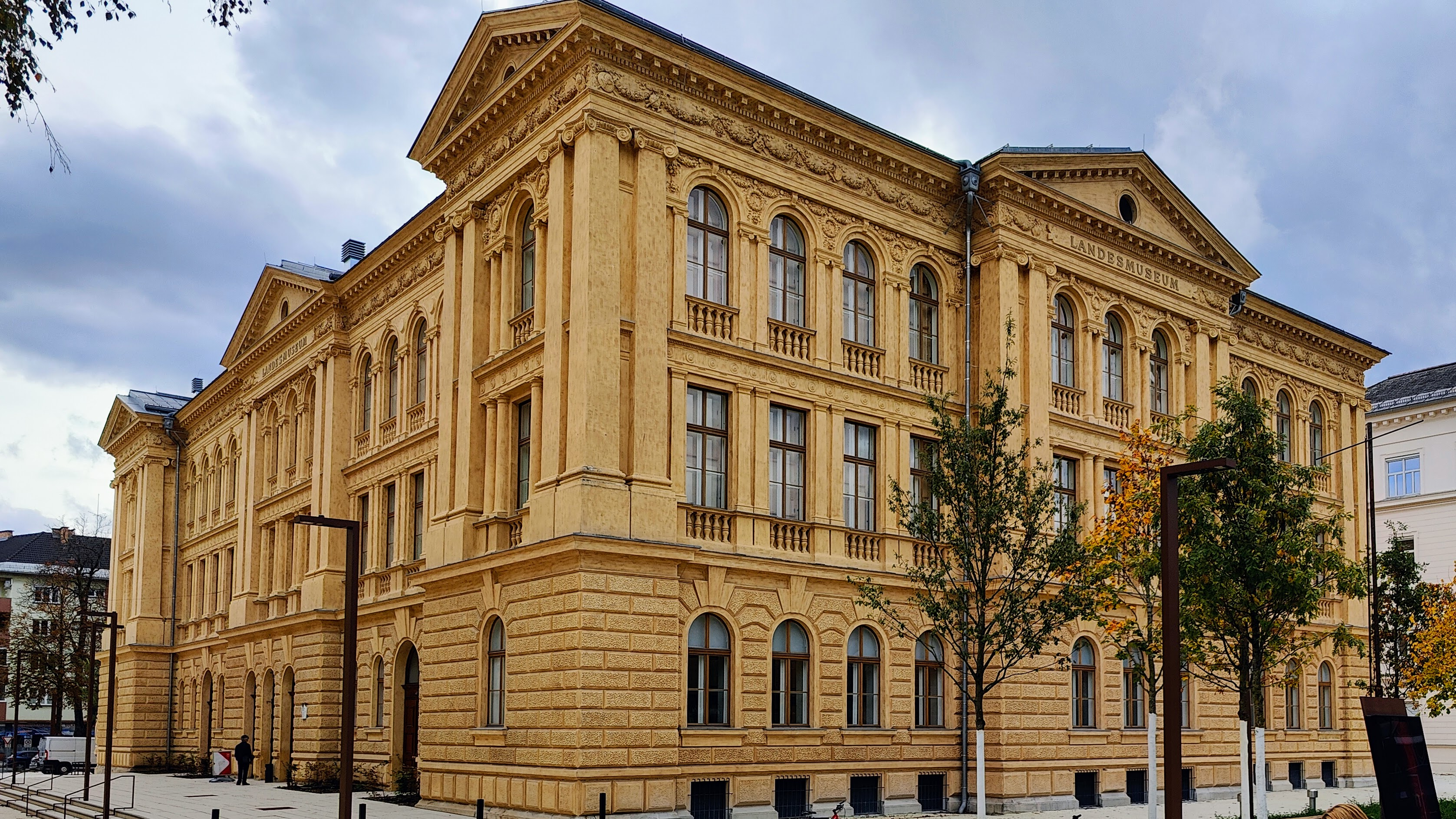
Landesmuseum

- Das Kärntner Landesmuseum „Rudolfinum“ (auch kärnten.museum) ist das größte Museum der Stadt Klagenfurt und des Landes Kärnten. Durch die angeschlossene Landesbibliothek, die wissenschaftlichen Mitarbeiter und den eigenen Verlag stellt es eine wichtige wissenschaftliche Institution dar. Die Ausstellungen des Museums zeigen Sammlungen aus Bereichen der Archäologie, der Kunst, der Geschichte, der Volkskunde, der Botanik, der Zoologie, der Geologie und der Mineralogie. Außerdem wird im Museum eine Sammlung von Musikinstrumenten ausgestellt. Das Landesmuseum wurde in den Jahren 2017 bis 2022 renoviert und im Mai 2022 als „kärnten.museum“ wiedereröffnet. Zum Kärntner Landesmuseum gehören der Botanische Garten und das Bergbaumuseum.
- Das Bergbaumuseum präsentiert die Geschichte des Kärntner Bergbaus auf einer Ausstellungsfläche von circa 3000 m². Das im Jahr 1973 eröffnete Museum befindet sich in einem 500 Meter langen Stollen im Kreuzbergl, der im Zweiten Weltkrieg als Luftschutzbunker gedient hatte. Zu den Exponaten des Museums gehören Mineralien und Edelmetalle sowie eine Münzprägestätte. Das Museum wurde im Jahr 2015 aus Kostengründen geschlossen. Die Frage, ob es wieder eröffnet wird, konnte bisher nicht geklärt werden.[49]
- Die Stadtgalerie Klagenfurt präsentiert seit ihrer Eröffnung im Jahr 1996 in verschiedenen Ausstellungen Werke der klassischen sowie der modernen Kunst. Ausgestellt wurden bisher unter anderem Werke von Klimt, Schiele, Kokoschka, Morandi, Feininger, Man Ray, Jean-Michel Basquiat, Paul Klee, Daniel Spoerri, Jean Tinguely, Meret Oppenheim und Max Ernst.
- Das Museum Moderner Kunst Kärnten (vormals „Kärntner Landesgalerie“) zeigt auf einer Ausstellungsfläche von ca. 1000 m² Einzel- und Themenausstellungen moderner und zeitgenössischer Kunst. Dabei bilden die Sammlungsbestände des Landes Kärnten einen Schwerpunkt. Die Ausstellungen umfassen Werke von regional und international bedeutenden Künstlern des 20. und des 21. Jahrhunderts wie z. B. Hans Bischoffshausen, Kiki Kogelnik, Maria Lassnig, Hermann Nitsch, Hans Staudacher und als Vertreter der jüngsten Generation von Künstlern Hans Schabus. Die Burgkapelle kann von jungen Künstlerinnen und Künstlern als Projektraum genutzt werden. Im Arkadengang sind derzeit Objekte und Skulpturen ausgestellt.
- Thomas Koschat war Komponist und Dichter und gründete die ersten Quintette der Hofoper Wien (auch bekannt als „Koschat-Quintette“), mit denen er internationalen Erfolg hatte. Das sogenannte Koschat-Museum in Klagenfurt soll mit seinen Ausstellungen, die auch ein Archiv mit Fotografien, Manuskripten und Informationen über das Privatleben des Künstlers beinhalten, an diesen erinnern.

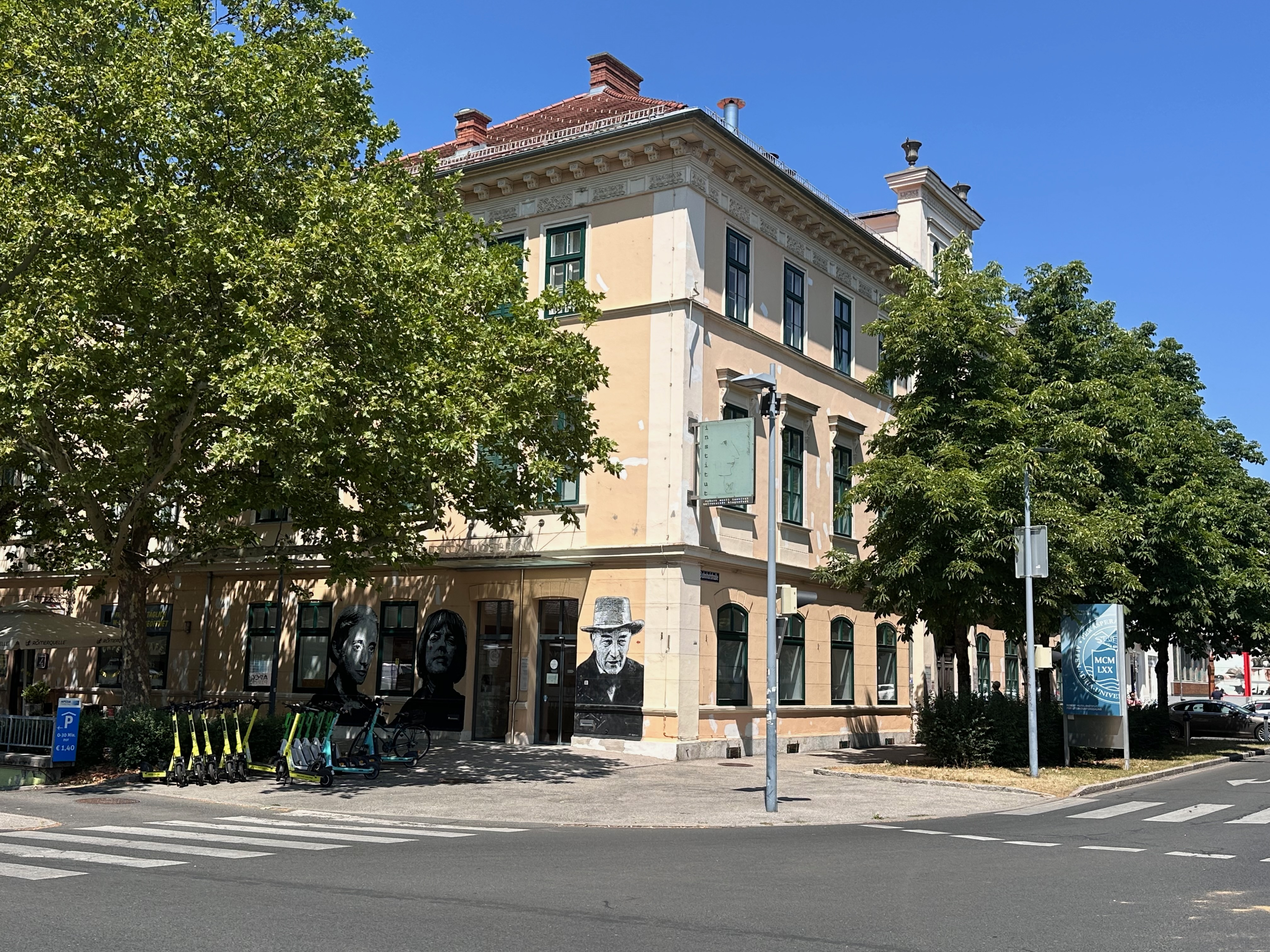
Geburtshaus von Robert Musil, heute Robert Musil Literatur Museum in Klagenfurt, Bahnhofstraße 50

- Das Robert Musil Literatur-Museum der Landeshauptstadt Klagenfurt im Geburtshaus Robert Musils in der Bahnhofstraße 50 dokumentiert mit persönlichen Gegenständen, Fotos, Dokumenten und Erstausgaben Leben und Werk des Autors. Außerdem widmet sich das Museum auch den ebenfalls aus Kärnten stammenden Schriftstellerinnen Christine Lavant und Ingeborg Bachmann.
- Der Komponist Gustav Mahler verbrachte etliche Jahre den Sommer mit der Arbeit an seinen Kompositionen an der Ostbucht des Wörther Sees in Maiernigg bei Klagenfurt. Einige seiner berühmtesten Werke entstanden in einem Haus auf einer Waldlichtung über dem Wörthersee. Dieses Gebäude ist mittlerweile als „Gustav-Mahler-Komponierhäuschen“, das als Museum geführt wird, bekannt.
- Das Landwirtschaftsmuseum Ehrental stellt eine umfangreiche Sammlung alter bäuerlicher Gerätschaften aus. Alljährlich finden diverse Sonderausstellungen statt.
- Das Eboardmuseum stellt derzeit über 800 elektronische Tasteninstrumente aus. Das Museum wurde im Jahr 1987 von Gert Prix als Keyboardmuseum gegründet und erhielt im Jahr 2003 seinen derzeitigen Namen. Die Instrumente, die im Museum gezeigt werden, sind auf einer Fläche von 2000 m² ausgestellt und dürfen auch bespielt werden[50].
- Das sogenannte Virtuelle Schulmuseum Klagenfurt
- Die Museumsbahn Lendcanaltramway, das Stadtverkehrsmuseum sowie das Kinomuseum, das sich am Gelände des ehemaligen ORF-Mittelwellensenders am Lendkanal befindet.
- Das Planetarium Klagenfurt ist das zweitgrößte Planetarium Österreichs. Es wurde im Jahr 2015 modernisiert und mit einem 8K-Sternenprojektor ausgestattet. Es befindet sich am Lendkanal.[51]
- Die wissens.wert.welt ist ein sogenanntes modernes Hands-On-Museum in Klagenfurt für Interessierte ab einem Alter von sechs Jahren. Inhalte aus den Bereichen Kunst, Kultur, Wissenschaft, Technik und Soziales werden altersgerecht nach der Methode „hands-on, minds-on“ vermittelt. Einzigartig an diesem sogenannten „Mitmach-Museum“ ist der „mobile Part“ – „das kidsmobil“. Dieses fahrende Hands-On-Museum, bislang das einzige dieser Art in Österreich, besucht Schulen in ganz Kärnten. Als eine weitere Besonderheit dieser Einrichtung ist jene Zeit zu nennen, die man in diesem Museum den Besuchern für die Vermittlung von Kultur widmet. Daher dauern die durch das Museum angebotenen Programme zwischen drei und vier Stunden und sind entweder mobil (per kidsmobil) oder stationär (im blue cube) buchbar. Im stationären Teil – dem „blue cube“ – befinden sich eine Trickfilmwerkstatt sowie ein Ton- und ein Fernsehstudio. Hier können Ideen der Besucher umgesetzt werden, indem diese kurze Trickfilme, Tonaufnahmen oder Fernsehsendungen selbst gestalten können.[52]
- Das im Jahr 2023 durch eine private Initiative gegründete Mali Schachmuseum vereint auf einer Fläche von ca. 1000 Quadratmetern insgesamt vier Projekte: ein Schachmuseum (mit Ausstellung von einzigartigen Schachspielen wie z. B. Schachroboter, Schachtische, Schachuhren und Schachbücher), ein interaktives Schach-Café, einen Schach-Bildungsraum und einen Schach-Souvenirladen. Ausgestellt werden 3200 Schachspiele aus rund 130 Ländern. Diese Sammlung soll das zurzeit größte Schachmuseum Europas sein.[53]

### Bauwerke

#### Sakralgebäude

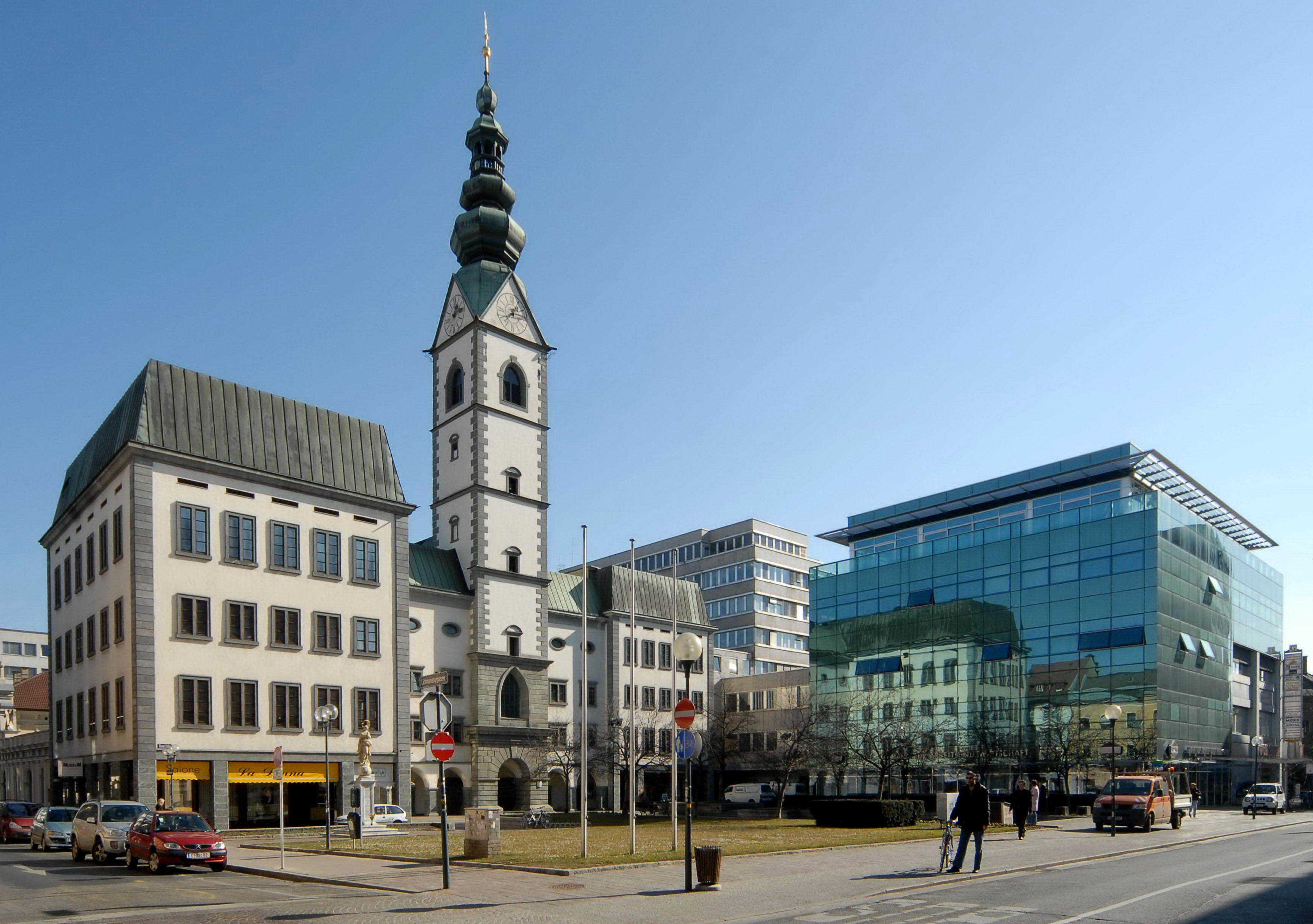
Klagenfurter Dom

Wichtige kirchliche Bauten in der Stadt Klagenfurt sind der ab dem Jahr 1581 errichtete Klagenfurter Dom, die Kathedralkirche der Diözese Gurk, und die Pfarrkirche Klagenfurt-St. Egid. Zu den ältesten Sakralgebäuden Klagenfurts zählt auch die Heiligengeistkirche am westlichen Rand der Innenstadt. Mit dem Stift Viktring befindet sich auch ein ehemaliges Kloster im heutigen Stadtgebiet. Es wurde im Jahr 1142 durch den Stadtgründer Bernhard von Spanheim gestiftet und im Jahr 1786 aufgelöst. Die ehemaligen Klostergebäude werden heute vom BRG Viktring genutzt, die vormalige Stiftskirche dient heute als Pfarrkirche.
Die alten Dorfkirchen der Stadtteile Lendorf und St. Peter am Bichl enthalten romanische Fresken und kostbare karolingische Flechtwerksteine. Nicht nur in der gesamten Fachwelt bekannt sind die zwei Giebelsteine von St. Peter am Bichl mit dem sogenannten dreistreifigen lombardischen Musterornament aus der Zeit von circa 900 A.D.
Neben den zahlreichen katholischen Kirchenbauten gibt es auch zwei evangelische Gotteshäuser, die Johanneskirche am Lendkanal und die Christuskirche im Osten der Stadt.

#### Profanbauten

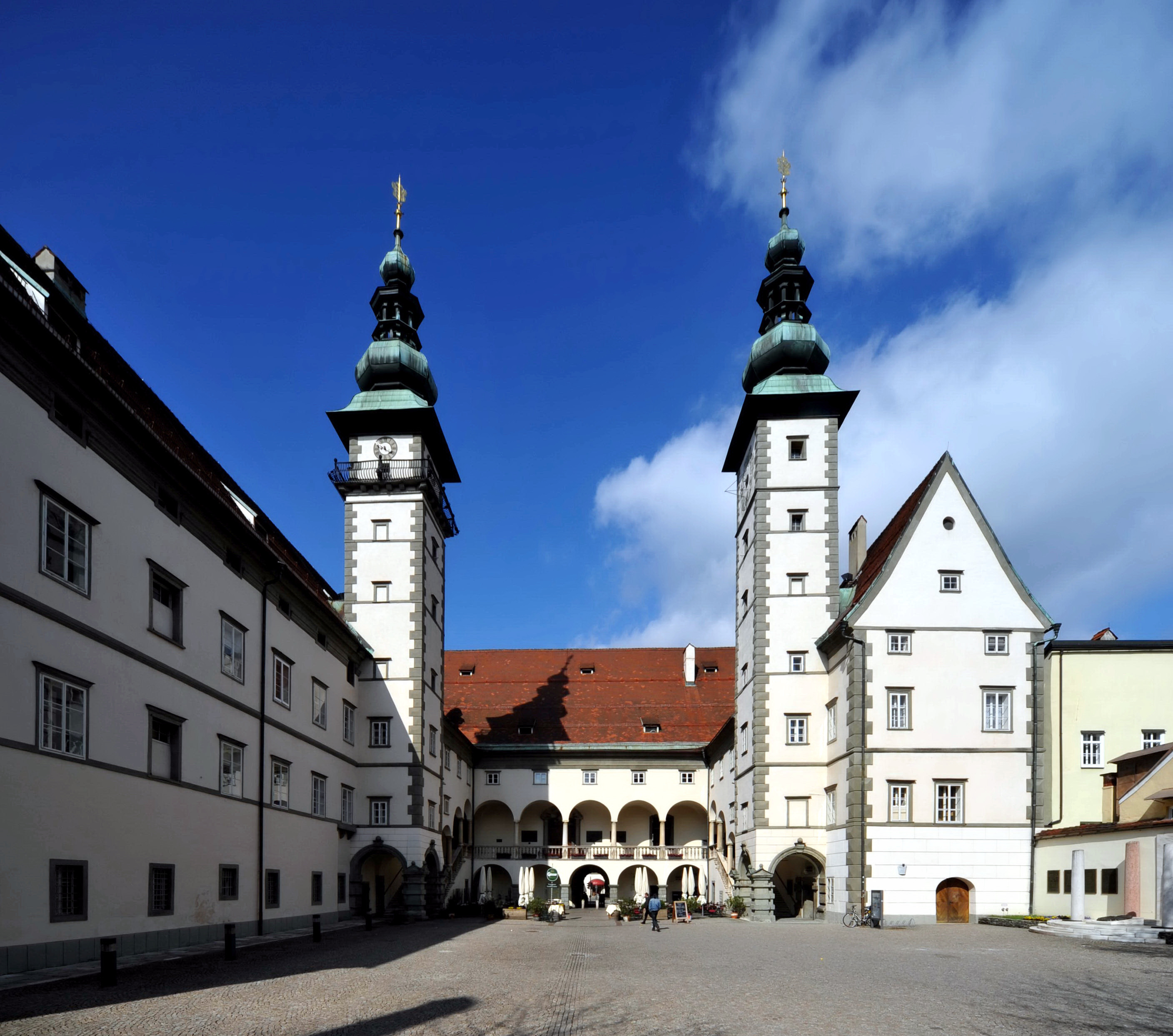
Landhaus Klagenfurt, Sitz des Kärntner Landtags

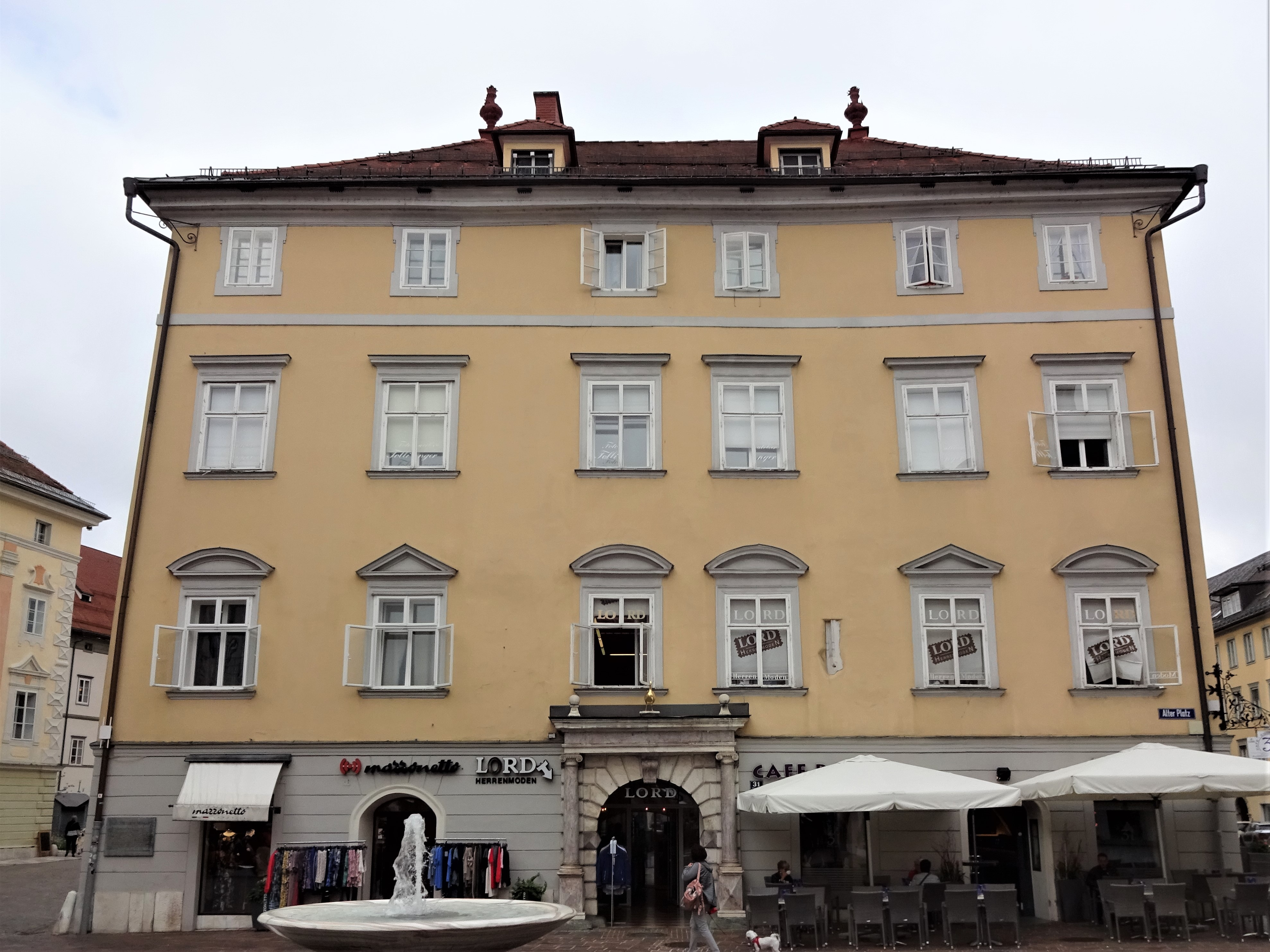
Haus zur Goldenen Gans, Alter Platz, Klagenfurt (Kärnten)

Das historisch bedeutendste Profanbauwerk Klagenfurts ist das Landhaus Klagenfurt. Es wurde im letzten Drittel des 16. Jahrhunderts von den Landständen errichtet und ist heute unter anderem der Sitz des Kärntner Landtags. An den beiden zentralen Plätzen der Stadt, dem Alten Platz und dem Neuen Platz, befinden sich auch das Alte Rathaus sowie der Neue Rathaus der Stadt. Beide Gebäude wurden im 17. Jahrhundert errichtet.
Im Jahr 1918 tauschte die Familie Rosenberg das Palais gegen das Alte Rathaus und überließ ihr Palais der Stadtgemeinde Klagenfurt. Das Bischöfliche Palais in der Mariannengasse wurde in den Jahren von 1769 bis 1776 als Residenz für Erzherzogin Maria Anna, eine Tochter der Kaiserin Maria Theresia von Österreich, erbaut.
Beispiele für neuere moderne Architektur in Klagenfurt sind das Gebäude, in dem sich zurzeit das Kärntner Landesarchiv befindet, sowie das sogenannte Hypo-Group-Alpe-Adria-Zentrum an der Völkermarkter Straße.
Im heutigen Stadtgebiet Klagenfurts befinden sich auch rund 20 Schlösser. Die vorwiegend in der Blütezeit der Stadt im 16. Jahrhundert von den Landständen und von anderen wohlhabenden Bürgern der Stadt als Herrensitze errichteten Bauten befinden sich alle außerhalb des damaligen Stadtzentrums und sind heute überwiegend im Eigentum von Privatpersonen. Nur wenige der Schlösser sind daher öffentlich zugänglich wie z. B. das am Wörthersee gelegene Schloss Maria-Loretto, das als eines der bekanntesten Schlösser Klagenfurts gilt.
Intakte Burganlagen gibt es in Klagenfurt nicht mehr. Jedoch wird in historischen Urkunden von der Existenz von Burgen in Klagenfurt in der Vergangenheit berichtet. Folglich soll es bereits nach kurzer Zeit nach der Neugründung der Stadt (1246) in den Jahren 1258 und 1268 Kastellane und auch eine Burg in Klagenfurt gegeben haben. An welchen Orten sich diese konkret befunden haben sollen, darüber ist heute leider nichts mehr bekannt. Eine weitere Burg befand sich wahrscheinlich an der Stelle des heutigen Landhauses, das im Jahr 1574 erbaut wurde.
Auch einige Schlösser Klagenfurts wurden an jenen Stellen, an denen sich früher mittelalterliche Burganlagen befunden haben sollen, errichtet. Im einzigen Gebäude der Stadt, das heute von den Bürgern Klagenfurts „Burg“ genannt wird (siehe Burg [Klagenfurt am Wörthersee]), das aber nicht auf eine solche zurückzuführen ist, sondern der Amtssitz des städtischen Burggrafen war, befindet sich heute das Kunstmuseum MMKK.
Das mutmaßlich älteste Haus der Stadt soll das Haus „Zur Goldenen Gans“ an der Ecke Alter Platz / Wiener Gasse sein. Dieses Gebäude schenkte Kaiser Friedrich  III. im Jahr 1489 der Stadt Klagenfurt. Eine Gedenktafel an der Fassade des Gebäudes weist heute auf dieses Ereignis hin.

#### Gebäude und Bauwerke im Stil der Wörthersee-Architektur
Außerdem befinden sich in Klagenfurt einige bedeutende Bauwerke, die im Stil der sogenannten Wörthersee-Architektur errichtet wurden:
- Hotel Wörthersee (1891 bis 1897, Wilhelm Hess)
- Künstlerhaus Klagenfurt (1913/1914, Franz Baumgartner)
- Ruderverein Albatros (1908/1909, Franz Baumgartner)
- Stadttheater Klagenfurt (1910, Architekten: F. Fellner und H. Helmer)
- Stauderhof (1909, Franz Baumgartner)
- Strandbad Klagenfurt (1927, Franz Koppelhuber und P. Theer)
- Villa Koss (1929, Franz Baumgartner)

#### Denkmäler und Brunnen

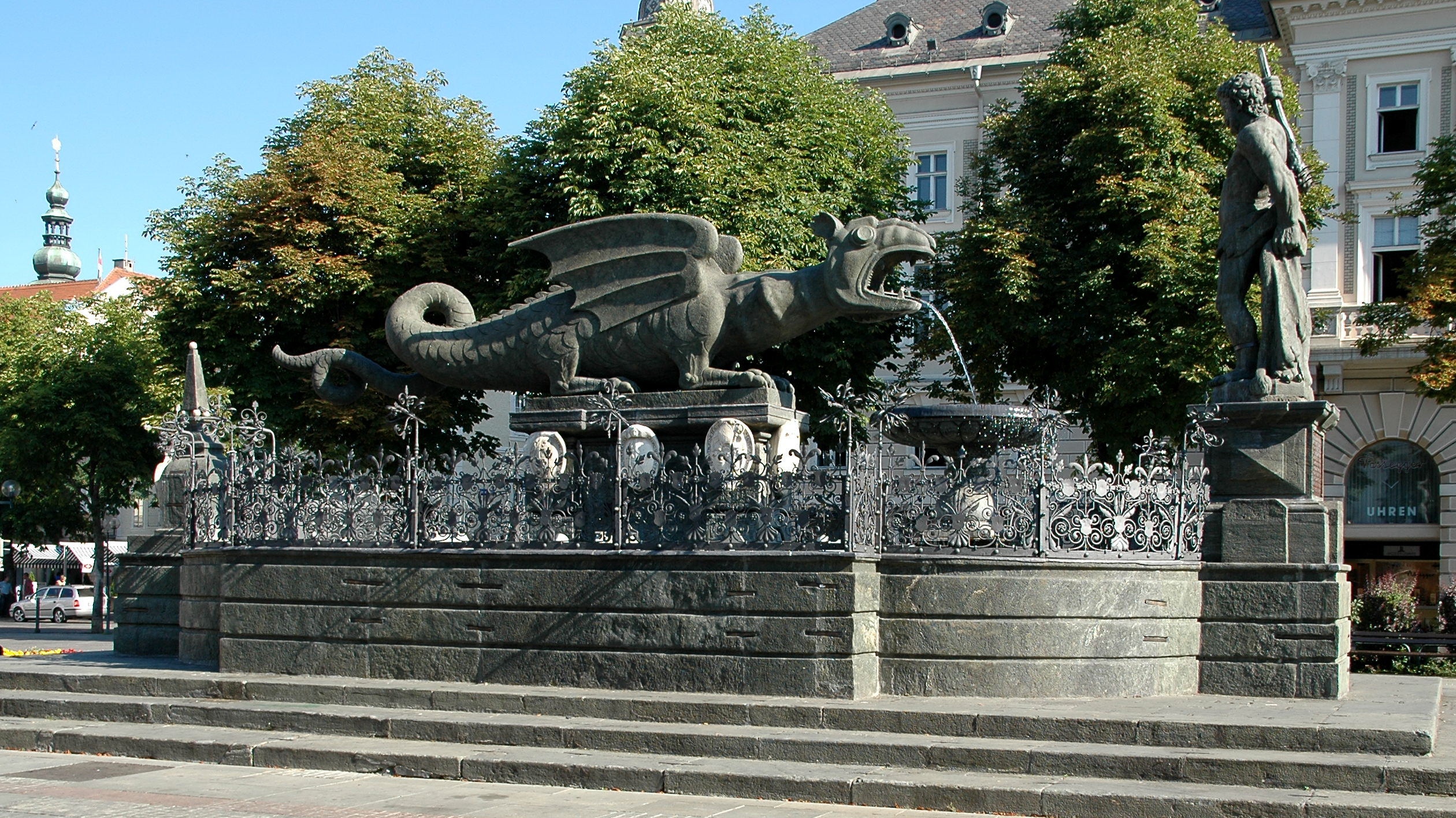
Lindwurmbrunnen

Eines der bekanntesten Denkmäler Klagenfurts ist der Lindwurmbrunnen auf dem Neuen Platz. Er ist ein bedeutendes Beispiel für die Kunst des Manierismus in Klagenfurt.
Dem Gründer der Stadt, Bernhard von Spanheim, ist das Spanheimer-Denkmal am Arthur-Lemisch-Platz gewidmet.
Ein weiteres erwähnenswertes Denkmal in der Innenstadt Klagenfurts ist die Dreifaltigkeitssäule am Alten Platz. Sie wurde zum Dank für das Ende einer Pestepidemie errichtet und nach dem Sieg über die Türken vor Wien im Jahr 1683 durch ein Kreuz und einen liegenden Halbmond ergänzt.
Ein überaus beliebtes Fotomotiv ist das „Wörtherseemandl“ von Heinz Goll in der Fußgängerzone Klagenfurts. Dieses Denkmal nimmt Bezug auf die Entstehungssage des Wörthersees.
Als eine Kuriosität kann Klagenfurts letzter erhaltener „Fluder“ (eigentlich eine hölzerne Wasserrinne) im Schillerpark angesehen werden. Mehrere gemauerte Fluder am Feuerbach, der die Altstadt einst offen durchfloss, dienten als öffentliche Waschplätze. Ein letzter, elegant gemauerter Fluder befand sich als Brunnen vor der Druckerei Kleinmayr und wurde bei der Umgestaltung des Gebäudes zum heutigen „Stadthaus“ abgetragen und später im nahen Schillerpark wieder errichtet. Dort floss allerdings nie der Feuerbach.
Weitere Denkmäler sind folgende:
- Lemisch-Denkmal (Artur-Lemisch-Platz)
- Domenico-dell’Allio-Denkmal (10.-Oktober-Straße)
- Achterjäger-Denkmal (Achterjäger-Park)
- Georg-Bucher-Denkmal (Achterjäger-Park)
- Stadtrelief (Domplatz)
- Verschleppten-Denkmal (Domplatz)
- Mahnmal der Opfer für ein freies Österreich (Friedhof Annabichl)
- Zill-Gedenkstein (Zillhöhe)
- Gebirgsschützen-Denkmal (Park der Freiwilligen Schützen)
- Hülgerth-Denkmal (Hülgerth-Park)
- Koschat-Denkmal (Viktinger Ring)
- Kink-Denkmal (Kreuzbergl, unterh. GH. Schweizerhaus)
- Rauscher-Gedenkstein (Rauscherpark)
- Schiller-Denkmal (Schillerpark)
- Schubert-Denkmal (Schubert-Park)
- Wilfan-Denkmal (Schubert-Park)
- 1938-Denkmal (vor der Universität)
- Wulfen-Denkmal (Völkermarkter Ring; vor dem Europagymnasium)
- Kudlich-Denkmal (beim Schloss Krastowitz)
- Denkmal der slowenischen Deportierten 1942 – Spomenik slovenskim deportirancem 1942 (beim Bahnhof Klagenfurt-Ebenthal)

### Parkanlagen
Die Landeshauptstadt Klagenfurt besaß bis zum Abzug der französischen Truppen im Jahr 1809 Stadtmauern mit Wassergräben in Form eines Quadrats und einer Seitenlänge von etwa einem Kilometer, die die Altstadt umschlossen. Nachdem diese Befestigungsanlagen geschleift worden waren, entstanden an ihrer Stelle die heutigen vier Ringstraßen Klagenfurts mit zahlreichen Parkanlagen, die nach Dichtern und Komponisten benannt wurden.
Am Viktringer Ring schuf man zum Beispiel den Koschatpark, benannt nach dem Kärntner Komponisten Thomas Koschat. Zwar sollte ursprünglich der aus dem im Jahr 1900 zugeschütteten Stadtgraben entstandene Park Stadtpark heißen, aber er wurde im Jahr 1905 anlässlich des 100. Todestages von Friedrich Schiller vom Gemeinderat der Stadt Klagenfurt Schillerpark benannt.
An der Ecke Villacher Ring zum St. Veiter Ring entstand der Goethepark, benannt nach dem berühmten deutschen Dichter Johann Wolfgang von Goethe. Östlich davon schließt sich der nach dem berühmten österreichischen Komponisten Franz Schubert benannte Schubertpark an. Außerdem findet man auch am Völkermarkter Ring im Osten der Stadt Grünanlagen, wie zum Beispiel vor dem Konzerthaus oder dem Bundesgymnasium, wo eine Büste Schillers aus dem Schillerpark aufgestellt wurde.
An der Ecke Völkermarkter zum St. Veiter Ring liegt der nach einem Klagenfurter Schriftsteller benannte Rauscherpark, der im Jahr 2006 umgestaltet wurde.

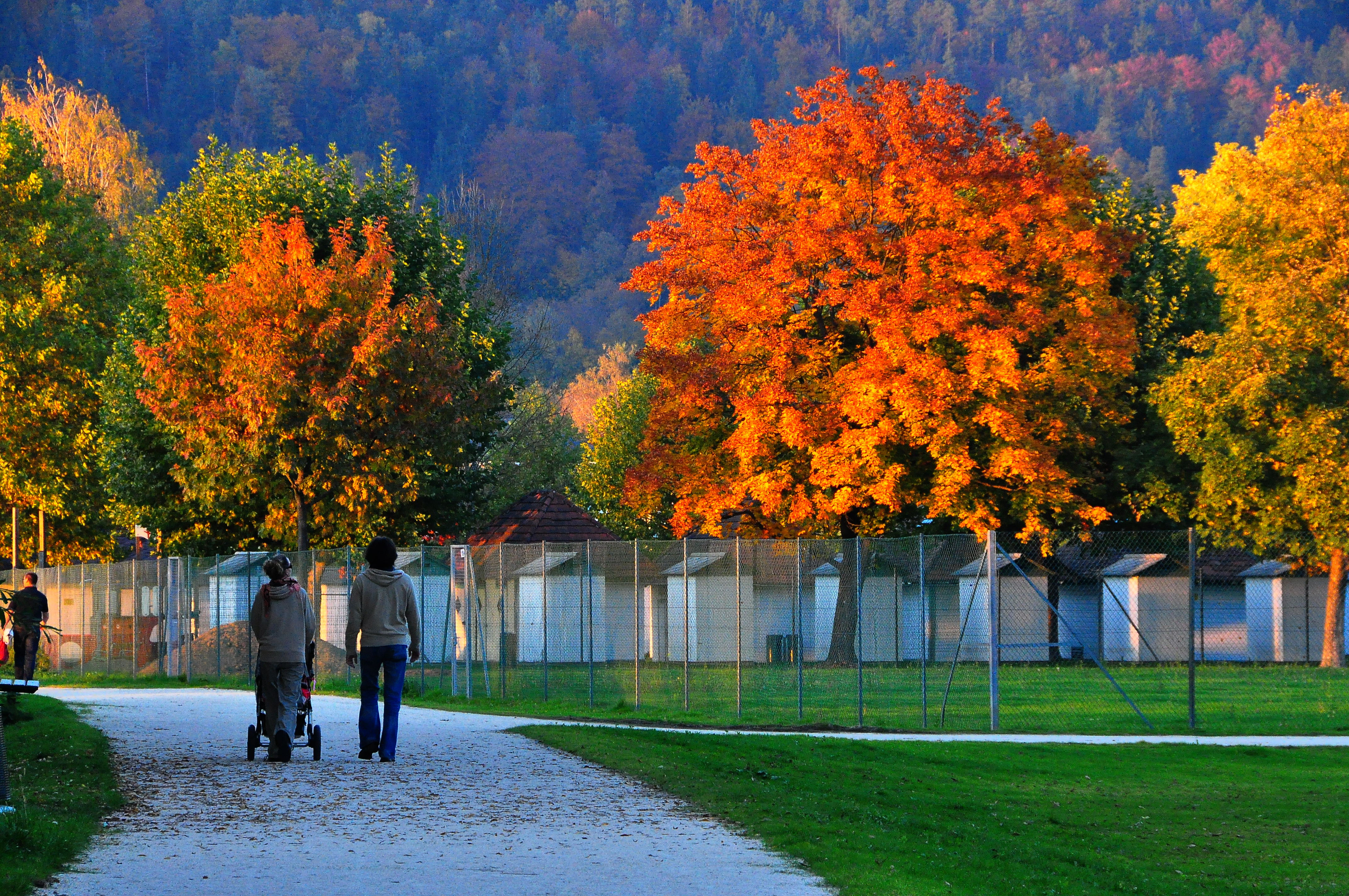
Europapark Klagenfurt/Strandbad

Der Europapark ist mit einer Größe von rund 22 Hektar nicht nur der größte Park Klagenfurts, sondern auch eine der größten Parkanlagen in Österreich. Er befindet sich in unmittelbarer Nähe zum Ostufer des Wörthersees in einem Dreieck zwischen dem Strandbad Klagenfurt, dem Lendkanal und dem Miniaturenpark Minimundus. Der Name soll die Weltoffenheit der Stadt Klagenfurt symbolisieren. Dies soll auch durch die im Park aufgestellten Flaggen der verschiedenen Partnerstädte Klagenfurts aufgezeigt werden. In unmittelbarer Nachbarschaft zum in der Nähe des Europaparks befindlichen Minimundus sind der Reptilienzoo Happ sowie das Planetarium angesiedelt. Außerdem ist das Areal des Europaparks eines der wichtigsten Naherholungsgebiete Klagenfurts.
Der Hülgerth-Park liegt östlich der Sankt-Ruprechter Straße im Stadtteil „Viktringer Vorstadt“ und zeigt eine Büste des Feldmarschallleutnants Ludwig Hülgerth.
Der Maria-Theresia-Park im Stadtteil „Villacher Vorstadt“ liegt zwischen der ehemaligen Waisenhauskaserne und der Herbertstraße. Er wird im Westen von der Lerchenfeldstraße und im Osten von der Deutenhofenstraße begrenzt. Im westlichen Teil des Parks steht ein Denkmal zu Ehren des Infanterie-Regiments „Graf von Khevenhüller Nr. 7“ (1691–1918).

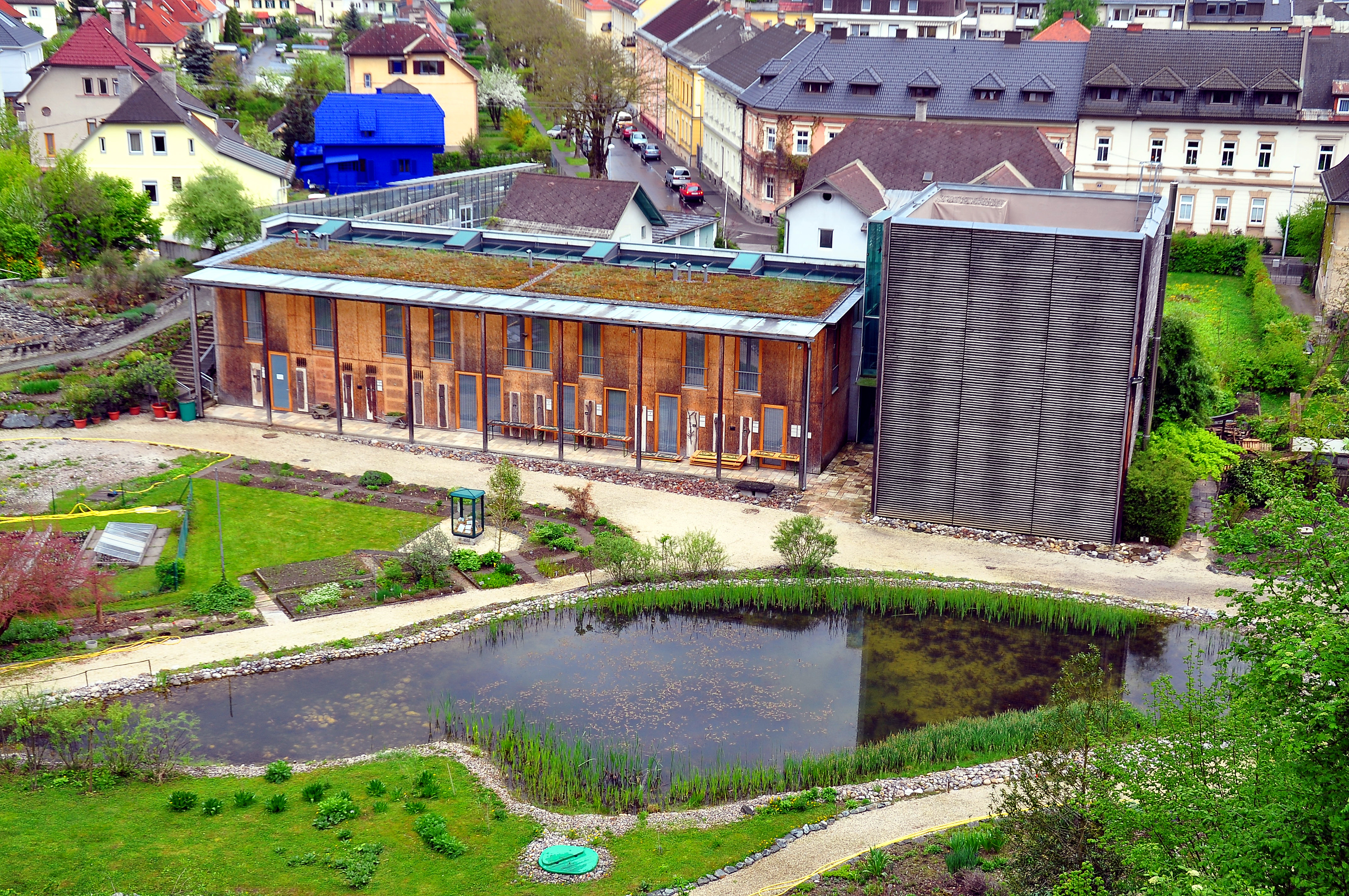
Botanischer Garten am Fuß des Kreuzbergls

Anlässlich des Besuchs von Kaiser Franz Joseph I. im Jahr 1850 in Klagenfurt entstand auf den Gründen des „Wölfnitzberges“ nach den Plänen des Ritters Martin von Kink die Naturparkanlage „Kreuzbergl“ mit großer Festwiese („Spielwiese“), einem Aussichtsturm, der heute als Sternwarte dient, Wanderwegen und Teichen.
Ebenfalls am Kreuzbergl befindet sich der im Jahr 1958 in einem ehemaligen Steinbruch angelegte und vom Kärntner Landesmuseum betreute Botanische Garten.

### Regelmäßig stattfindende Veranstaltungen
Klagenfurt ist auch Austragungsort regelmäßig stattfindender, teils auch international bekannter, Veranstaltungen:
- Jährlich finden in Klagenfurt die Lesungen und Diskussionen im Zuge des international renommierten Ingeborg-Bachmann-Preises statt. Autoren, Literaturkritiker, Literaturwissenschaftler, Journalisten und Verleger aus der ganzen Welt kommen bei dieser Veranstaltung in Klagenfurt zusammen.[56]
- In den Sommermonaten kommen alljährlich Musiker aus aller Welt in das ehemalige Zisterzienserkloster Viktring. Dort findet das Musikforum Viktring statt, bei dem sich Musiker zu Meisterkursen, zu Workshops und zu Konzerten treffen. Im Rahmen des Musikforums werden auch der internationale Kompositionspreis des Musikforums und der Gustav-Mahler-Kompositionspreis verliehen.[57]
- Eine weitere Veranstaltung, die regelmäßig im Sommer stattfindet, ist das Wörthersee-Classics-Festival im Konzerthaus. Die Konzerte werden von Orchestern und Solisten aus dem internationalen Spitzenfeld der klassischen Musik gegeben.[58]
- Im Norbert-Artner-Park, der sich hinter dem Künstlerhaus befindet, findet jährlich im Juli das World-Bodypainting-Festival statt. Einzigartige Live-Paintings, die Verleihung des World-Bodypainting-Awards und bekannte internationale Musikacts sind feste Bestandteile dieser Veranstaltung.[59]
- Am Lendhafen organisiert während der Sommermonate der Verein Lendhauer das Hafenfest, als eine von vielen Veranstaltungen, wie zum Beispiel Konzerte und Lesungen im Zuge des Ingeborg-Bachmann-Preises in Klagenfurt. Als ergänzendes Angebot zu diesen Veranstaltungen werden auch Radio- und Kunstinstallationen errichtet.[60]
- Seit dem Jahr 1981 gibt es das sogenannte Kontaktna-leča – Kontaktlinse-Festival, das von Schülern und Schülerinnen des BG/BRG für Slowenen organisiert wird. Dieses Festival, das der Sub- und Jugendkultur zugeordnet werden kann, soll junge Leute der beiden Volksgruppen in Kärnten zusammenbringen.[61]
- Jedes Jahr am zweiten Augustwochenende findet der sogenannte Altstadtzauber statt, der zu den größten Veranstaltungen während des Jahres in Klagenfurt zählt. Straßenkünstler und Livebands aus den verschiedensten Musikrichtungen, wie zum Beispiel dem Jazz, dem Blues, dem Rock, dem Soul oder dem Funk auf Plätzen und in einigen Innenhöfen der Altstadt werden aktiv und ziehen mit ihrem Wirken jedes Jahr zehntausende Besucher an. Am Domplatz findet im Zuge dieser Veranstaltung der traditionelle Floh- und Tandelmarkt, einen der größten Flohmärkte Österreichs, statt.[62]
- Seit dem Jahr  2010 findet jährlich das internationale Festival für gegenwärtige Musik und interdisziplinäre Kunstformen New Adits statt.[63]
- Seit dem Jahr 2020 findet zehn Tage lang das sogenannte Klagenfurt-Festival statt. Dieses Kulturfestival mit einem breiten Angebot in den Bereichen Musik, Literatur und Theater findet an öffentlichen Orten der Stadt statt und soll an die Zeiten der sogenannten Woche der Begegnung, eine Veranstaltung, die in Klagenfurt bis zum Jahr 1995 regelmäßig stattfand, erinnern. Es gibt mehrere Spielorte, und zwar den Neuen Platz, den Burghof, das ORF-Theater des Landesstudio Kärnten, das Messeparkhaus und das Stadttheater.[64][65]
- In der Adventszeit wird auf dem Neuen Platz ein Christkindlmarkt abgehalten.

Kinos
- Carinthia-Kino (ehem., in der Ehrentaler Straße)
- Cine-City (neu Heidemarie-Hatheyer-Platz 1; an der Völkermarkter Straße)
- Heide-Lichtspiele (ehem., auf der Heide / Haidach, im Osten von Klagenfurt)
- Kammerlichtspiele in der Adlergasse (ehem.), jetzt Konzert- und Theaterbühne
- Kino im Burghof (wird seit 1975 [mit kurzzeitigen Unterbrechungen] alljährlich im Burghof veranstaltet)
- Peterhof-Kino (ehem., Ramsauerstraße 7; rechts knapp vor der Einmündung in die Völkermarkter Straße in einem Gastgarten)
- Prechtl-Kino (ehem., bis 1971, 10.-Oktober-Straße 25; heutiges Hermagoras-Haus)
- Stadttheater (ehem., in der Zeit des Zweiten Weltkrieges)
- Volkskino (gegr. 1926; besteht heute noch als sogenanntes Alternativkino; in der St. Ruprechter Straße)
- Wulfenia-Kino

### Film und Fernsehen
Die Filmwirtschaft Österreichs ist traditionell stark auf die Stadt Wien fokussiert. Trotzdem kann auch die Stadt Klagenfurt auf eine lange Tradition als Kulisse und als Produktionsort für zahlreiche Filme und Fernsehserien verweisen. Die Geschichte Klagenfurts als Standort für die Produktion von Filmen und Fernsehserien ist eng verbunden mit der Geschichte der Region Wörthersee als Produktionsort von Serien und von Filmen. An die Geschichte Klagenfurts als Kino- und Filmstadt erinnert das Kinomuseum Klagenfurt mit seinen Ausstellungen.

## Wirtschaft und Infrastruktur

### Arbeitsstätten, Beschäftigte und ansässige Unternehmen
Klagenfurt ist Kärntens wichtigster Wirtschaftsstandort, denn 22 % der Kärntner Gewerbebetriebe sowie 20 % der Kärntner Industriebetriebe befinden sich in der Landeshauptstadt.
Im Jahr 2001 waren in Klagenfurt 63.618 Personen in 6.184 Betrieben angestellt, 33 davon sind mit mehr als 200 Mitarbeitern Großunternehmen. Die Registerzählung der Statistik Austria vom 31. Oktober 2011 weist für die Stadt Klagenfurt eine steigende Zahl an Arbeitsstätten und Beschäftigten aus.
2011 gab es in Klagenfurt 8.832 Arbeitsstätten (Unternehmen) sowie 71.140 Beschäftigte (darunter 65.623 unselbständig Beschäftigte). 10.495 Auspendlern stehen 35.654 Einpendler gegenüber.
Die wesentlichsten Wirtschaftszweige der Stadt sind: die Leuchtmittelindustrie, mittelständische Handels- und Gewerbebetriebe sowie der Tourismus. In Klagenfurt haben sich auch einige internationale Unternehmen, wie z. B. Siemens und Philips, angesiedelt. Ein bedeutendes Unternehmen, das seinen Konzernsitz in Klagenfurt hat, ist die Kärntner Elektrizitätsgesellschaft AG (Kelag).
Ein zentrales Projekt in der Wirtschaftspolitik Kärntens ist seit Jahren der unmittelbar neben der Alpen-Adria-Universität gelegene Lakeside Science & Technology Park. Dieser Technologiepark soll eine enge Kooperation zwischen der Wirtschaft und der Forschung ermöglichen, daher wurde ein Standort in unmittelbarer Nähe zu den in Klagenfurt angesiedelten Hochschulen gewählt (Universität, Fachhochschule).
Er hat das Ziel, das Bundesland Kärnten und seine Hauptstadt Klagenfurt als wichtige Standorte im Bereich der sogenannten Spitzentechnologien zu etablieren. Klagenfurt ist außerdem Standort zweier bekannter Getränkeerzeuger, nämlich des Fruchtsaftherstellers Pago und der Spirituosenfabrik Stroh Austria.
Weitere wichtige Arbeitgeber in der Region sind die beiden kommunalen Unternehmen Stadtwerke Klagenfurt und Energie Klagenfurt, die neben der Energie- und der Wasserversorgung auch für den kommunalen Busverkehr der Stadt zuständig sind. Die in Klagenfurt ansässige Kostwein Maschinenbau GmbH erzielte zusammen mit ihren Tochterunternehmen bei einem Stand von 1.144 Mitarbeitern weltweit einen Umsatz von 191,5 Millionen Euro im Jahr 2018.

### Medien
Klagenfurt ist auch Standort mehrerer regional bekannter Medienunternehmen.

Die Kleine Zeitung ist heute die meistgelesene Zeitung in Kärnten

Der Unternehmer Josef Ignaz von Kleinmayr druckte ab dem Jahr 1770 das „Wöchentliche Intelligenzblatt“ (später „Klagenfurter Zeitung“). Mit der Herausgabe der Carinthia ab dem Jahr 1811 durch die die Familie Kleinmayr entstand die älteste heute noch bestehende wissenschaftliche Zeitschrift im deutschsprachigen Raum. In den 1920er und 1930er Jahren waren bekannte Tageszeitungen aus Klagenfurt die „Klagenfurter Zeitung“, das christlich-soziale „Klagenfurter Tagblatt“ (bereits ab dem Jahr 1871), die Zeitung „Freie Stimme“, eine Zeitung mit großdeutscher Tendenz, der sozialdemokratische „Arbeiterwille“, der in Graz verlegt wurde, sowie ab dem Jahr 1932 das nationalsozialistische Propagandaorgan „Der Vormarsch“.
In der Zeit nach dem „Anschluss“ Österreichs an das Deutsche Reich im Jahr 1938 war der „Kärntner Grenzruf“ die einzige offiziell in Kärnten zugelassene Zeitung. In der Zeit nach dem Ende des Zweiten Weltkriegs ließen die Alliierten die „Volkszeitung“ (ÖVP), die „Neue Zeit“ (SPÖ, ab dem Jahr 1965 „Kärntner Tageszeitung“ [KTZ; 2014 eingestellt]) und den „Volkswillen“ (KPÖ) als Tageszeitungen in Kärnten zu. Im Jahr 1954 wurde der Standort der Kleinen Zeitung in Klagenfurt begründet. Diese ist heute die meistgelesene Zeitung Kärntens.
Als Tageszeitungen gab es 2014 in Kärnten neben der Kleinen Zeitung auch eine Regionalausgabe der Kronenzeitung, die „Kärntner Krone“. Seit dem Jahr 1996 erscheint die Gratiswochenzeitung „Kärntner Woche“, die seit dem Jahr 2009 zum Ring der Regionalmedien Austria gehört. Seit dem Jahr 2003 erscheint im Klagenfurter Verlag SloMedia die slowenischsprachige Wochenzeitung „Novice“. Außerdem erscheint monatlich in Klagenfurt das Magazin „Kärntner Monat“.
Als erster Hörfunksender in Österreich nahm die RAVAG (Radio Verkehrs AG) im Jahr 1924 ihren Sendebetrieb in Wien auf. Auch in Klagenfurt wurde im Jahr 1927 ein Sender eingerichtet. Radio Klagenfurt gehörte nach dem Jahr 1945 unter der Patronanz der „British-Information-Services“ gemeinsam mit dem Sender Radio Graz und einem Sender in Wien Schönbrunn zur Sendergruppe Alpenland in der britischen Besatzungszone in Österreich.
Man musste zunächst aus dem bereits im Jahr 1942 errichteten Luftschutzbunker auf dem Kreuzbergl, aus dem später das Bergbaumuseum hervorging, senden. Am 8. Mai 1945 um 19:30 Uhr sendete zum ersten Mal der „Freie Landessender Klagenfurt“. Als erste Meldung des Senders wurde die Kapitulation des Deutschen Reiches verkündet.
Erst im Jahr 1953 erhielten die Betreiber des Senders, die bisher aufgrund unzureichender Sauerstoffzufuhr im Stollen des Bunkers häufig an Übelkeit und an Kopfschmerzen gelitten hatten, ein neues Funkhaus in der Sponheimerstraße. Dieses machte den Sender in Klagenfurt zum modernsten Rundfunkhaus Österreichs zu dieser Zeit.
Am 15. März 1954 schloss sich die Sendergruppe Alpenland mit der Sendergruppe Rot-Weiß-Rot und mit Radio Wien zum Österreichischen Rundfunk (ORF) zusammen. Dieser betreibt in Klagenfurt ein Landesstudio für das Bundesland Kärnten. Von dort werden unter anderem das Regionalprogramm „Radio Kärnten“ sowie das slowenischsprachige „Radio dva“ sowie die täglich ausgestrahlte TV-Sendung Kärnten heute produziert. Diese wird im Vorabendprogramm des Senders ORF 2 ausgestrahlt. Außerdem ist seit dem Jahr 1999 der private Fernsehsender KT1 in Klagenfurt vertreten.
In erster Linie die slowenischsprachige Volksgruppe bedient auch der private Sender Radio Agora des Vereins Arbeitsgemeinschaft offenes Radio in Klagenfurt. Ebenfalls seinen Sitz in Klagenfurt hat der private Radioanbieter Antenne Kärnten.

### Telekommunikation
Die klassische Festnetztelefonie und die damit auch die früher sehr stark verbreiteten Telefonzellen wurden im Laufe der Zeit in Österreich zunehmend durch Mobiltelefonie ergänzt bzw. verdrängt. Um dieser Entwicklung zu entsprechen und da vor allem immer mehr private Geschäftshäuser und Beherbergungsbetriebe begonnen haben, frei zugängliche W-Lan-Netze einzurichten, begannen die Stadtwerke Klagenfurt ab dem Jahr 2018, an häufig frequentierten öffentlichen Plätzen und Straßen der Stadt wie (Stand 2021) dem Neuen Platz, dem Alten Platz, dem Benediktinerplatz, dem Kardinalsplatz, dem Heuplatz, dem Pfarrplatz, der Bahnhofstraße und dem Heiligengeistplatz mit freiem W-LAN als Internetzugang für mobile Geräte zu errichten.

### Märkte, Einkaufszentren, Einkaufsstraßen und Shopping-Arkaden

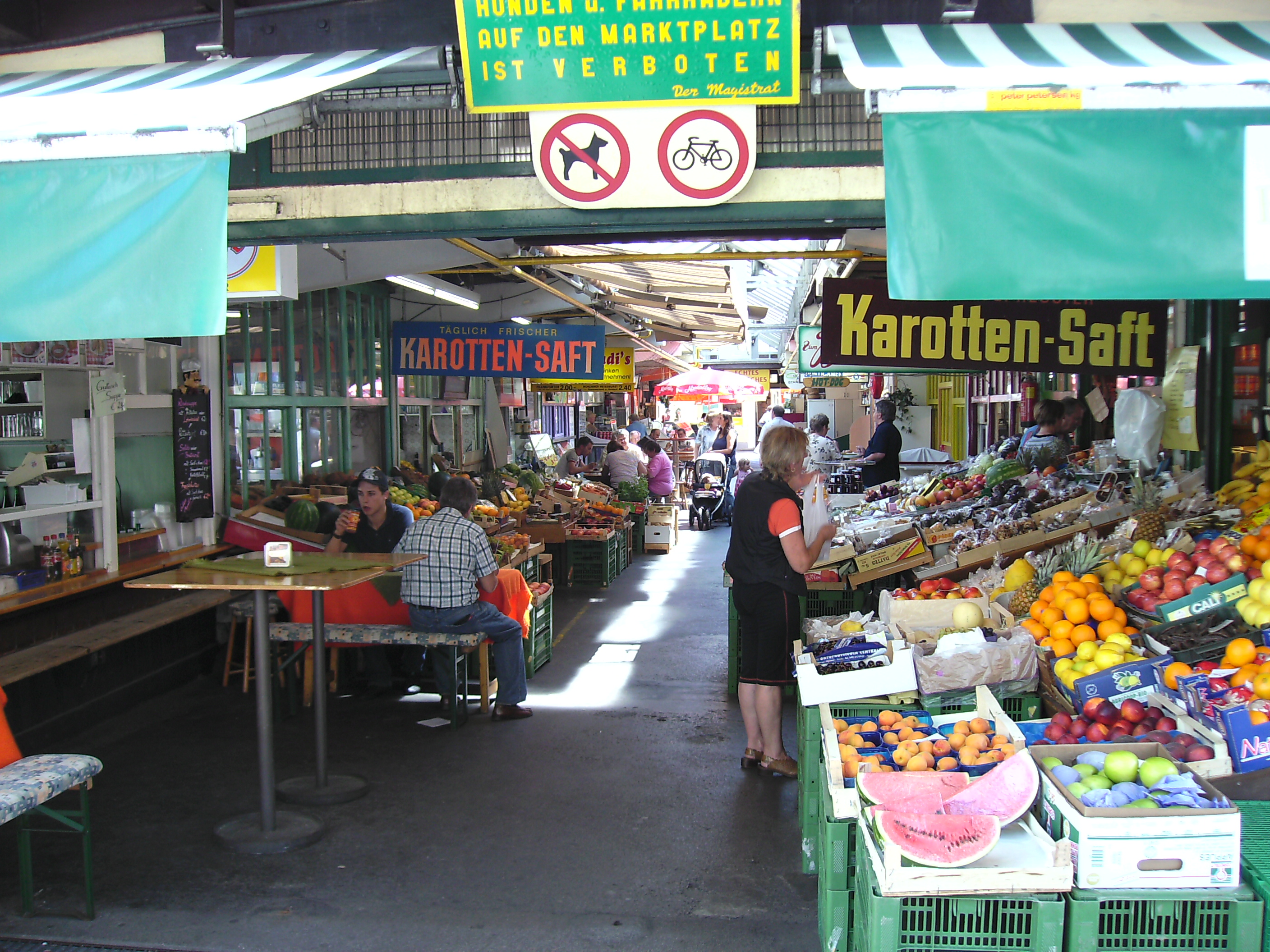
Markt auf dem Benediktinerplatz

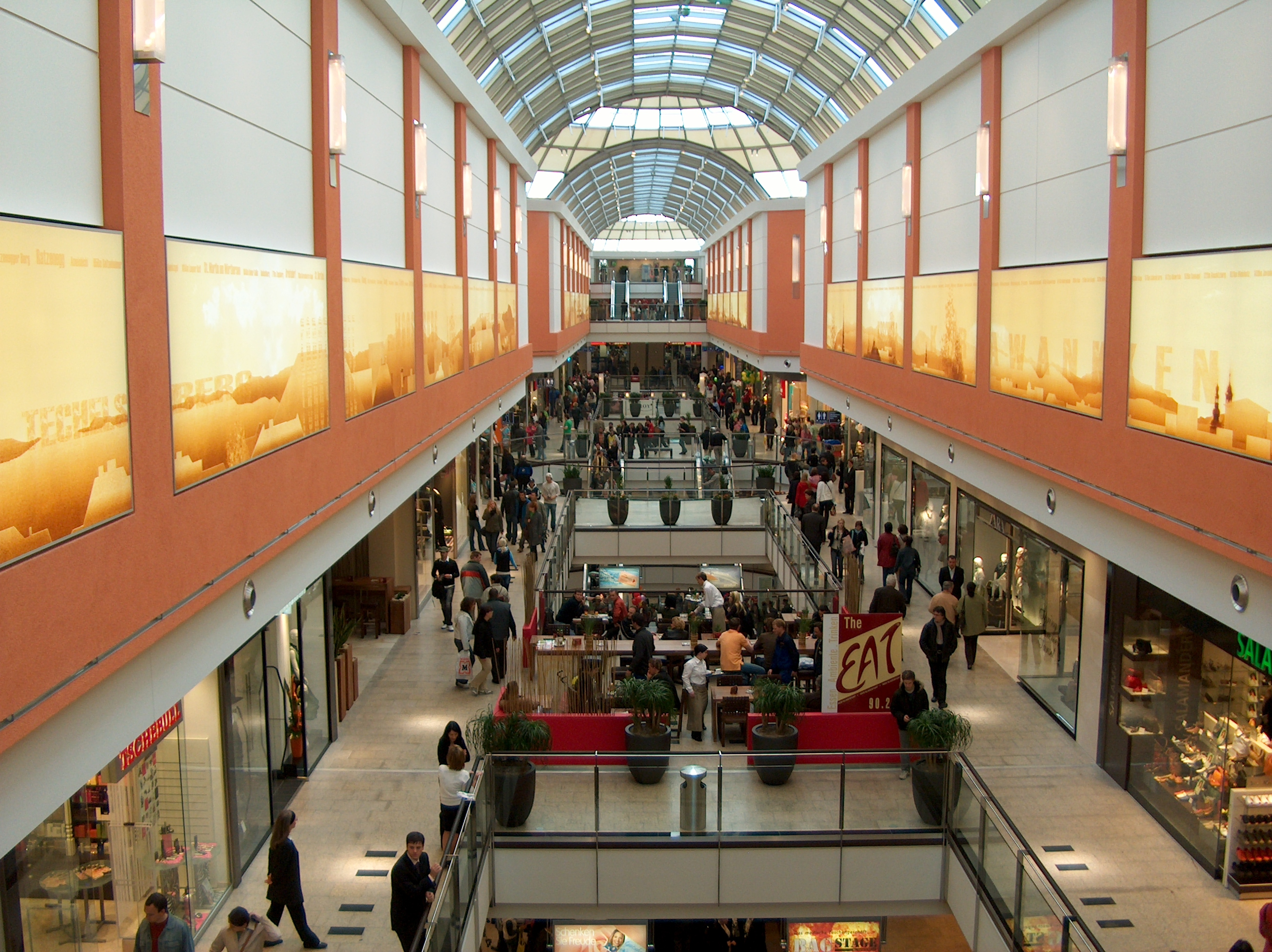
Das Innere der City-Arkaden

Der wichtigste Marktplatz der Stadt ist der Benediktinerplatz, der früher auch Herzogplatz genannt wurde. Er löste im Jahr 1948 den Alten Platz als zentralen Marktplatz in der Innenstadt ab. Auf diesem Marktplatz findet zweimal wöchentlich ein städtischer Wochenmarkt statt, auf dem Lebensmittel wie Gemüse, Obst, Honig, Fleisch, Fisch und Geflügel angeboten werden.
Manche der sogenannten „Standler“, wie die Betreiber der Marktstände in Klagenfurt genannt werden, kommen inzwischen nicht mehr wie früher nur aus den Gebieten rund um die Stadt Klagenfurt, sondern es ist heutzutage auf dem Benediktinermarkt auch eine Vielzahl internationaler Anbieter vertreten, wodurch sich die überregionale Bedeutung des Benediktinermarktes, die er mittlerweile erlangt hat, darstellt.
Traditionell spielte das Marktrecht in Klagenfurt eine wesentliche Rolle, dies kommt auch heute noch durch eine Vielzahl von Symbolen, die an die lange Tradition von Märkten in der Stadt erinnern sollen, zum Ausdruck. So befindet sich in der Mitte des Gevierts an einer Laternensäule eine Kopie der Klagenfurter Freyung. Dieses ursprünglich aus dem 18. Jahrhundert stammende Marktrichterschwert ist ein Rechtsdenkmal, das als Symbol für die Marktordnung und die Marktfreiheit gilt. Am Rand des Platzes steht seit dem Jahr 1988 der „Steinerne Fischer“, das Wahrzeichen des bis zum Jahr 1925 auf dem Heiligengeistplatz abgehaltenen Fischmarktes.
Neben den historisch bedeutenden Märkten verfügt Klagenfurt als moderne Großstadt auch über Einkaufszentren und Shopping-Malls.
Klagenfurt ist eine Stadt von überregionaler Bedeutung hinsichtlich ihres Angebotes an Einkaufsmöglichkeiten. Das Einzugsgebiet der Stadt geht weit über ihre Grenzen und ihr Umland hinaus und reicht bis nach Italien und Slowenien.
Beliebte innerstädtische Einkaufsstraßen sind die Bahnhofsstraße, die Burggasse und die Wiener Gasse, die den Neuen Platz mit dem Heuplatz verbindet. Dort befindet sich seit 2006 das Einkaufszentrum City-Arkaden Klagenfurt, das von der ECE-Gruppe betrieben wird. Das Einkaufszentrum ist mit seinen 120 Geschäften auf knapp 30.000 Quadratmetern Einkaufsfläche eines der größten Einkaufszentren Kärntens. Es war zum Zeitpunkt seiner Errichtung eines der ersten Einkaufszentren (Arkaden in der Innenstadt) seiner Art in Österreich.
Das zweite große Einkaufszentrum Klagenfurts ist der Südpark. Das im Jahr 1998 errichtete Einkaufszentrum befindet sich in der Nähe des Hauptbahnhofes.

### Bildung und Soziales

#### Universitäten und Hochschulen

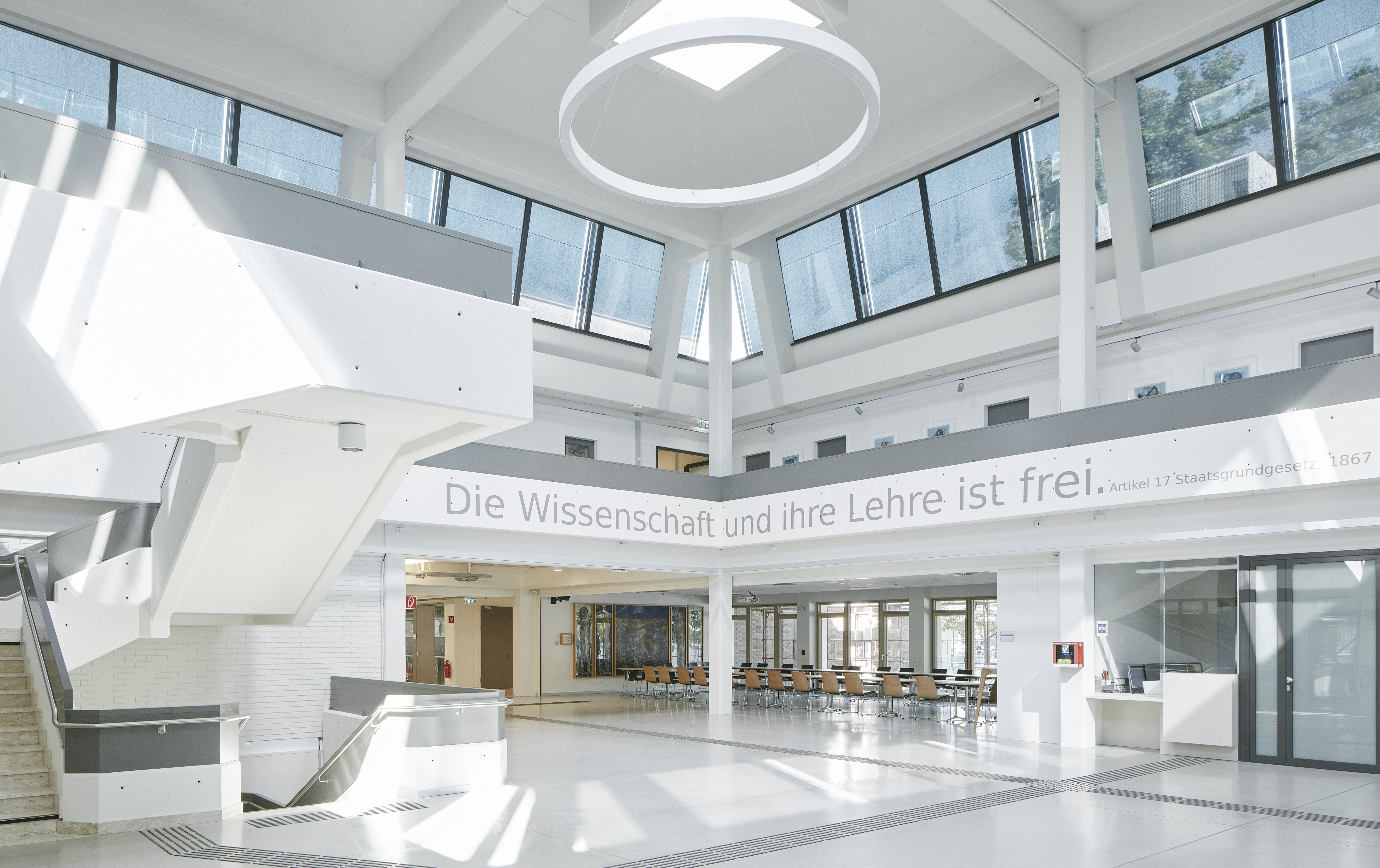
Foyer, Hauptgebäude der Universität Klagenfurt (2018)

In Klagenfurt befinden sich mehrere, mittlerweile auch international zunehmend renommierte Hochschulen. Diesbezüglich hervorzuheben ist insbesondere die Alpen-Adria-Universität Klagenfurt mit ihren Standorten in der Universitätsstraße (Universitätscampus in St. Martin), der Sterneckstraße (Villacher Vorstadt), der Bahnhofstraße und der Kempfstraße (Innere Stadt).
Die Universität Klagenfurt liegt in den THE Young University Rankings 2021 auf Platz 48 der besten jungen Universitäten der Welt.
Mit der Gustav-Mahler-Privatuniversität für Musik verfügt das Bundesland Kärnten auch über eine universitäre Bildungseinrichtung für Musik und Schauspiel. Die Fachhochschule Kärnten ist mit den Schwerpunktbereichen „Informationstechnologie und Digital Transformation Management“, „Netzwerktechnik und Kommunikation“ und „MedIT“ in der Primoschgasse sowie mit einem Standort am Klinikum Klagenfurt vertreten. Ab dem Jahr 2027 wird sich die Pädagogische Hochschule Kärnten – Viktor-Frankl-Hochschule am sogenannten Bildungscampus am Lake-Side-Park befinden. Außerdem gibt es eine Expositur der Privaten Pädagogischen Hochschule Augustinum, deren Träger die Diözese Graz-Seckau ist, in Klagenfurt.

#### Schulen
Es gibt insgesamt 44 allgemeinbildende Pflichtschulen, davon 22 Volksschulen und 13 Mittelschulen, sowie 9 allgemeinbildende höhere Schulen.
Die jeweiligen Schulen haben teilweise unterschiedliche Spezialisierungen mit unterschiedlichen Ausbildungsniveaus und Bildungskonzepten, wie zum Beispiel das Europagymnasium als zweitältestes Gymnasium Österreichs mit einem Schwerpunkt auf europäischen Sprachen, das Bundesrealgymnasium Klagenfurt-Viktring mit einem musischen Schwerpunkt, das BG/BRG Mössingerstraße, das Ingeborg-Bachmann-Gymnasium, das BG/BRG für Slowenen (UNESCO-Projektschule), das BG/BRG für Berufstätige in der Ferdinand-Jergitsch-Straße, das BG/BRG Lerchenfeld mit einem Schwerpunkt im Bereich Sport.
Die Handelsakademien sind in Klagenfurt mit zwei Standorten vertreten, und zwar mit der Handelsakademie Klagenfurt am Wörthersee (HAK1 International Klagenfurt) in der Kumpfgasse mit Unterricht auf Slowenisch und auf Deutsch. Dort ist auch die Handelsakademie für Berufstätige in Klagenfurt angesiedelt. Außerdem existiert in Klagenfurt seit dem Jahr 1990 eine zweisprachige Handelsakademie.
Zudem gibt es in Klagenfurt zwei Höhere Technische Lehranstalten, und zwar die bereits im Jahr 1861 gegründete HTL1 Lastenstraße, bei der auch eine HTL für Berufstätige angesiedelt ist, sowie die seit dem Jahr 1988 existierende HTL Mössingerstraße, die ebenfalls über eine Abendschule verfügt. Die Höheren Lehranstalten für wirtschaftliche Berufe sind in Klagenfurt ebenfalls mit zwei Standorten vertreten, und zwar mit der HBLA für wirtschaftliche Berufe, Mode und Bekleidungstechnik in der Fromillerstraße und der HBLA Pitzelstätten mit den Schwerpunkten in Land- und Ernährungswirtschaft in der Glantalstraße im Stadtteil Wölfnitz. Außerdem ist in Klagenfurt eine Bundes-Bildungslehranstalt für Elementarpädagogik in der Hubertusstraße angesiedelt. Diese verfügt seit 2024 über 2 Kollegs, eines in Klagenfurt und eines in Villach. Außerdem wird das Angebot an Schulen in Klagenfurt ergänzt durch die landwirtschaftliche Fachschule Ehrental sowie Fachschule für Sozialberufe des Kärntner Caritasverbandesm am Viktringer Ring. Diese Schule für Berufe im Bereich der Gesundheits- und Krankenpflege ist, neben jener in Villach, die einzige Institution ihrer Art in Kärnten.
Außerdem gibt es in Klagenfurt auch eine Montessori Privatschule sowie eine Waldorfschule. Im Schulzentrum der Ursulinen am Heiligengeistplatz ist neben einem Kindergarten, einem Hort sowie einer Volksschule und einer Mittelschule auch das bischöfliche Real- und Oberstufenrealgymnasium der Diözese Gurk untergebracht.

#### Bibliotheken

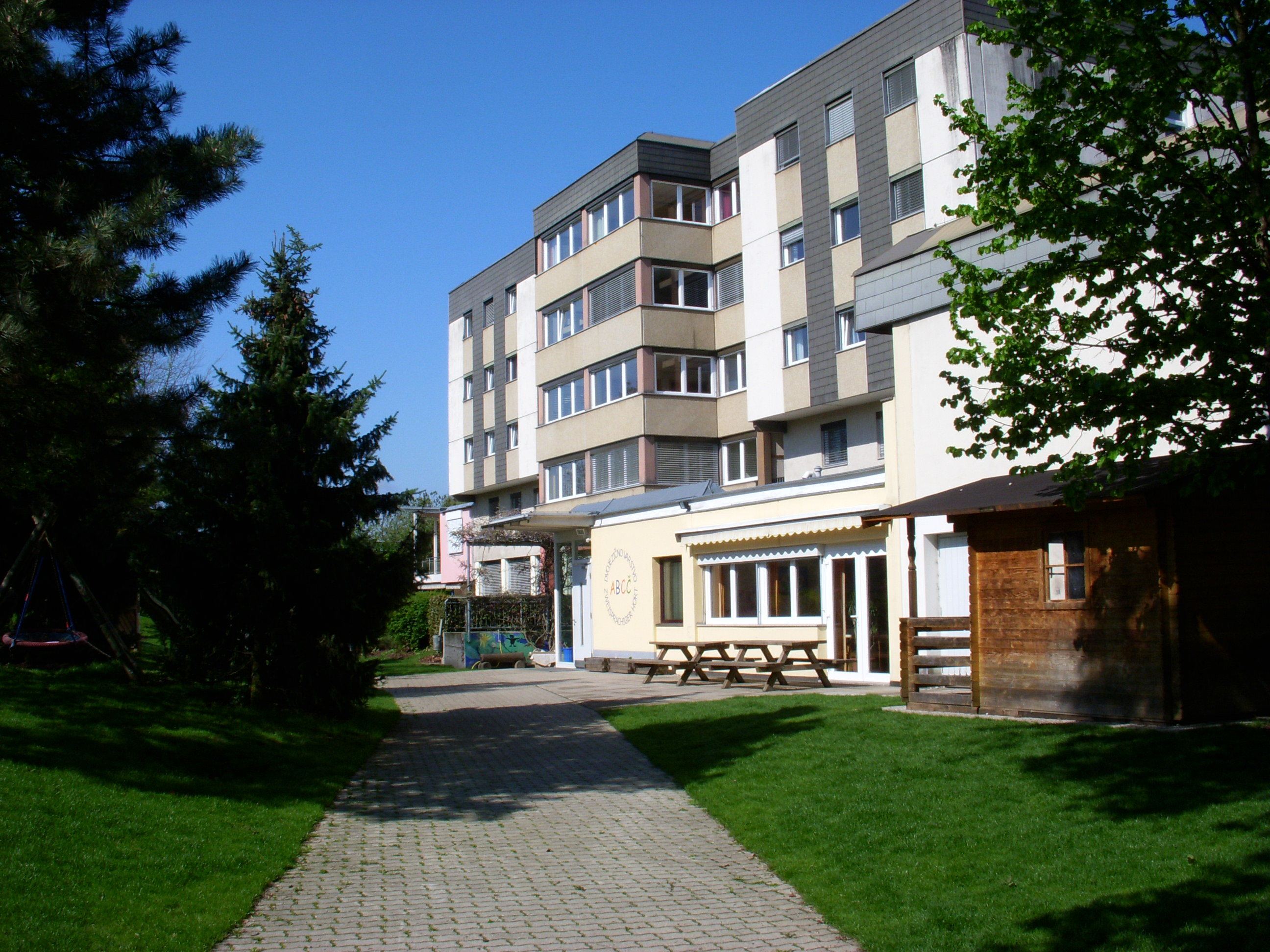
Eines der slowenischen Kulturzentren der Stadt: der Mladinski dom

Klagenfurt besitzt bisher keine eigene Stadtbibliothek. Jedoch befinden sich in Klagenfurt eine Reihe von größeren öffentlichen Bibliotheken, und zwar die Universitätsbibliothek Klagenfurt, die Kärntner Landesbibliothek, die im Landesmuseum Kärnten angesiedelt ist, die Bibliothek der Arbeiterkammer Kärnten, die Diözesanbibliothek Klagenfurt sowie die Bibliothek des Bibliotheks- und Lesevereins im Stadtteil Viktring.
Außerdem ist eine slowenische Depositarbibliothek Slovenska Studijska Knjiznica (slowenische Studienbibliothek) beim Mladinski dom (slowenisches Studentenheim) im Stadtteil Sankt Peter in der Mikschallee in Klagenfurt ansässig.

#### Institutionen der slowenischsprachigen Volksgruppe in Klagenfurt
Außerdem gilt Klagenfurt als politisches und kulturelles Zentrum der Kärntner Slowenen. Daher befinden sich in Klagenfurt einer Reihe von Bildungseinrichtungen, die unter anderem aufgrund der in Österreich verfassungsmäßig eingeräumten Rechte dieser anerkannten Volksgruppe in Kärnten eingerichtet wurden. Sie dienen zunehmend als interkulturelle Begegnungsstätten für alle Bürger, die im Bundesland Kärnten leben.
In diesem Kontext zu erwähnen sind vor allem das Bundesgymnasiums und Bundesrealgymnasium für Slowenen (Zvezna gimnazija in Zvezna realna gimnazija za Slovence), die zweisprachige Bundeshandelsakademie, die öffentliche zweisprachige Volksschule 24 (Javna dvojezična ljudska šola 24) im Stadtteil St. Peter sowie zwei private Kindergärten, und zwar der private Kindergarten Naš otrok, der sich im Gebäudekomplex des Hermagoras Vereins im Stadtzentrum Klagenfurts befindet, und der im Jahr 1984 gegründete Kindergarten Sonce im Stadtteil St. Peter (dort im Rahmen des Mladinski dom). Außerdem befindet sich in der Klagenfurter Mikschallee die slowenische Musikschule Kärnten (Glasbena šola na Koroškem).

### Wissenschaft und Forschung
Die wesentlichsten Forschungseinrichtungen Klagenfurts befinden sich hauptsächlich auf einem gemeinsamen Areal, das sich aus dem Universitätscampus der Alpen-Adria-Universität Klagenfurt und dem unmittelbar benachbarten Lakeside Science & Technology Park zusammensetzt. Der Lakeside Park beherbergt unter anderem die Lakeside Labs, ein Robotik-Forschungsinstitut des Joanneum Research, die Fraunhofer Austria Research GmbH sowie diverse industrielle Forschungs- und Entwicklungseinrichtungen.

### Messen
Klagenfurt ist auch Veranstaltungsort zahlreicher regelmäßig stattfindender Messen. So finden in Klagenfurt jährlich 13 Fach- und Publikumsmessen statt wie z. B. die „Internationale Holzmesse“, die „GAST“, die „Agrarmesse“, die „Weidwerk & Fischweid“, die „Freizeit“, die „Herbstmesse“ sowie die „Familienmesse“ mit der „Gesund leben“.

### Krankenanstalten
- Klinikum Klagenfurt, Feschnigstraße 11
- Allgemeines öffentliches Krankenhaus der Elisabethinen, Völkermarkter Straße 15–19
- Unfallkrankenhaus Klagenfurt, Waidmannsdorfer Straße 35
- Privatklinik Maria Hilf Klagenfurt, Radetzkystraße 35
- Reha-Klinik für Seelische Gesundheit und Prävention, Grete-Bittner-Straße 40

### Altenwohn- und Pflegeheime
Die Stadt Klagenfurt betreibt für Senioren die Seniorenheime am Hülgerthpark. Außerdem betreiben die Caritas, die Diakonie und andere private Organisationen Alten- und Pflegehäuser in Klagenfurt.

### Verkehr

#### Straßenverkehr

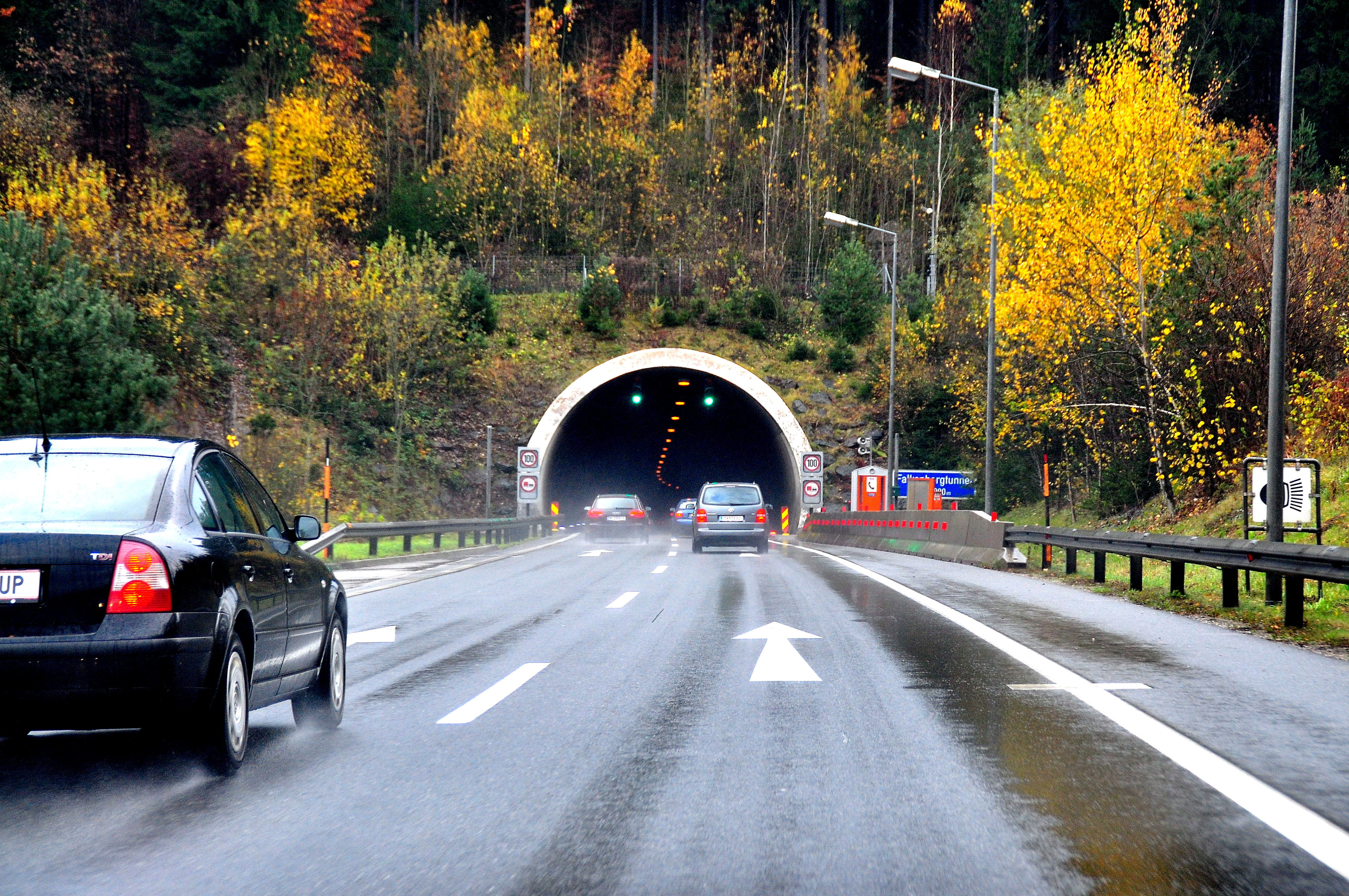
A 2-Nordumfahrung vor dem Falkenbergtunnel

An Klagenfurt vorbei führt die Süd Autobahn A 2, die besonders als Verbindung Richtung Wien und Villach von großer Bedeutung für die Stadt ist. Ein Großteil der Autobahn nahe Klagenfurt wurde als Tunnel ausgeführt, gebaut wurde sie in den 1990er-Jahren. Zuvor gab es um Klagenfurt herum und Richtung Wien bis Völkermarkt keine Autobahn, sondern nur die durch die Innenstadt führenden Bundesstraßen, über die der komplette Fernverkehr lief. Ins südlich angrenzende Slowenien kommt man entweder direkt über den Loiblpass oder durch den mautpflichtigen Karawankentunnel mit Umweg über Villach.

#### Öffentlicher Nahverkehr
Der öffentliche Nahverkehr im Stadtgebiet wird heute nur mit Linienbussen der Klagenfurter Stadtwerke durchgeführt. Ab dem Jahr 1891 hatte Klagenfurt auch ein Straßenbahnnetz mit Linien zum Bahnhof, nach Annabichl, zum Kreuzbergl und zum Strandbad am Wörthersee; die letzte Straßenbahnlinie wurde im Jahr 1963 stillgelegt. Von August 1944 bis April 1963 fuhren auch Oberleitungsbusse („Obus“) nach St. Peter, zum Kreuzbergl und von der Straßenbahnhaltestelle „See“ nach Krumpendorf.

#### Eisenbahn

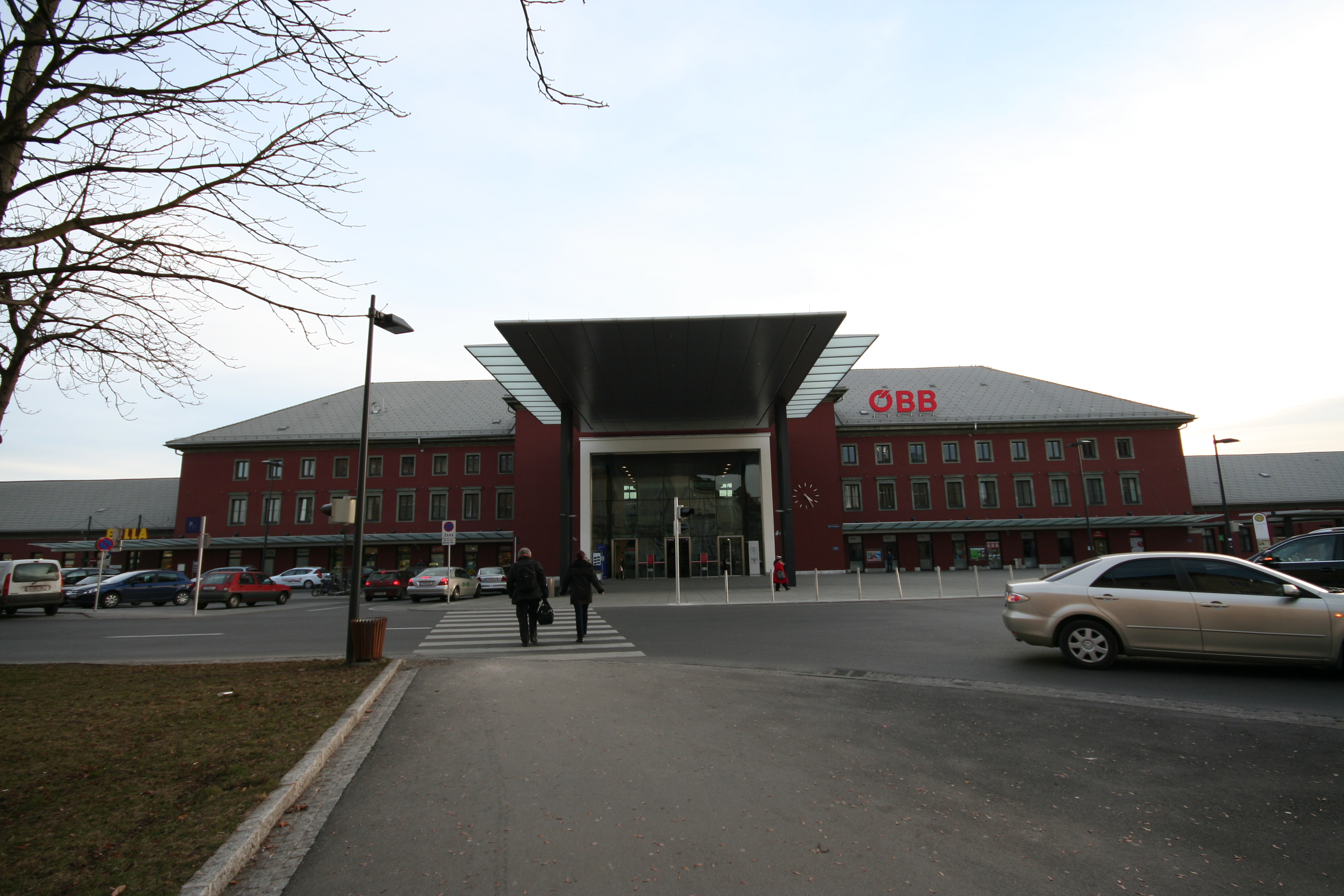
Klagenfurter Hauptbahnhof nach dem Umbau

Die Bedeutung Klagenfurts als Eisenbahnknoten im Süden Österreichs bleibt hinter der Villachs zurück. Klagenfurt liegt an der wichtigen Strecke Wien–Villach. Weitere Strecken gehen im Süden nach Rosenbach (Rosentalbahn), im Osten ins Lavanttal (via Jauntalbahn und Lavanttalbahn) sowie nach Maribor via Bleiburg auf der Drautalbahn.
Die Koralmbahn soll nach Fertigstellung Klagenfurt an Graz und weiter an Wien anbinden. Die Arbeiten an dieser Hochleistungsbahnverbindung sind derzeit im Gange.
Im Stadtgebiet gibt es folgende Bahnhöfe und Haltestellen, die in das Netz der S-Bahn Kärnten eingebunden sind:
- Klagenfurt Hauptbahnhof
- Klagenfurt Annabichl
- Klagenfurt Ostbahnhof
- Klagenfurt Ebenthal
- Klagenfurt Lend
- Klagenfurt West
- Klagenfurt Süd

#### Fernbusse
Es werden mehrere Fernbuslinien, die von Klagenfurt ihren Anfang nehmen, angeboten, um andere Großstädte damit erreichen zu können. Die meisten Fernbusse, vielfach als sogenannte Stockbusse mit WC und WLAN-Anschluss ausgestattet, fahren, und zwar meistens mehrmals täglich, vom Hauptbahnhof Klagenfurt ab. Die ÖBB bieten zum Beispiel den Intercitybus nach Graz (Fahrtzeit etwa zwei Stunden, mit einer Anschlussmöglichkeit nach Venedig) an.

#### Flughafen

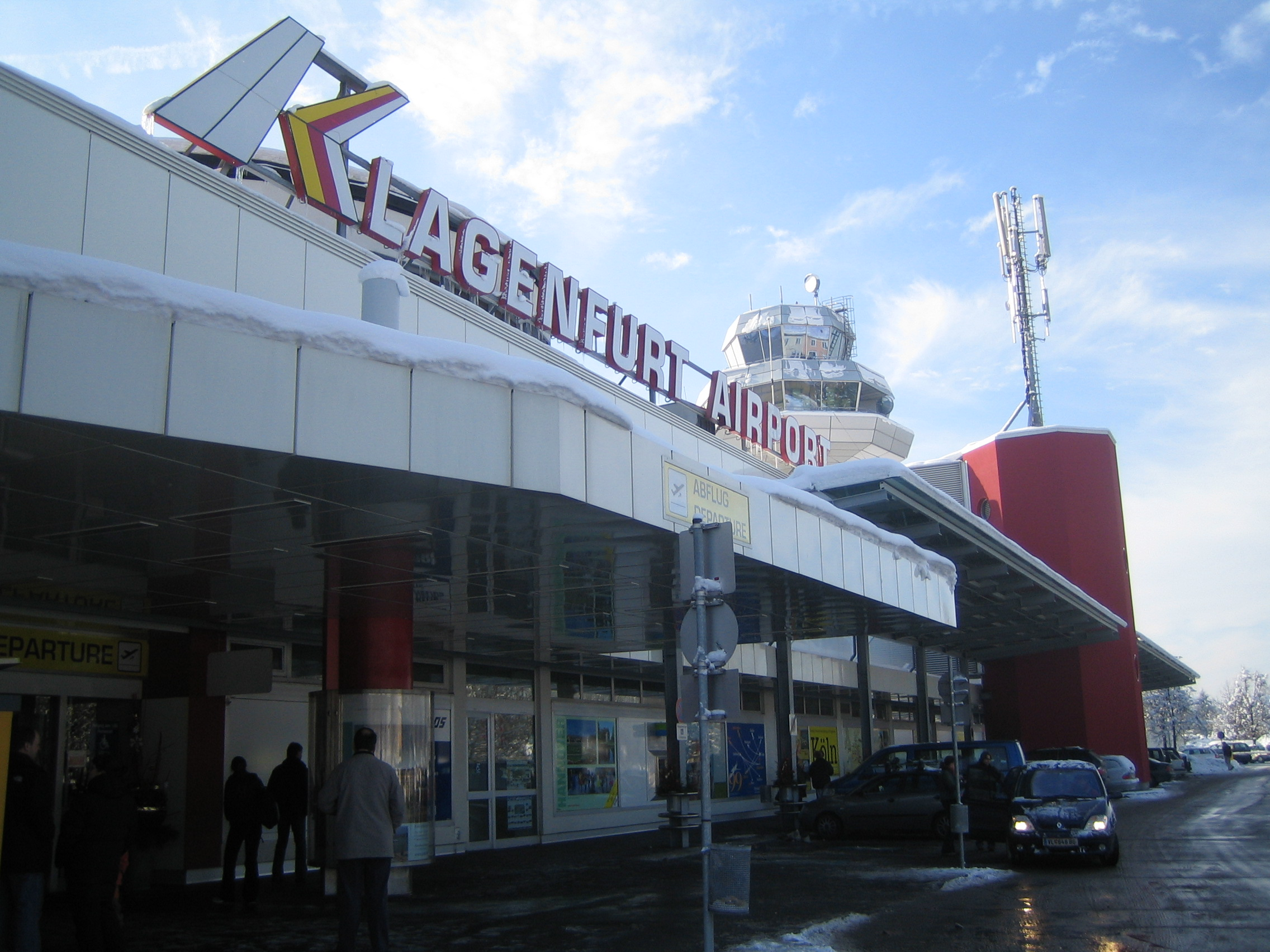
Abflug Terminal 1

Der Flughafen Klagenfurt wurde im Jahr 1925 anstelle eines bereits im Jahr 1914 gebauten Militärflugplatzes eröffnet und bediente seinerzeit die erste Flugverbindung Österreichs (Klagenfurt–Wien–Klagenfurt). Heute ist er mit rund 217.000 Passagieren (Stand: 2017) der kleinste unter den sechs Verkehrsflughäfen in Österreich. Zurzeit werden hauptsächlich Destinationen in Österreich und Deutschland angeflogen sowie einige Städte in Europa.

#### Umweltranking
Die folgende Grafik zeigt einen Vergleich zwischen Klagenfurt und den anderen Landeshauptstädten Österreichs in sieben Kategorien, die zum Schutz der Umwelt als relevant angesehen werden können. Dieser Vergleich wurde im Jahr 2020 durch die Umweltorganisation Greenpeace durchgeführt.
Die sieben Kategorien sind:
- Verkehrsmittelwahl: Anzahl der Wege im Personenverkehr, die umweltfreundlich zu Fuß, per Rad oder mit öffentlichem Verkehr zurückgelegt werden.
- Luftqualität: Belastung mit Stickstoffdioxid und Feinstaub.
- Radverkehr: Länge des Radnetzes, Anzahl der Citybike-Stationen, Anzahl der Verkehrsunfälle.
- Öffentlicher Verkehr: Preis, zeitliche und räumliche Abdeckung.
- Parkraum: Preis für das Parken, Anteil der Kurzparkzonen.
- Fußgänger: Flächen der Fußgängerzonen und der verkehrsberuhigten Zonen, Anzahl der Verkehrsunfälle.
- Auto-Alternativen: Anzahl Elektro-Autos, Anzahl der Elektro-Ladestationen, Anzahl der Car-Sharing-Autos.
- Durchschnitt: Summe der sieben Einzelwertungen geteilt durch sieben.[87]

Anmerkung: Je mehr Punkte eine Stadt erreicht, desto besser schneidet sie im Vergleich ab.

### Ver- und Entsorgung
Durch die Stadtwerke Klagenfurt wurde ein Biomassekraftwerk zur Versorgung der Stadt mit Fernwärme errichtet. Das bisherige Fernheizwerk (betrieben mit Kohle oder Öl) wurde auf den Betrieb mit Gas umgestellt und soll in Zukunft nur mehr zur sogenannten Spitzenlastabdeckung dienen.

### Sportstätten und Sportveranstaltungen
In Klagenfurt gibt es Reihe von Möglichkeiten, verschiedensten sportlichen Aktivitäten nachzugehen. Derzeit gibt es in der Stadt mehr als 300 aktive Sportvereine (Stand 2014).
Außerdem zeichnet sich die Stadt durch ein breites Angebot von Sportstätten aus. Zudem ist Klagenfurt auch regelmäßig Austragungsort verschiedener Sportveranstaltungen, davon auch einiger mit internationaler Bedeutung:

#### Triathlon
Der Ironman Austria ist mit bis zu 3000 Teilnehmern einer der größten Triathlons (nach der Challenge Roth und dem Hamburg Triathlon) in Europa. Der Halbmarathon Kärnten läuft findet seit dem Jahr 2002 jährlich im August statt.

#### Beachvolleyball
Bei Weltmeisterschafts- und Major-Series-Turnieren der Beachvolleyball FIVB World Tour in Klagenfurt traten innerhalb von 20 Jahren bis zum Jahr 2016 regelmäßig die besten Beachvolleyballer der Welt im Strandbad Klagenfurt gegeneinander an.

#### Fußball

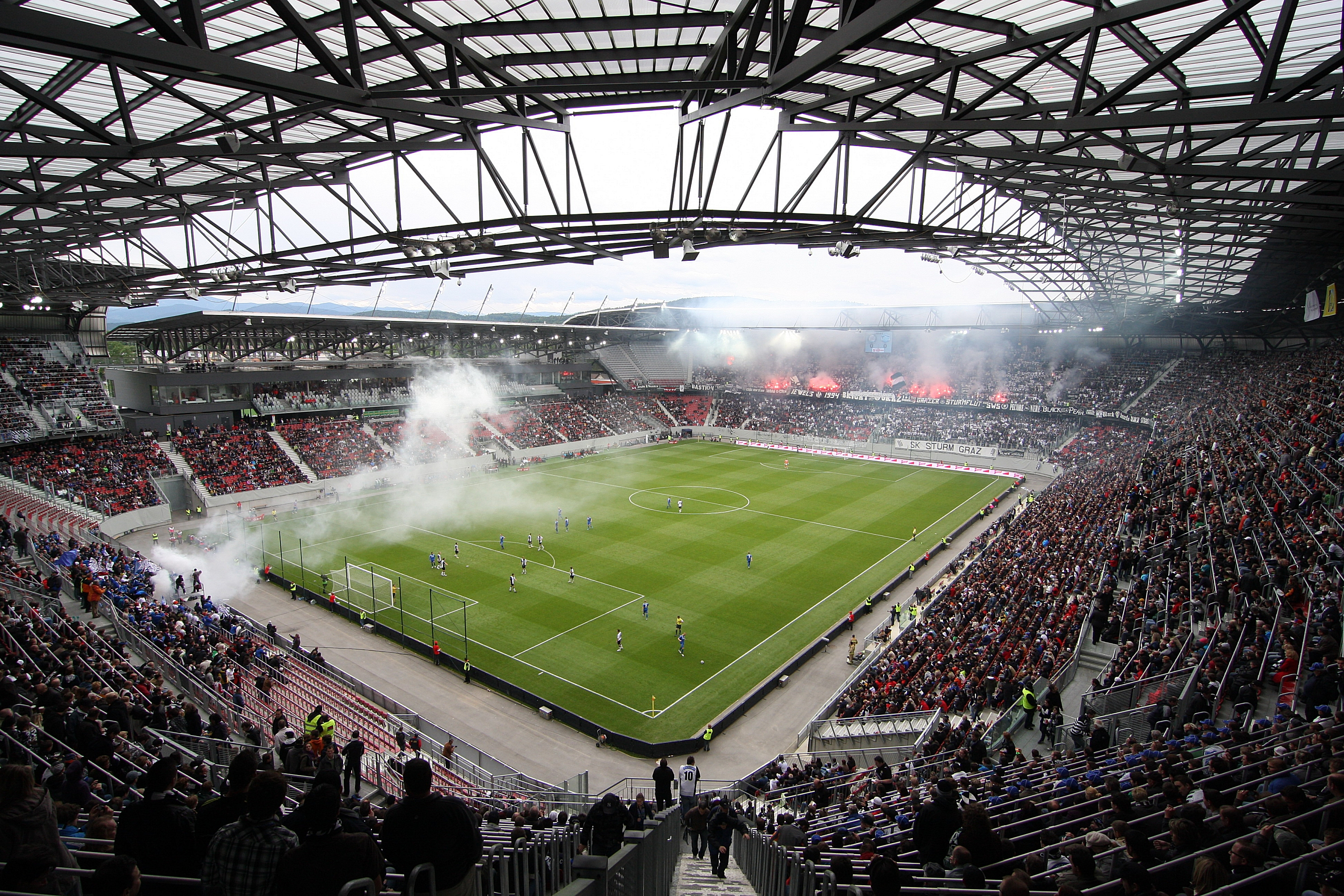
Das Wörtherseestadion im Süden der Stadt wurde anlässlich der EM 2008 neu errichtet.

Die Stadt Klagenfurt wird seit der Saison 2021/22 durch den SK Austria Klagenfurt in der höchsten Spielklasse vertreten. Die Austria ist im Wörthersee Stadion beheimatet, das durch den Neubau für die Fußball-Europameisterschaft 2008 seine heutige Form annahm und Austragungsort für drei Vorrundenspiele war. Bereits seit 1960 befand sich am gleichen Standort im Klagenfurter Stadtteil Waidmannsdorf das alte Wörthersee Stadion, welches jedoch als Fußball- und Leichtathletikstadion konzipiert war.
Bis zur Winterpause der Saison 2005/06 war dort auch der ÖFB-Cup-Sieger des Jahres 2001, FC Kärnten (ehem. SK Austria Klagenfurt), vertreten. Ab dem Frühjahr 2006 musste der FCK aufgrund der Baumaßnahmen in Waidmannsdorf auf die ASK-Sportanlage Fischl übersiedeln. Wegen anhaltender finanzieller Probleme stellte der Verein im Jahr 2009 den Spielbetrieb ein. In der Landesliga Kärnten spielt derzeit der im Jahr 1970 als studentischer Fußballklub des BRG für Slowenen gegründete SAK Klagenfurt („Slovenski atletski klub“).
Weitere Fußballvereine aus Klagenfurt:
- Klagenfurter AC
- ASK Klagenfurt
- Annabichler SV
- SV Donau Klagenfurt – St. Ruprecht[91]
- HSV Klagenfurt[92]
- ASKÖ Wölfnitz[93]
- SV Viktoria Viktring[94]

#### Eishockey
Klagenfurt hat auch eine sehr erfolgreiche Eishockeymannschaft, und zwar den 32-fachen österreichischen Meister im Eishockey und damit derzeitigen Rekordhalter in Österreich, den EC KAC, der seine Heimspiele im Eissportzentrum der Stadt austrägt.

#### Billard
In Klagenfurt sind auch mehrere erfolgreiche Billardvereine beheimatet.
Der Verein PBC Eintracht Klagenfurt hält mit fünf gewonnenen Titeln derzeit den Rekord in Österreich und brachte mit der Weltmeisterin im Billardspielen Jasmin Ouschan und dem Weltmeister im Billardspielen Albin Ouschan Junior zwei internationale Topspieler hervor. Der Verein 1. PBC Meran Klagenfurt wurde dreimal österreichischer Meister, der Verein BC Standard Klagenfurt einmal. Diese beiden Vereine spielen derzeit in der Regionalliga.

#### Sonstiges
- Jedes Jahr im Mai finden in Klagenfurt die United World Games (UWG) statt, bei denen sich über 10.000 junge Sportler in verschiedenen Disziplinen miteinander messen können.[96]
- Der KAC Floorball ist ein Verein aus Klagenfurt, der derzeit in der 1. österreichischen Floorball-Bundesliga spielt.
- Die zwei traditionsreichen Kärntner Rudersportvereine „Albatros“ und „Nautilus“ haben ihre jeweiligen Vereinshäuser am Nordostufer des Wörthersees, das im Stadtgebiet Klagenfurts liegt.
- In Klagenfurt sind der American-Football-Verein Carinthian Black Lions und der Basketballverein Kelag Wörthersee Piraten beheimatet. Beide spielen derzeit in der jeweils höchsten österreichischen Liga.
- Der Eislaufverein Wörthersee widmet sich den Sportarten Eiskunstlauf, Eisschnelllauf und Rollkunstlauf. Jedoch ist er vor allem durch die Pflege von Natureisflächen von zahlreichen Gewässern in Kärnten bekannt.

- Als sogenannte Alpine Vereine sind neben dem Slovensko Planinsko Društvo auch eine Gruppe der Naturfreunde und der Österreichische Alpenverein mit einer Sektion in Klagenfurt mit etwas mehr als 15.700 Mitgliedern (Stand: 31. Dezember 2022)[97] vertreten.
- Der HC Kärnten ist ein Handballverein aus Klagenfurt, der derzeit in der Handball Bundesliga Austria spielt.
- Bereits seit Jahrzehnten trägt die Stadt Klagenfurt der Förderung des sogenannten Breitensports mit der regelmäßigen Veranstaltung der Klagenfurter-Sporttagen Rechnung.[98]
- Außerdem sind in Klagenfurt diverse Schachvereine beheimatet, darunter der SC Die Klagenfurter (hervorgegangen aus dem einstigen Klagenfurter Schachverein (KSV) bzw. der Spielgemeinschaft zwischen dem KSV und dem ASK Klagenfurt), Zugzwang Klagenfurt, der SK Woelfnitz, der SG Magistrat, der Post SV Kärnten und der BSG Raiffeisen Klagenfurt.

### Sicherheit und Rettungsdienste

#### Ordnungsamt
Das Ordnungsamt in Klagenfurt überwacht den sogenannten ruhenden Verkehr und wird bei der Begehung von Verwaltungsübertretungen aktiv, dabei dürfen die Mitarbeiter die Identität von Personen feststellen und auch Strafverfügungen ausstellen.

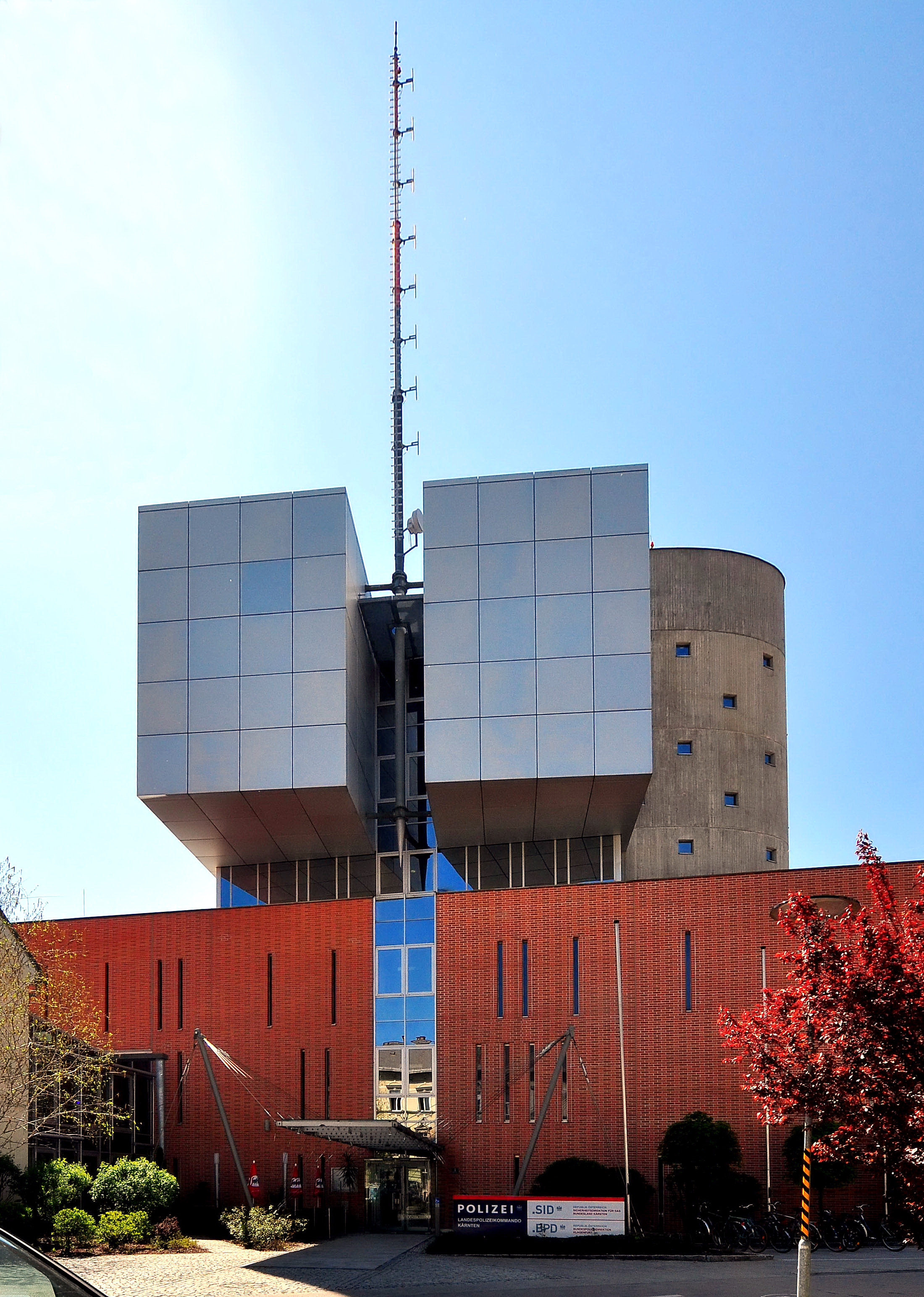
Landespolizeidirektion Kärnten

Polizei
- Am Anfang der St. Ruprechter Straße befinden sich die Landespolizeidirektion (LPD) Kärnten sowie das Stadtpolizeikommando (SPK) Klagenfurt. In der Landespolizeidirektion befinden sich u. a. die Landesleitzentrale (LLZ), das Landeskriminalamt (LKA) sowie das Landesamt für Verfassungsschutz und Terrorismusbekämpfung (LVT).
- Das Stadtpolizeikommando besteht aus der Stadtleitstelle (SLS), der Verkehrsinspektion, dem sogenannten Polizeianhaltezentrum, dem operativen Kriminaldienst und einer Polizeiinspektion.
- Es gibt in Klagenfurt fünf weitere Polizeiinspektionen, und zwar am Landhaushof, in der Villacher Straße und in den Klagenfurter Stadtteilen Viktring, Sankt Peter und Annabichl (Flughafen Klagenfurt). Dort befindet sich auch die Autobahnpolizeiinspektion Klagenfurt am Wörthersee. Die Verkehrsinspektion Klagenfurt hat ihren Sitz in der Morogasse.
- Seit dem Jahr 2003 befindet sich in Klagenfurt auch eine Außenstelle des Einsatzkommandos Cobra.

Justiz
- Ein großer Gebäudekomplex zwischen Stadttheater und Heuplatz beherbergt derzeit das Landesgericht Klagenfurt.
- Das Bezirksgericht Klagenfurt befindet sich seit seiner Verlegung in ein neues Gebäude in der Feldkirchner Straße.
- In der Purtscherstraße befindet sich die Justizanstalt Klagenfurt mit einer Kapazität von bis zu 340 Insassen. Die Anstalt dient vor allem dem Vollzug der Untersuchungshaft, von Haftstrafen und von Finanz- und Verwaltungsstrafen. Die JA Klagenfurt verfügt außerdem über ein sogenanntes Freigängerhaus für den gelockerten Strafvollzug. Außerdem befindet sich in Sankt Georgen am Längsee eine Außenstelle des Gefängnisses. Es ist ein Neubau der JA Klagenfurt in der Nähe des Flughafens im Stadtteil Annabichl geplant. Das Gebäude der derzeitigen JA Klagenfurt soll dann für das Landesgericht Klagenfurt zur Verfügung stehen.

#### Bundesheer
In der Mießtaler Straße befindet sich im Kommandogebäude FM Hülgerth das Militärkommando Kärnten. Außerdem gibt es in Klagenfurt weitere drei Kasernen. Erstens die Khevenhüllerkaserne im Ortsteil Lendorf; in der ehemaligen SS-Junkerschule befindet sich heute das Jägerbataillon 25 des österreichischen Bundesheeres und damit der einzige Luftlandeverband Österreichs.
In dieser Kaserne befindet sich zweitens das Kommando der 3. Betriebsversorgungsstelle sowie die Werkstattkompanie des Stabsbataillons 7. In der Goëss-Kaserne (bis 2023 Windischkaserne) in der Rosenbergstraße, die auch als sogenannte „Jägerkaserne“ bekannt ist, befindet sich die Ergänzungsabteilung für Kärnten, die Stabskompanie, die Nachschub- und Transportkompanie (momentane KIOP-Kräfte) und die Führungsunterstützungskompanie des Stabsbataillons 7. Drittens schließlich die Laudonkaserne im Ortsteil Tessendorf beheimatet die Heereszeuganstalt. Die älteste Kaserne Österreichs, die heute mittlerweile unter Denkmalschutz stehende Waisenhauskaserne in der Deutenhoferstraße, wurde im Jahr 2009 aufgelassen.
Außerdem befindet sich am Flughafen Klagenfurt der Stützpunkt eines Hubschraubergeschwaders. Dessen Helikopter vom Typ Alouette III übernehmen Verbindungs-, Aufklärungs- und Transportflüge. Zu den zivilen Aufgabenbereichen des Geschwaders gehören Einsätze im Bereich der Bergrettung und der Katastrophenhilfe, da diese Maschinen ein fester Bestandteil des österreichischen Notarzthubschraubersystems sind.

#### Feuerwehr und Rettungsdienste
Klagenfurt ist Sitz des Bezirksfeuerwehrkommandos der politischen Bezirke Klagenfurt-Stadt und Klagenfurt-Land. Außerdem sind in Klagenfurt eine Berufsfeuerwehr, zehn Freiwillige Feuerwehren sowie vier Betriebsfeuerwehren, und zwar für den Flughafen Klagenfurt, für das Stadttheater Klagenfurt, für die Justizanstalt Klagenfurt und für das Klinikum Klagenfurt stationiert. In der Rosenegger Straße befindet sich das Landesfeuerwehrkommando Kärnten mit einer Landesfeuerwehrschule sowie die Bundesleitung der Kärntner Bergrettung mit einer Ortsstelle. Das Österreichische Rote Kreuz ist mit dem Landesverband sowie einer Bezirksstelle, ein Blutspendezentrum und dem Jugendrotkreuz in Klagenfurt ansässig.

### Letzte Ruhestätten
Friedhöfe
Die beiden ersten Friedhöfe der Stadt befanden sich rund um die Stadtpfarrkirche und in der Nähe der Heiligengeistkirche, da auf dem Gebiet des Hl.-Geist-Platzes auch zahlreiche Pestopfer bestattet wurden. Beide Friedhöfe fielen im Laufe der Zeit städtebaulichen Maßnahmen zum Opfer. Auch hinter der Bürgerspitalskirche lag ein Friedhof. Auf diesem Gelände befand sich nach dessen Auflassung zunächst der Botanische Garten Klagenfurts, später das Lapidarium des Landesmuseums von Kärnten. Seit dem Jahr 2007 steht dort ein Verwaltungsgebäude der Kärntner Landesregierung. Ein weiterer ehemaliger Friedhof der Stadt, von dem man heute nichts mehr bemerkt, war östlich des Klagenfurter Domes angelegt.

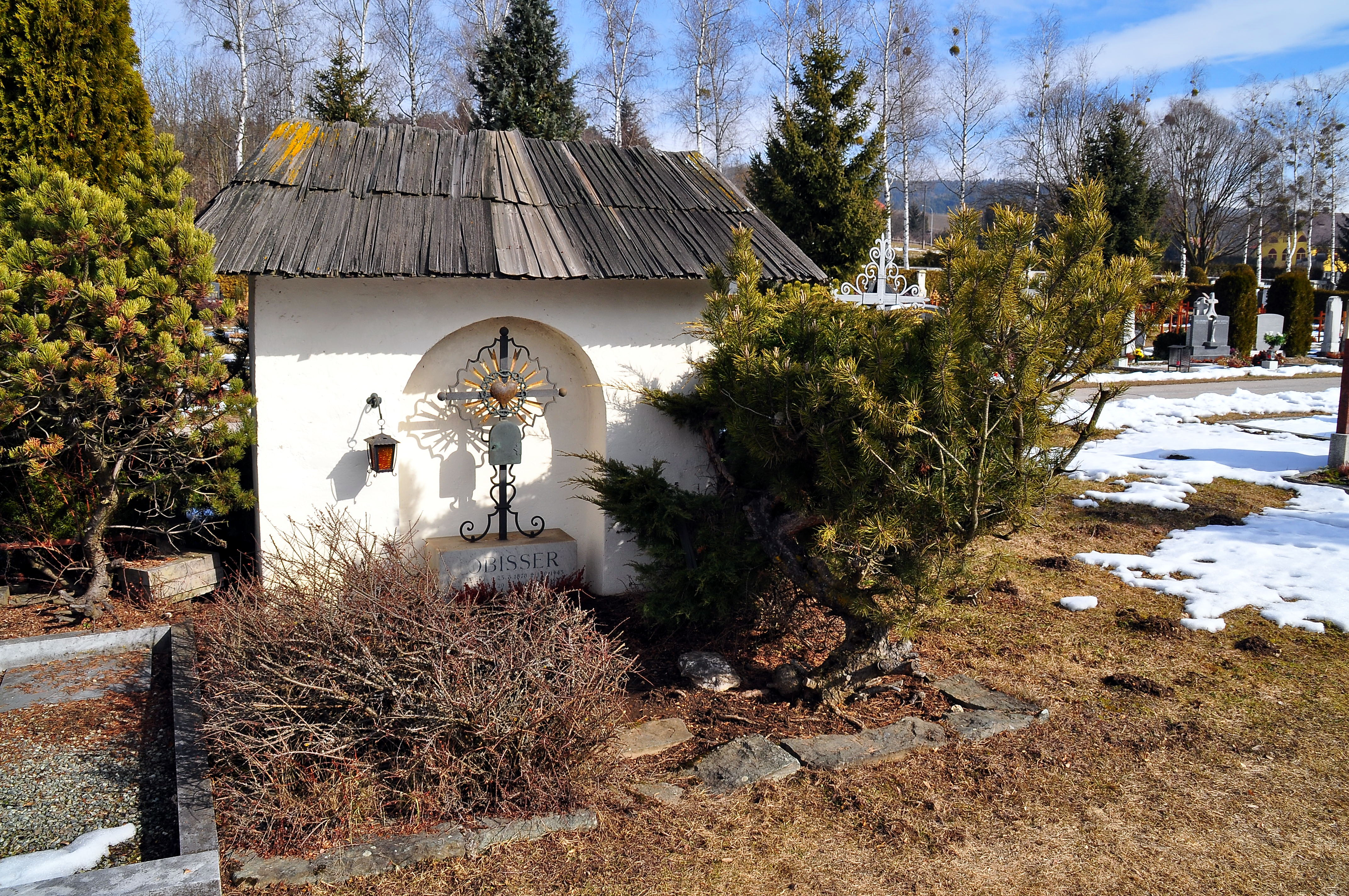
Zentralfriedhof Annabichl mit dem Grab des Künstlers Switbert Lobisser

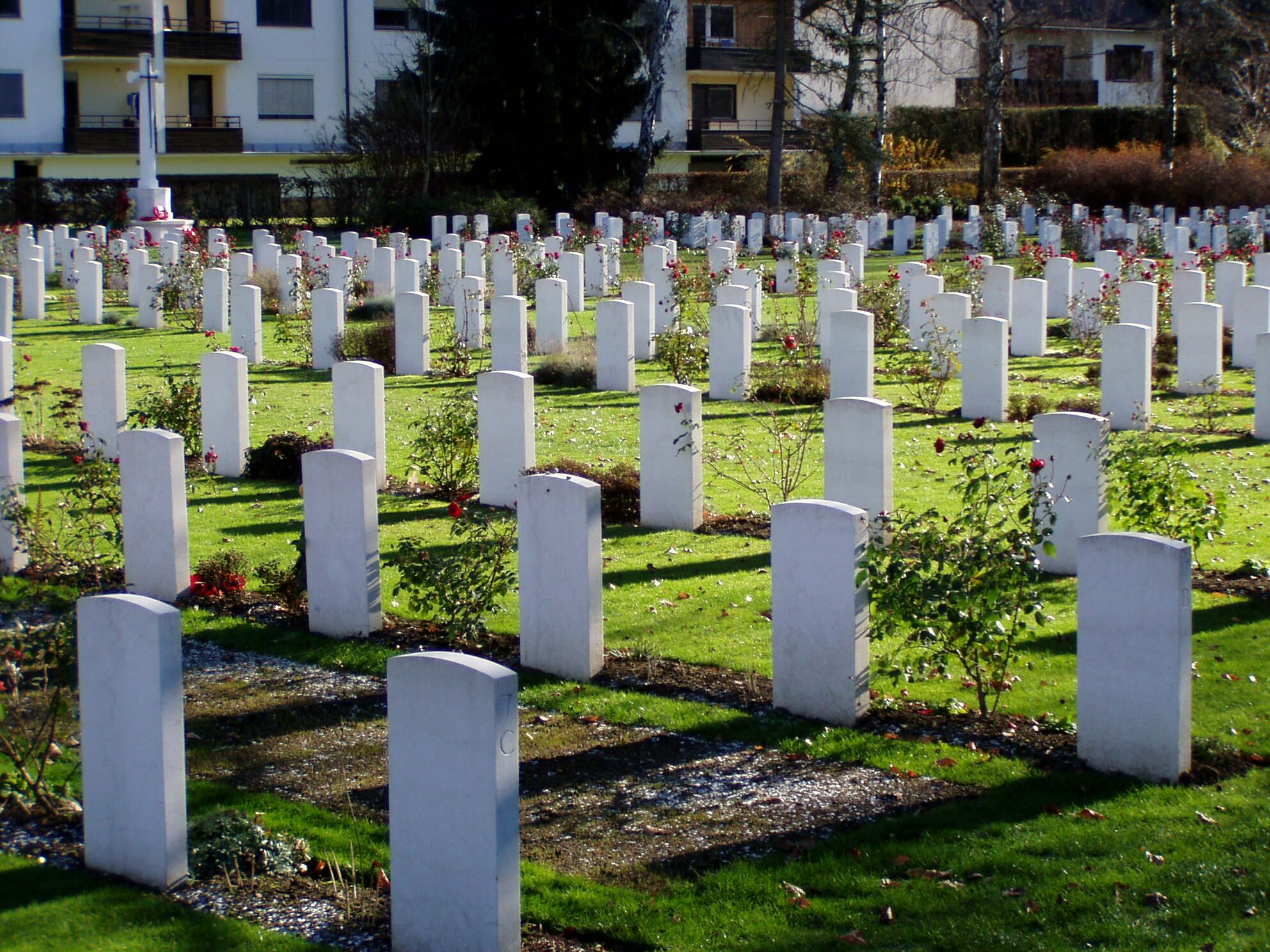
Gräber auf dem Commonwealth Kriegsfriedhof

Der älteste heute noch bestehende Friedhof Klagenfurts ist jener in St. Ruprecht. An diesen ist unmittelbar der jüdische Friedhof der Stadt angeschlossen. Der größte Friedhof unter den heutigen 15 Friedhöfen der Stadt ist der Zentralfriedhof Annabichl. Es gibt in Klagenfurt neben den sieben von der Stadt verwalteten Friedhöfen katholische Pfarrfriedhöfe sowie einen sogenannten Kriegsfriedhof aus der britischen Besatzungszeit:
- Zentralfriedhof Annabichl (Magistrat)
- Friedhof Emmersdorf (Pfarre Karnburg)
- Friedhof Großbuch (Pfarre Tigring)
- Friedhof Hörtendorf (Magistrat)
- Friedhof Lendorf (Pfarre Lendorf)
- Friedhof St. Andrä (Magistrat)
- Friedhof St. Georgen am Sandhof (Magistrat)
- Friedhof St. Jakob an der Straße (Magistrat)
- Friedhof St. Martin (Pfarre St. Martin)
- Friedhof St. Martin am Ponfeld (Pfarre Tigring)
- Friedhof St. Peter (Magistrat)
- Friedhof St. Peter am Bichl (Pfarre Zweikirchen)
- Friedhof St. Ruprecht (Magistrat)
- Friedhof Stein-Viktring (Magistrat)
- Commonwealth Kriegsfriedhof (English War Cemetery)
- Israelitischer Friedhof in St. Ruprecht (Magistrat, Israelitische Kultusgemeinde Graz)

Ehemalige Friedhöfe
- Pfarrplatz
- Heiligengeistplatz
- Östlich der Domkirche
- Südlich der Bürgerspitalkirche
- Bei der Schutzengelkirche (nördlich vom St. Veiter Ring)
- Beim Kloster Harbach

Grüfte (sofern nicht auf Friedhöfen)
- Dom (Bischofsgruft, Domherrengruft)
- Elisabethinenkirchen
- Heiligengeistkirche
- Krastowitz / Kirche St. Ulrich / Gruft der Kaiserstein
- Seltenheim / Gruft der Windischgrätz
- Stadtpfarrkirche St. Egid / Julian Green

Friedensforst
- Kreuzung Sattnitzbauerstraße / Quellenstraße (Urnenbeisetzung unter Bäumen)

## Politik
- SPÖ: 15
- GRÜNE: 4
- NEOS: 3
- TK: 11
- ÖVP: 7
- FPÖ: 5

| Zusammensetzung des Gemeinderats 1946–2021 (Sitze) | Zusammensetzung des Gemeinderats 1946–2021 (Sitze) | Zusammensetzung des Gemeinderats 1946–2021 (Sitze) | Zusammensetzung des Gemeinderats 1946–2021 (Sitze) | Zusammensetzung des Gemeinderats 1946–2021 (Sitze) | Zusammensetzung des Gemeinderats 1946–2021 (Sitze) | Zusammensetzung des Gemeinderats 1946–2021 (Sitze) | Zusammensetzung des Gemeinderats 1946–2021 (Sitze) | Zusammensetzung des Gemeinderats 1946–2021 (Sitze) | Zusammensetzung des Gemeinderats 1946–2021 (Sitze) | Zusammensetzung des Gemeinderats 1946–2021 (Sitze) | Zusammensetzung des Gemeinderats 1946–2021 (Sitze) | Zusammensetzung des Gemeinderats 1946–2021 (Sitze) | Zusammensetzung des Gemeinderats 1946–2021 (Sitze) |
| Jahr                                               | Gesamt                                             | SPÖ                                                | ÖVP                                                | FPÖ                                                | BZÖ                                                | KPÖ                                                | VGÖ                                                | GRÜ                                                | TK                                                 | NEO                                                | EW’09                                              | BA                                                 |                                                    |
| -------------------------------------------------- | -------------------------------------------------- | -------------------------------------------------- | -------------------------------------------------- | -------------------------------------------------- | -------------------------------------------------- | -------------------------------------------------- | -------------------------------------------------- | -------------------------------------------------- | -------------------------------------------------- | -------------------------------------------------- | -------------------------------------------------- | -------------------------------------------------- | -------------------------------------------------- |
| 1946                                               | 24                                                 | 14                                                 | 08                                                 | –                                                  | –                                                  | 2                                                  | –                                                  | –                                                  | –                                                  | –                                                  | –                                                  | –                                                  |                                                    |
| 1948                                               | 36                                                 | 21                                                 | 12                                                 | –                                                  | –                                                  | 3                                                  | –                                                  | –                                                  | –                                                  | –                                                  | –                                                  | –                                                  |                                                    |
| 1949                                               | 36                                                 | 16                                                 | 11                                                 | 08                                                 | –                                                  | 1                                                  | –                                                  | –                                                  | –                                                  | –                                                  | –                                                  | –                                                  |                                                    |
| 1953                                               | 36                                                 | 18                                                 | 10                                                 | 07                                                 | –                                                  | 1                                                  | –                                                  | –                                                  | –                                                  | –                                                  | –                                                  | –                                                  |                                                    |
| 1957                                               | 36                                                 | 17                                                 | 13                                                 | 05                                                 | –                                                  | 1                                                  | –                                                  | –                                                  | –                                                  | –                                                  | –                                                  | –                                                  |                                                    |
| 1962                                               | 36                                                 | 17                                                 | 13                                                 | 05                                                 | –                                                  | 1                                                  | –                                                  | –                                                  | –                                                  | –                                                  | –                                                  | –                                                  |                                                    |
| 1967                                               | 36                                                 | 20                                                 | 12                                                 | 04                                                 | –                                                  | –                                                  | –                                                  | –                                                  | –                                                  | –                                                  | –                                                  | –                                                  |                                                    |
| 1973                                               | 45                                                 | 20                                                 | 16                                                 | 08                                                 | –                                                  | 1                                                  | –                                                  | –                                                  | –                                                  | –                                                  | –                                                  | –                                                  |                                                    |
| 1979                                               | 45                                                 | 21                                                 | 21                                                 | 03                                                 | –                                                  | –                                                  | –                                                  | –                                                  | –                                                  | –                                                  | –                                                  | –                                                  |                                                    |
| 1985                                               | 45                                                 | 18                                                 | 22                                                 | 04                                                 | –                                                  | –                                                  | 1                                                  | –                                                  | –                                                  | –                                                  | –                                                  | –                                                  |                                                    |
| 1991                                               | 45                                                 | 19                                                 | 14                                                 | 10                                                 | –                                                  | –                                                  | 2                                                  | –                                                  | –                                                  | –                                                  | –                                                  | –                                                  |                                                    |
| 1997                                               | 45                                                 | 14                                                 | 14                                                 | 14                                                 | –                                                  | –                                                  | 2                                                  | 1                                                  | –                                                  | –                                                  | –                                                  | –                                                  |                                                    |
| 2003                                               | 45                                                 | 17                                                 | 15                                                 | 09                                                 | –                                                  | –                                                  | –                                                  | 4                                                  | –                                                  | –                                                  | –                                                  | –                                                  |                                                    |
| 2009                                               | 45                                                 | 11                                                 | 09                                                 | 01                                                 | 18                                                 | –                                                  | –                                                  | 5                                                  | –                                                  | –                                                  | 1                                                  | –                                                  |                                                    |
| 2015                                               | 45                                                 | 15                                                 | 09                                                 | 12                                                 | –                                                  | –                                                  | –                                                  | 7                                                  | –                                                  | 1                                                  | –                                                  | 1                                                  |                                                    |
| 2021                                               | 45                                                 | 15                                                 | 07                                                 | 5                                                  | –                                                  | –                                                  | –                                                  | 4                                                  | 11                                                 | 3                                                  | –                                                  | –                                                  |                                                    |
| Anmerkungen: 1. 2.                                 |                                                    |                                                    |                                                    |                                                    |                                                    |                                                    |                                                    |                                                    |                                                    |                                                    |                                                    |                                                    |                                                    |

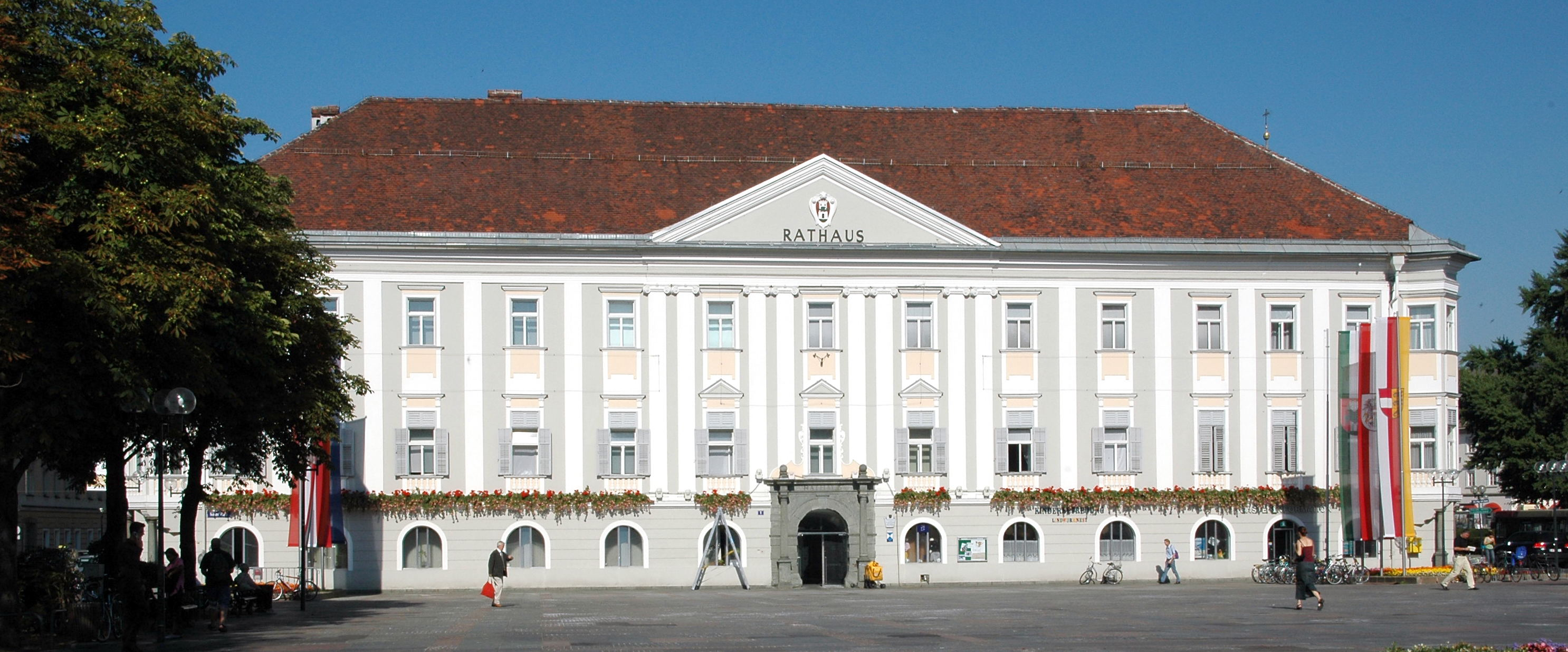
Neues Rathaus

Als Stadtgemeinde und Statutarstadt ist die politische Vertretung von Klagenfurt in einen Gemeinderat (Parlament) und den Stadtsenat (Regierung) unterteilt. Der Gemeinderat wird direkt vom Volk gewählt, die Mitglieder des Stadtsenats werden vom Gemeinderat gewählt, die Anzahl der Sitze ist jedoch durch die durch das Wahlergebnis bestimmten Anteile vorab festgelegt. Der Bürgermeister wird, wie in allen Gemeinden Kärntens, direkt gewählt.

### Gemeinderat
Der Gemeinderat von Klagenfurt besteht aus 45 Mitgliedern und setzt sich seit der letzten Gemeinderatswahl im Jahr 2021 wie folgt zusammen:
- 15 SPÖ
- 11 Team Kärnten
- 07 ÖVP
- 05 FPÖ
- 04 Grüne
- 03 NEOS

### Stadtsenat
Der Klagenfurter Stadtsenat (die Stadtregierung) besteht aus sieben Mitgliedern; derzeit sind dies:
- Bürgermeister Christian Scheider (Team Kärnten)
- 1. Vizebürgermeister Ronald Rabitsch (SPÖ)[113]
- 2. Vizebürgermeister Alexander Kastner (Team Kärnten)[114]
- Stadtrat Franz Petritz (SPÖ)
- Stadträtin Corinna Smrecnik (SPÖ)
- Stadtrat Max Habenicht (ÖVP)
- Stadträtin Sandra Wassermann (FPÖ)

### Bürgermeister
Wie schon zuvor in anderen Städten Kärntens wurde in Klagenfurt im Jahr 1588 das Bürgermeisteramt geschaffen, um den Stadtrichter von seinen Aufgaben zu entlasten.
Erster Bürgermeister der Stadt wurde der Baumeister Christoph Windisch. Bis um die Mitte des 18. Jahrhunderts fanden die Bürgermeisterwahlen jährlich statt. Kaiser Joseph II. hob die städtische Selbstverwaltung auf, das Stadtoberhaupt wurde von nun an auf Lebenszeit ernannt. Ab dem Jahr 1807 gab es einen „geprüften“ Bürgermeister, dessen Posten öffentlich ausgeschrieben wurde. Nach der März-Revolution im Jahr 1848 wurde der Gemeinderat und aus seiner Mitte erstmals im Jahr 1850 der Bürgermeister gewählt.
Seit dem Jahr 1920 fand die Wahl des Gemeinderates und des Stadtoberhauptes nach dem allgemeinen, gleichen und geheimen Wahlrecht statt. In der nationalsozialistischen Zeit wurde der Bürgermeister ernannt. Seit dem Jahr 1945 gibt es die gemeinderechtliche Selbstverwaltung und seit dem März 1991 wird der Bürgermeister von Klagenfurt vom Volk direkt gewählt.

### Liste der Bürgermeister seit 1850
- 1850–1852: Andreas Koller
- 1852–1861: Ferdinand Hauser
- 1861–1865: Gabriel Ritter von Jessernig
- 1865–1870: Leopold Nagel
- 1870–1887: Gabriel Ritter von Jessernig
- 1887–1890: Franz Erwein
- 1890–1892: Franz Glöckner
- 1892–1896: Friedrich Posch
- 1896–1905: Julius Christoph Neuner
- 1905–1906: Johann Franz Suppan
- 1906–1909: Julius Christoph Neuner
- 1909–1915: Gustav Ritter von Metnitz
- 1916–1921: Friedrich von Wetzlar-Plankenstern
- 1921–1926: Friedrich Wolsegger
- 1926–1931: Adolf Heinrich Bercht (großdeutsch)
- 1931–1934: Franz Pichler-Mandorf (SDAP)
- 1934–1938: Adolf Wolf (CS)
- 1938–1945: Friedrich von Franz (NSDAP)
- 1945–1952: Friedrich Schatzmayer (SPÖ)
- 1952–1957: Peter Graf (SPÖ)
- 1957–1973: Hans Ausserwinkler (SPÖ)
- 1973–1997: Leopold Guggenberger (ÖVP)
- 1997–2009: Harald Scheucher (ÖVP)
- 2009–2015: Christian Scheider I (BZÖ/FPÖ/FPK)[116]
- 2015–2021: Maria-Luise Mathiaschitz (SPÖ)[117]
- seit 2021: Christian Scheider II (bis 2024 Team Kärnten,
seit 2024 ohne Partei) [118]

### Wappen
| Klagenfurter Stadtwappen | Blasonierung: „Das Stadtwappen zeigt in Rot über grünem Schildfuß einen dreizinnigen, gequaderten silbernen Stadtturm mit rundbogigem Tor, vor dem in halber Höhe ein grüner Lindwurm querüber nach rechts schwebt.“ |
| Klagenfurter Stadtwappen | Wappenbegründung: Das Wappen der Stadt Klagenfurt zeigt einen schwebenden Drachen (und nicht einen Lindwurm, wie in der offiziellen Blasonierung beschrieben) vor einem Turm. Der Drache steht für die Gründungssage der Stadt, der hohe bezinnte Turm ist ein zeittypisches Symbol für die städtische Selbstverwaltung. Ein Stadtsiegel wurde bereits 1280 erwähnt, das älteste im Original erhaltene Siegel stammt aus dem Jahr 1287. Auf dem Stadtsiegel von 1512 (sicher) sowie dem erneuerten Siegel von 1592 (vermutlich) wird ein zweibeiniger Drache dargestellt, in der Folge wechselt die Darstellung, wie auch bei der Figur auf dem Brunnen, zum vierbeinigen Lindwurm über. Während die Grundmotive und Tinkturen des Wappens immer feststanden, hat man sich erst im 20. Jahrhundert mit dem zweibeinigen Drachen für die Beibehaltung des ältesten Motivs entschieden. |

Die Fahne zeigt die Stadtfarben Rot-Weiß-Grün.

### Städtepartnerschaften
Klagenfurt listet folgende siebzehn Partnerstädte auf (Stand 2022):
| Stadt                | Land                | seit |
| -------------------- | ------------------- | ---- |
| Czernowitz           | Ukraine             | 1992 |
| Dachau               | Deutschland         | 1974 |
| Dessau-Roßlau        | Deutschland         | 1970 |
| Duschanbe            | Tadschikistan       | 1973 |
| Gladsaxe             | Dänemark            | 1969 |
| Gorizia/Görz         | Italien             | 1965 |
| Koper                | Slowenien           | 2022 |
| Laval                | Kanada              | 2005 |
| Lignano Sabbiadoro   | Italien             | 2021 |
| Nanning              | Volksrepublik China | 2001 |
| Nof HaGalil          | Israel              | 1992 |
| Nova Gorica/Neu-Görz | Slowenien           | 1965 |
| Rzeszów              | Polen               | 1975 |
| Sibiu/Hermannstadt   | Rumänien            | 1990 |
| Tarragona            | Spanien             | 1994 |
| Wiesbaden            | Deutschland         | 1930 |
| Zalaegerszeg         | Ungarn              | 1990 |

Die Partnerschaft mit der Stadt Duschanbe ist vorrangig gekennzeichnet durch die Hilfe bei Naturkatastrophen sowie die Hilfe im Bereich der medizinischen Versorgung. Im Jahr 1989 schenkte die Stadt Duschanbe der Stadt Klagenfurt ein tadschikisches Teehaus. Die Stadt Klagenfurt strebt derzeit eine weitere Städtepartnerschaft mit der norditalienischen Gemeinde Sappada (deutsch Bladen oder Pladen) an.
Um die Verbundenheit Klagenfurts mit seinen Partnerstädten im Rahmen der Städtepartnerschaften darzustellen, sind in der Kramergasse in der Klagenfurter Innenstadt Bodenmosaike mit den Wappen der Partnerstädte zu sehen. Die Ausführung stammt vom Kärntner Maler und Mosaikkünstler Franz Kaplenig.
Zur Erinnerung an eine der ältesten Städtepartnerschaften überhaupt, nämlich jene zwischen Klagenfurt und der Stadt Wiesbaden in Deutschland, heißt eine wichtige Straße in der Klagenfurter Innenstadt „Wiesbadener Straße“, und das Kurhaus von Wiesbaden wurde im Minimundus nachgebildet. Im Gegenzug trägt ein Straßenzug in Wiesbaden den Namen „Klagenfurter Ring“. Auch die Namen anderer Partnerstädte spiegeln sich in Namen Klagenfurter Straßen wider wie z. B. der Dessauer Straße, der Duschanbegasse, dem Gladsaxeweg, der Görzer Allee, dem Hermannstädter Weg, der Nanninggasse, der Tarragonaallee oder dem Venloweg.

### Diplomatische Vertretungen

Slowenisches Generalkonsulat

Im Jahr 1906 eröffnete das damalige Königreich Italien als erste Nation eine diplomatische Vertretung in Klagenfurt. Zurzeit bestehen vierzehn ausländische Vertretungen in der Stadt:
- das Generalkonsulat von Slowenien
- die Konsulate und Honorarkonsulate: Chile, Finnland, Frankreich, Italien, Niederlande, Philippinen, Polen, Schweden, Schweiz, Südkorea, Tschechien, Ukraine, Ungarn und Indonesien

Das Generalkonsulat Deutschlands in Klagenfurt wurde in der Zwischenzeit aufgelöst.

### E-Government
Die Stadtverwaltung bietet verschiedene elektronische Services für ihre Bürger an, und zwar mit dem Ziel, Amtswege zu vereinfachen. Bürger können z. B. Formulare als PDF- oder Word-Datei herunterladen oder Formulare direkt elektronisch übermitteln. Die Online-Formulare der Stadt basieren auf AFORMSOLUTION des österreichischen IT-Unternehmens aforms.

## Persönlichkeiten

### In Klagenfurt bestattet

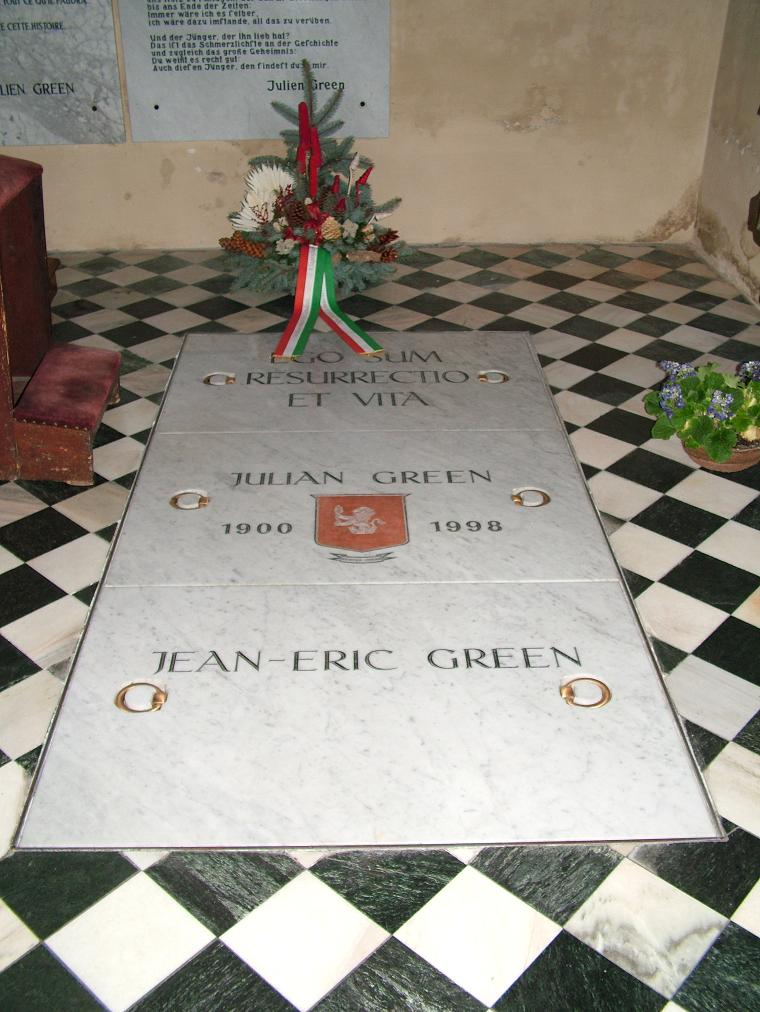
Grabstätte Julian Green

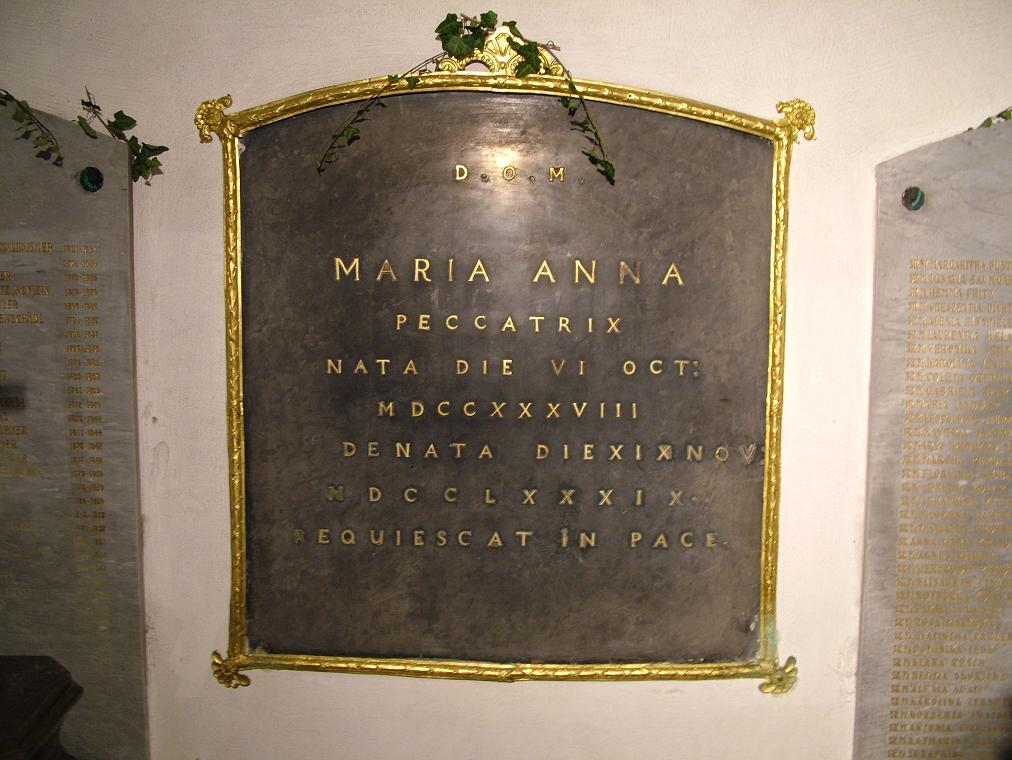
Grab von Erzherzogin Maria Anna

Neben vielen berühmten Klagenfurtern fanden folgende prominente Nicht-Klagenfurter hier ihre letzte Ruhe:
- Grete Bittner (1905–1973), Schauspielerin
- Georg Drozdowski (1899–1987), Schriftsteller
- Franz Eglseer (1849–1938), Direktor des Stadttheaters
- Josef Ferdinand Fromiller (1693–1760), Barockmaler (Grab nicht mehr erhalten)
- Julien Green (1900–1998), franz.-amerik. Schriftsteller
- Florian Gröger (1871–1927), Landeshauptmann
- Friedrich Happ (1920–2000), Gründer des größten Reptilienzoos Mitteleuropas
- Silvester Leer (1880–1957), Landeshauptmann
- Switbert Lobisser (1878–1943), Maler
- Maria Anna (1738–1789), Erzherzogin, Tochter von Kaiserin Maria Theresia
- Rolf Olsen (1919–1998), deutscher Schauspieler
- Jakob Pagitz, Gründer des Getränkeherstellers Pago (Pago = Pagitz Obst)
- Josef Friedrich Perkonig (1890–1959), Schriftsteller
- Markus Pernhart (1824–1871), Maler
- Vinzenz Schumy (1878–1962), Staatssekretär, Landeshauptmann
- Sebastian Stroh (1792–1852), Gründer der Rum-Fabrik Stroh
- Johann Thaurer von Gallenstein (1779–1840), Textdichter der Landeshymne
- Emmerich Übleis (1912–1942), Chemiestudent, Widerstandskämpfer
- Dolores Viesèr (1904–2002), Schriftstellerin
- Ferdinand Wedenig (1896–1975), Landeshauptmann
- Ludwig Weiß (1902–1994), Verkehrsminister
- Franz Xaver Freiherr von Wulfen (1728–1805), Botaniker, Entdecker der „Wulfenia“ (Grab nicht mehr erhalten; sein Kopf wurde auf dem Nassfeld beigesetzt)

### Ehrengräber
Die Stadt führt die Gräber folgender Persönlichkeiten als Ehrengräber:
- Ingeborg Bachmann (1926–1973), Schriftstellerin, 17. Oktober 1973, Annabichl
- Georg Bucher (1905–1972), Schauspieler, 12. Oktober 1972, Annabichl
- Josef Wolfgang Dobernig (1862–1918), Ehrenbürger, Reichsratsabgeordneter, 24. Juli 1918, Kapellengruft Annabichl
- Pepo Grabner (1897–1991), Maler, 2. Oktober 1991, Annabichl
- Familie Herbert, Bleifabrikant, Herbertgruft, St. Ruprecht
- August Jaksch-Wartenhorst (1859–1932), Landesarchivdirektor, 3. Jänner 1932, Kapellengruft Annabichl
- Thomas Klimann (1876–1942), Abwehrkämpfer, Oberst, 25. Oktober 1942, Annabichl
- Thomas Koschat (1845–1914), Komponist, 19. Mai 1914, Kapellengruft Annabichl
- Paul Meinhardt (1825–1896), Turnlehrer, 29. Dezember 1896, St. Ruprecht
- Max Ritter von Moro (Moro-Morozzo-Botka) (1817–1899), Tuchfabrikant, 16. März 1899, Viktring
- Josef Friedrich Perkonig (1890–1959), Schriftsteller, 8. Februar 1959, Kapellengruft Annabichl
- Markus Pernhart (1824–1871), Landschaftsmaler, 30. März 1871, St. Ruprecht
- Franz Josef Pichler-Mandorf (1885–1972), Altbürgermeister, 7. Juli 1972, Ehrengräberfeld Annabichl
- Paul Renn (1806–1860), Dichter, 15. November 1860, St. Ruprecht
- Arnold Riese (1871–1912), Reichsratsabgeordneter und Redakteur, 20. Jänner 1912, Annabichl
- Alfons von Rosthorn (1857–1909), 9. August 1909, Viktring
- Othmar Rudan (1900–1985), Buchautor, Landesamtsdirektorstellvertreter, 21. Februar 1985, Annabichl
- Vinzenz Schumy (1878–1962), Vizekanzler, 13. Dezember 1962, Ehrengräberfeld Annabichl
- Herbert Strutz (1902–1973), Schriftsteller, 1. Oktober 1973, Annabichl
- Peter Suppan (1844–1902), Volksliedersänger, 3. November 1902, Annabichl
- Michael Tangl (1861–1921), Universitätsprofessor, 7. September 1921, Annabichl
- Adolf von Tschabuschnigg (1809–1877), k.k. Justizminister, 1. November 1877, St. Ruprecht
- Ferdinand Wedenig (1896–1975), Landeshauptmann, 11. November 1975, Ehrengräberfeld Annabichl
- Franz Wodley, 31. Jänner 1890, St. Ruprecht
- Julius Yllam (1885–1942), Berufsoffizier und Feldpilot im Kärntner Abwehrkampf, 15. Jänner 1942, Annabichl

### Ehrenbürger

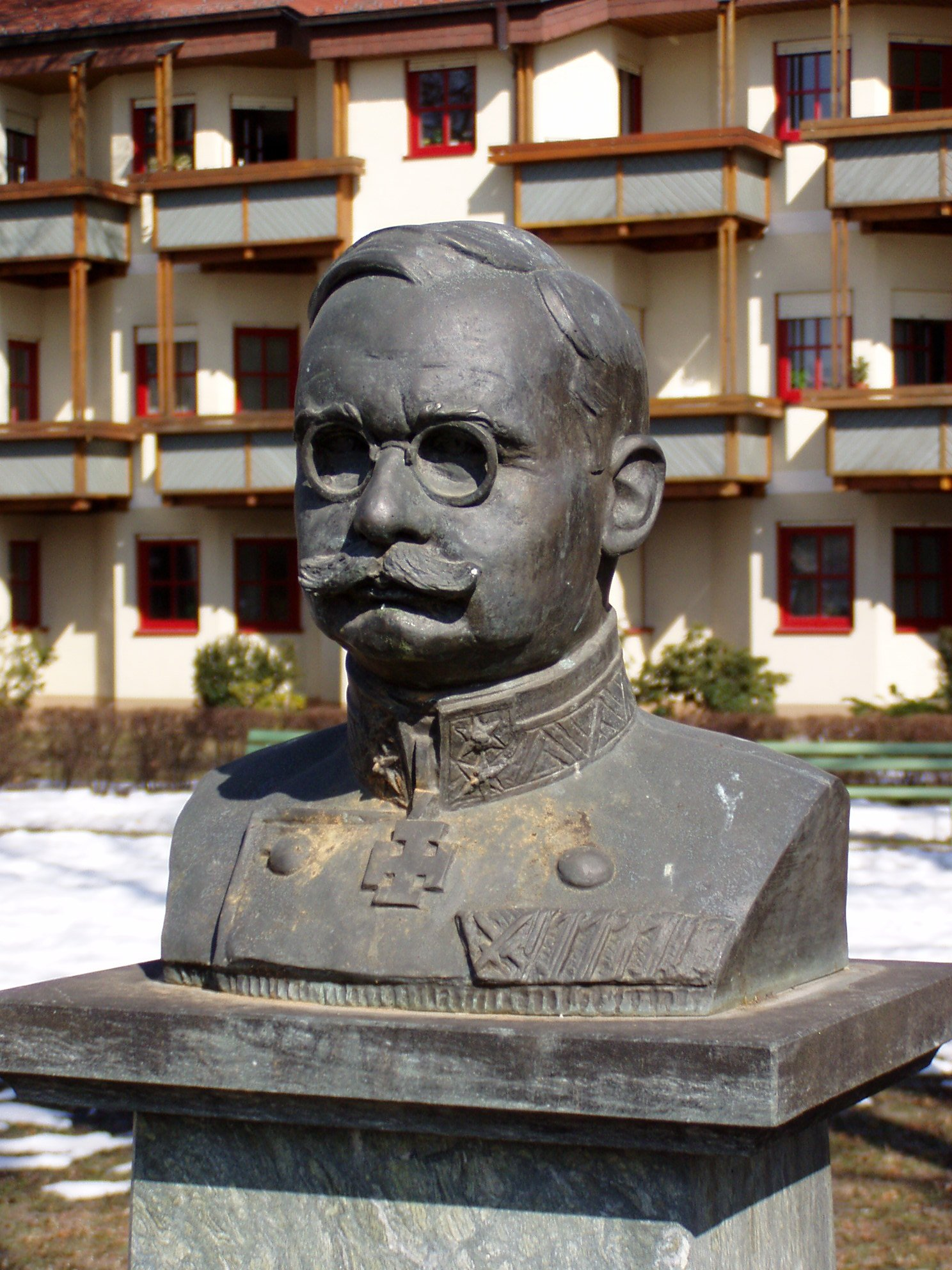
Ludwig-Hülgerth-Büste im Hülgerth-Park

Ehrenbürger nach Jahr ihrer Ernennung:
- 1821: Franz Reichsgraf von Enzenberg (1747–1821), Präsident der Zentral-Landesregierung
- 1858: Johann Friedel (1816–1898), Generalmajor
- 1861: Johann Karner (1801–1862), Abgeordneter, Ehrenbürger von Lendorf
- 1896: Franz Freiherr von Schmidt-Zabierow (1826–1899), Landespräsident von Kärnten
- 1905: Julius Christoph Neuner (1838–1910), Industrieller, Politiker
- 1907: Thomas Koschat (1845–1914), Komponist und Chorleiter
- 1911: Josef Wolfgang Dobernig (1862–1918), Politiker und Journalist
- 1914: Oskar Potiorek (1853–1933), Offizier
- 1914: Ernst Rauscher von Stainberg (1834–1919), Schriftsteller
- 1915: Alfred Freiherr von Fries-Skene (1870–1947), Statthalter von Triest und Küstenland
- 1916: Franz Rohr (1854–1927), Feldmarschall
- 1918: Carl Auer von Welsbach (1858–1929), Chemiker und Unternehmer
- 1923: Ivo von Hibler, Kommunalrechtsfreund und Landtagsabgeordneter
- 1923: Ludwig Hülgerth (1875–1939), Feldmarschalleutnant und Politiker
- 1923: Franz Wilfan (1863–1937), Bahnbeamter und Gemeinderat
- 1924: Josef Gruber (1844–1929), Stadtarzt
- 1936: Kurt Schuschnigg (1897–1977), Bundeskanzler im Ständestaat
- 1938: Adolf Hitler (1889–1945), Reichskanzler
- 1946: Karl Renner (1870–1950), Bundespräsident
- 1947: Russel Roberts, Leiterin des Britischen Roten Kreuzes
- 1950: Josef Friedrich Perkonig (1890–1959), Erzähler, Dramatiker, Autor, Filmproduzent
- 1965: Ferdinand Wedenig (1896–1975), Politiker
- 1966: Peter Graf (1886–1977), Politiker
- 1997: Leopold Guggenberger (1918–2017), Politiker
- 1999: Leopold Wagner (1927–2008), Politiker
- 2001: Udo Jürgens (1934–2014), Komponist, Pianist und Sänger
- 2011: Walter Dermuth (1926–2011), Stadtrat und Vizebürgermeister, Präsident der Kärntner Messen